# Grecia
Grecia (en griego: Ελλάδα, Elládaⓘ), oficialmente llamada República Helénica (en griego: Ελληνική Δημοκρατία, Ellinikí Dimokratía, AFI: [eliniˈci ðimokɾaˈtia]), es uno de los veintisiete Estados soberanos que forman la Unión Europea. En este país viven alrededor de once millones de habitantes, que conforman una sociedad muy homogénea donde principalmente se habla griego y se practica el cristianismo ortodoxo.
Atenas, la capital, es la ciudad más poblada del país y la segunda es Tesalónica. Otras ciudades como El Pireo, Patras, Heraclión y Lárisa, son centros políticos, económicos y culturales a nivel regional.
Grecia está estratégicamente ubicada entre Europa, Asia y África y comparte fronteras terrestres al noroeste con Albania, al norte con Macedonia del Norte y Bulgaria, y al noreste con Turquía. Al este se encuentra el mar Egeo, al oeste el mar Jónico y en el sur, el Mediterráneo; estos tres mares bañan sus 13 676 km de costas, el 11.º litoral más largo del mundo. El territorio griego está conformado por siete archipiélagos con unas 1400 islas, de las que 227 están habitadas. Cerca de un 80 % de su relieve consta de montañas, de las cuales la más alta es el monte Olimpo, con 2917 metros sobre el nivel del mar.
La Grecia moderna tiene su origen en la civilización de la antigua Grecia, cuna de la civilización occidental. Para Occidente es el lugar de nacimiento de la democracia, la filosofía occidental, los Juegos Olímpicos, la literatura y el estudio de la historia, la política y los más importantes principios de las matemáticas y la ciencia. El Estado griego moderno, que comprende la mayor parte del núcleo histórico de la civilización griega, se estableció en 1830, luego de una guerra de independencia del Imperio otomano. El legado de su larga historia se refleja en el arte, la arquitectura, gastronomía, literatura y otros aspectos culturales.
En la actualidad Grecia es un Estado democrático y desarrollado con un Índice de Desarrollo Humano muy alto. Grecia es, además, miembro de la Unión Europea desde 1981 y utiliza el euro desde 2001, forma parte de la OTAN desde 1952 y de la Agencia Espacial Europea desde 2005. Es también socio fundador de las Naciones Unidas, la OCDE y la Organización de Cooperación del Mar Negro. Sin embargo, Grecia es el país que más vio afectada su economía durante la crisis económica de 2008-2015, cuando redujo su PIB en un 25 % durante cinco años. También aumentaron mucho las desigualdades sociales, el coeficiente de Gini y la pobreza. No obstante, el Eurogrupo pronosticó en 2015 un aumento del PIB griego en los siguientes años.

## Etimología
Los nombres utilizados para referirse a la nación de Grecia y al pueblo griego varían dependiendo del idioma, la ubicación y la cultura. Aunque los griegos modernos llaman a su país Ελλάδα (Ellada, en griego demótico) y su nombre oficial es República Helénica, en lengua española se le conoce como Grecia, que proviene del término latino Graecia.  Este topónimo, utilizado por los romanos, literalmente significa «tierra de los griegos» y se deriva del nombre del semidiós Greco (Γραικός [Graikós]), cuya etimología aún se desconoce.  
Para referirse tanto a la Grecia antigua como a la actual, en español se emplea ocasionalmente el término Hélade, derivado del griego clásico Ἑλλάς, Ἑλλάδος (Hĕllás, Hĕlládos).  Se dice también que Aristóteles fue el primero en utilizar el nombre Graeci (ɣραικοί, es decir, «griegos») en su obra Meteorológicos, donde afirma que el área cerca de Dodona y Aqueloo estaba habitada por los Σελλοί (selloi) y por un pueblo anteriormente llamado graeci, pero que en su tiempo se llamaban helenos.  En ocasiones, los actuales griegos utilizan el nombre literario Ελλάς, Ελλάδος (Ellás, Elládos), derivado del antiguo Ἑλλάς, para referirse a su patria.  Este vocablo también se emplea en la variante culta katharévousa.         

## Historia

### Primeros asentamientos y Antigua Grecia

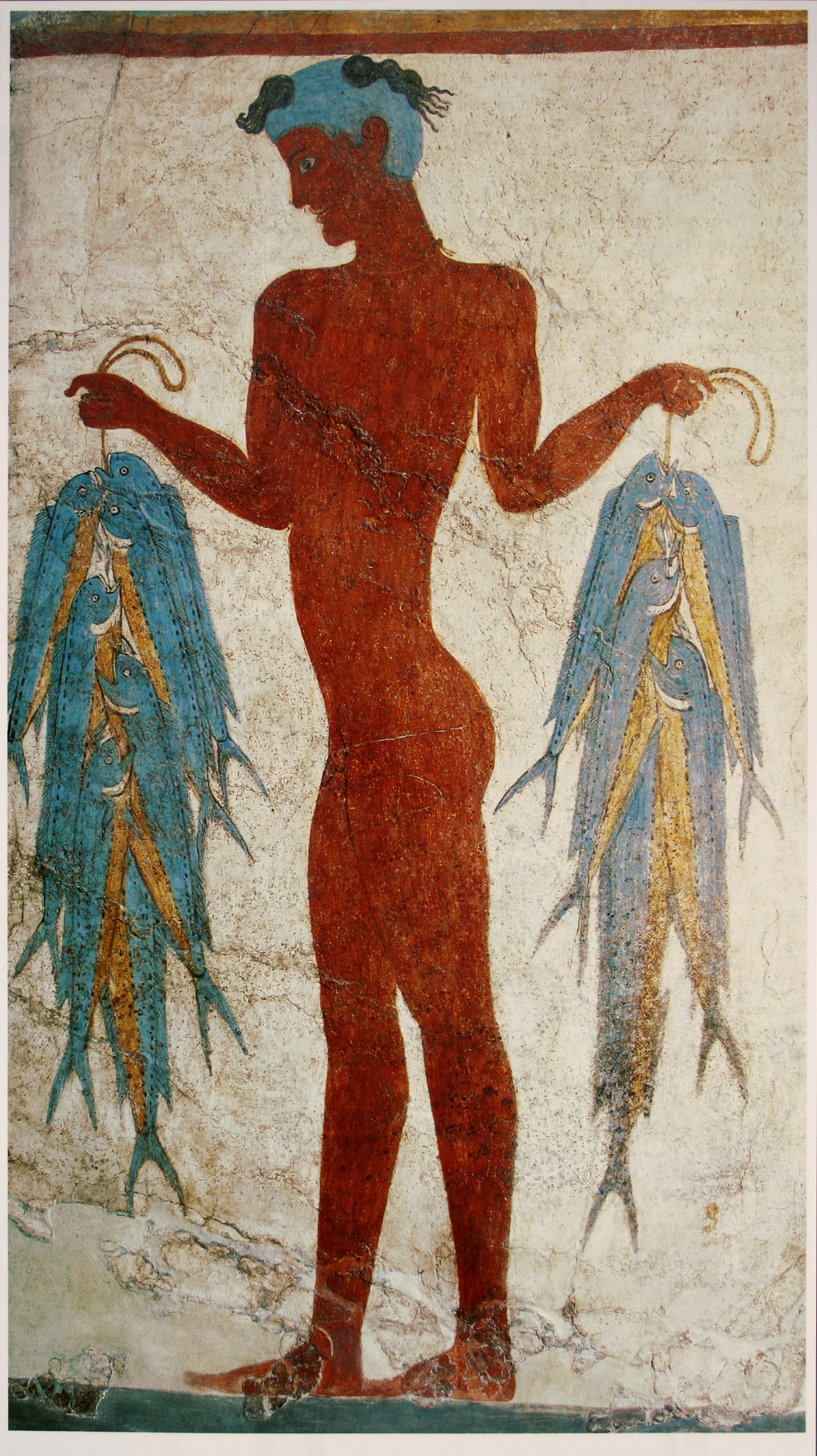
Fresco minoico en Acrotiri de Santorini.

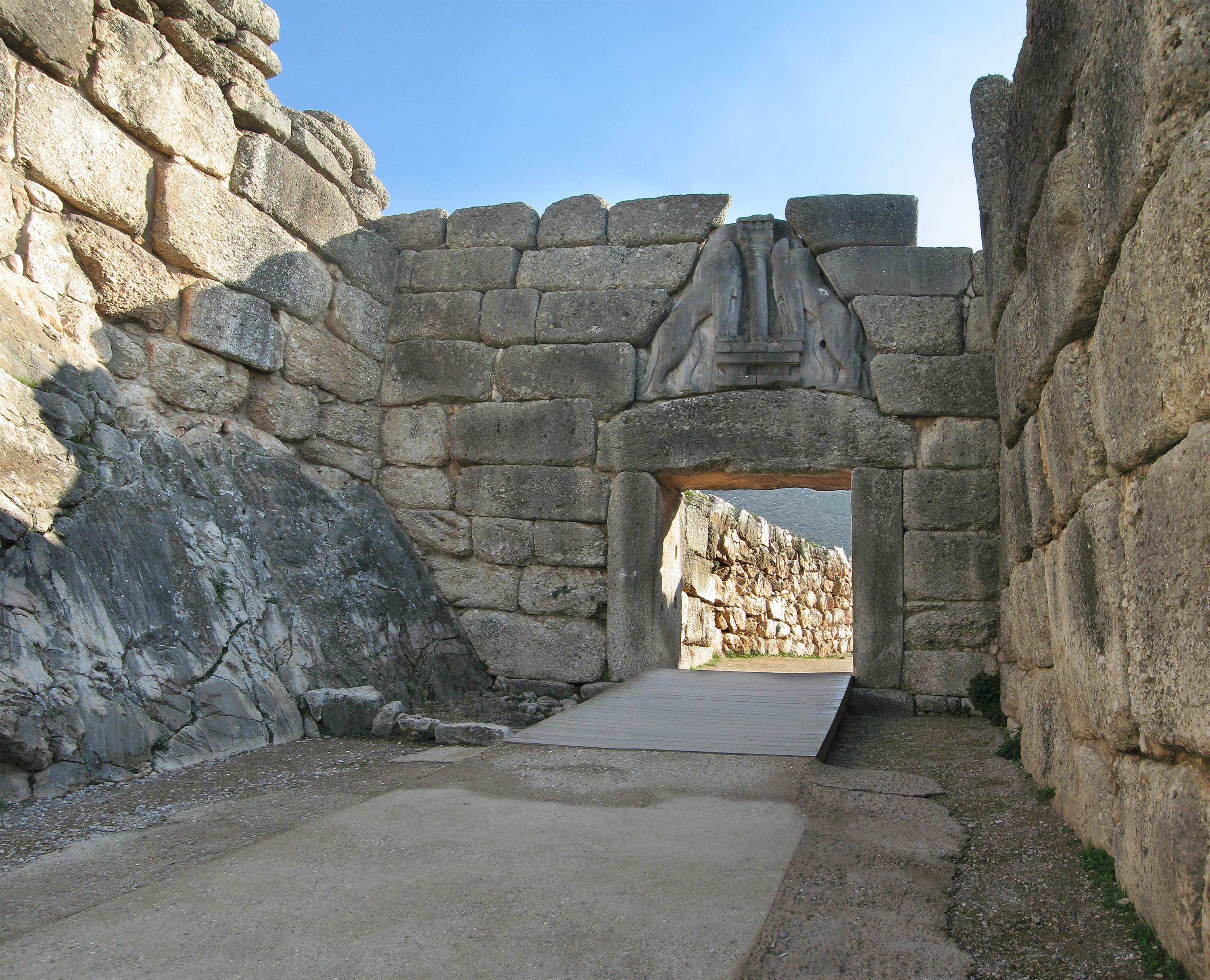
Puerta de los Leones en Micenas.

La evidencia de presencia humana más antigua hallada en los territorios de la actual Grecia se encuentra en la caverna de Petralona, en la península Calcídica, donde se halló un cráneo conocido como hombre de Petralona, cuya datación es discutida. Dentro del territorio griego existen vestigios de asentamientos de las tres etapas de la Edad de Piedra —paleolítico, mesolítico y neolítico—; algunos sitios, como la cueva Franchthi estuvieron ocupados durante estos tres periodos. Dado que el país se ubica en la ruta por la cual la agricultura se expandió desde el Cercano Oriente hacia Europa, los asentamientos neolíticos en Grecia son los más antiguos en el continente, pues datan del séptimo milenio a. C.
En el actual territorio griego surgieron las primeras civilizaciones de Europa, por lo que se considera el lugar de nacimiento de la civilización occidental. Las primeras en aparecer fueron la civilización cicládica en las islas del mar Egeo (alrededor del 3200 a. C.), la civilización minoica en Creta (2700-1500 a. C.) y la civilización micénica en el continente (1900-1100 a. C.). Estas sociedades poseían un sistema de escritura: los minoicos utilizaron uno aún sin descifrar conocido como Lineal A, mientras que los micénicos desarrollaron el Lineal B, una forma primitiva del griego. Los micénicos gradualmente absorbieron a los minoicos, pero su cultura colapsó violentamente alrededor del 1200 a. C., durante un periodo de inestabilidad regional conocido como el colapso de la Edad de Bronce. Esto condujo a una era conocida como la Edad Oscura, de la que no se conservan registros escritos.

Territorios ocupados por los griegos y algunas de sus principales colonias durante el periodo arcaico (750-550 a. C.)

Tradicionalmente se fija el final de la Edad Oscura, e inicio de la Época Arcaica, en el 776 a. C., año durante el cual se celebraron los primeros Juegos Olímpicos. Se piensa que entre los siglos siglo VIII y VII a. C. Homero escribió la Ilíada y la Odisea, los textos fundacionales de la literatura occidental. Con el final de la Edad Oscura surgieron varios reinos y ciudades-estado, los cuales se extendieron hasta las costas del mar Negro, el sur de Italia (Magna Graecia) y Asia menor. Estos estados y sus colonias alcanzaron un gran nivel de prosperidad que dio paso a un florecimiento cultural sin precedentes —periodo conocido como la Grecia clásica— más evidente en la arquitectura, el teatro, la ciencia, las matemáticas y la filosofía. En el 508 a. C., Clístenes introdujo el primer sistema democrático del mundo en Atenas.
Para el 500 a. C. el Imperio persa controlaba el territorio entre el actual Irán hasta las zonas que hoy forman parte del norte de Grecia, Macedonia del Norte, el sur de Ucrania, Bulgaria y Rumania, por lo que se convirtió en una amenaza para los griegos. Las ciudades-estado helénicas ubicadas en Asia Menor fracasaron en sus intentos por expulsar a los persas; en 492 a. C. el ejército persa invadió los estados de la Grecia continental, pero se vio forzado a retirarse luego de su derrota en la batalla de Maratón en 490 a. C. Diez años más tarde lanzaron una segunda ofensiva. Pese a la heroica resistencia de los espartanos y otros griegos en la batalla de las Termópilas, las fuerzas persas lograron llegar a Atenas.
Luego de una serie de victorias griegas entre el 480 y 479 a. C. en las batallas de Salamina, Platea y Mícala, los persas se vieron forzados a retirarse por segunda ocasión. Estos conflictos militares, conocidos como las guerras médicas, fueron liderados en gran parte por Atenas y Esparta. El hecho de que Grecia no fuese un país unificado dio lugar a varios conflictos entre los estados helénicos.

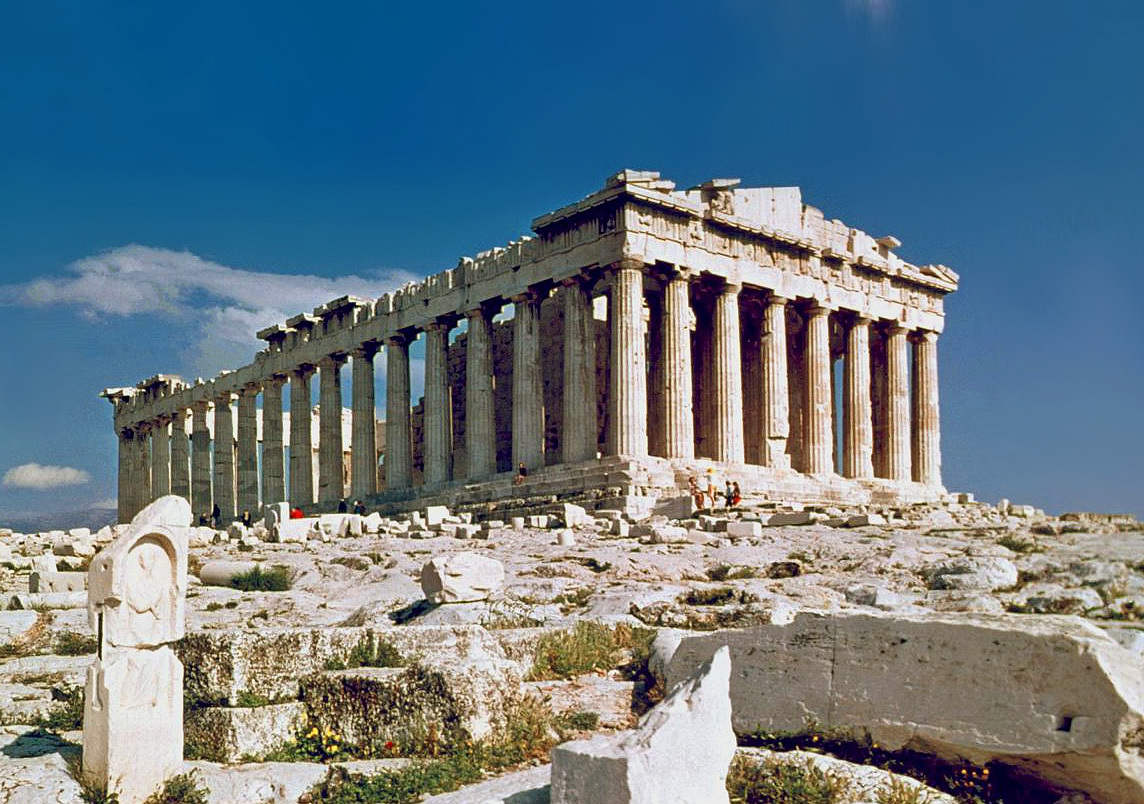
El Partenón en la Acrópolis de Atenas es uno de los símbolos más conocidos de la Grecia clásica.

Dentro de estos, el enfrentamiento más importante fue la guerra del Peloponeso (431-404 a. C.), donde la victoria de Esparta marcó el final de la supremacía del Imperio ateniense sobre la Antigua Grecia. Posteriormente, la batalla de Leuctra (371 a. C.) le brindó el poder hegemónico a Tebas, pero poco después le fue arrebatado por Macedonia. Este reino logró unificar al mundo griego en la liga de Corinto —también conocida como la «liga helénica»—, bajo el mando del Filipo II, líder del primer estado griego unificado en la historia.
Luego del asesinato de Filipo II, su hijo Alejandro Magno asumió el liderazgo de la liga de Corinto, y en 334 a. C. lanzó una invasión al Imperio persa con las fuerzas combinadas de los estados griegos. Cuatro años después y tras salir victoriosos en las batallas de Gránico, Issos y Gaugamela, los griegos marcharon hacia Susa y tomaron Persépolis, la capital ceremonial de Persia. El imperio creado por Alejandro Magno se extendió desde Grecia en el oeste en trayectoria hacia el actual Pakistán en el este y Egipto en el sur.
La repentina muerte de Alejandro Magno, acaecida en el 323 a. C., condujo al colapso del Imperio, que se dividió en varios reinos: el Imperio seléucida, el Egipto Ptolemaico, el Reino grecobactriano y el Reino indogriego. Muchos griegos emigraron a Alejandría, Antioquía, Seleucia y a muchas otras ciudades helenísticas en Asia y África. Aunque no se pudo mantener la unidad política del Imperio de Alejandro Magno, este trajo consigo el dominio de la civilización helenística y el idioma griego a todos los territorios conquistados por al menos dos siglos, y en el caso de algunas regiones del este del Mediterráneo, por un periodo mayor.

### Periodos helenístico y romano

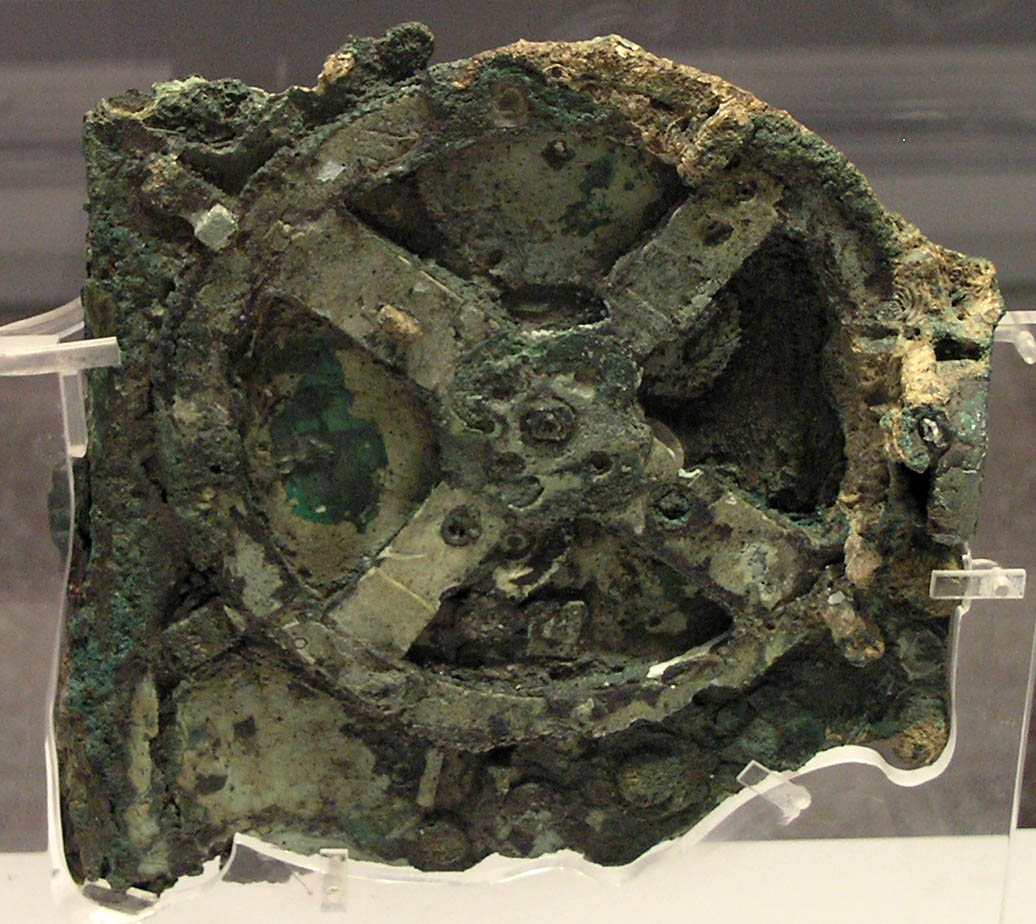
Se cree que el Mecanismo de Anticitera (siglos -) es la primera computadora mecánica analógica.

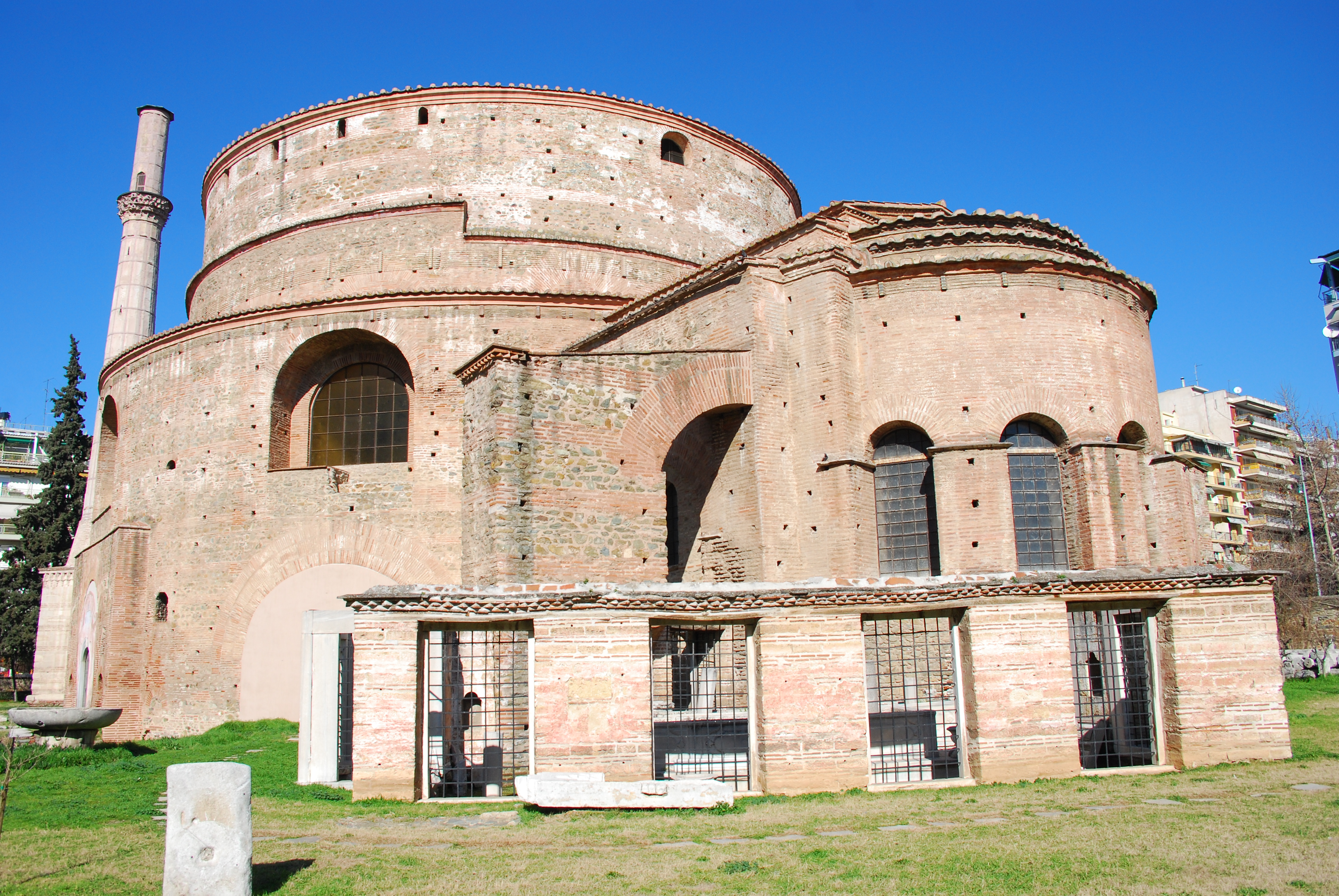
La rotonda de Galerio, construcción romana en Salónica.

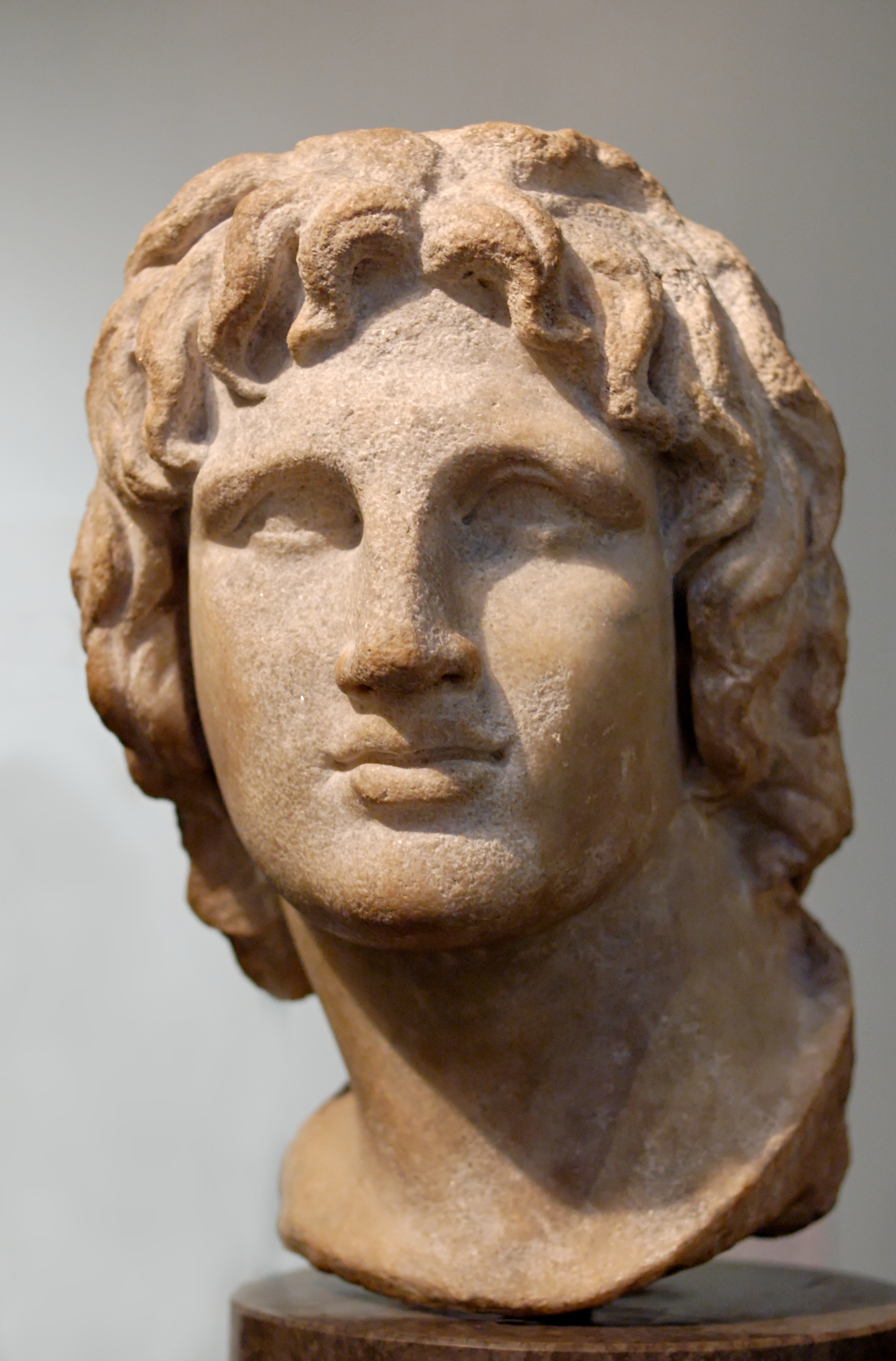
Alejandro Magno conquistó el vasto imperio persa en menos de cinco años, creando un nuevo imperio heleno desde los balcanes, Grecia a Egipto, hasta las actuales Afganistán e India. Murió a la edad de treinta y tres años, en 323 a. C.

Alejandro Magno (busto siglo II a. C., Alexandría), continuó el plan de su padre Filipo II en afirmar el dominio sobre Grecia, extendió los territorios hasta el sureste de Europa y puso en marcha en plan panhelénico para arrebatarle el imperio a Persia: las ciudades griegas de Asia menor hasta Egipto, y finalmente conquistó el imperio persa, hasta llegar a Afganistán y límites de la India. Falleció a los treinta y dos años de edad.
En Grecia, la muerte de Alejandro Magno fue seguida por un periodo de confusión. En el 276 a. C. la dinastía Antigónida, descendientes de uno de los generales de Alejandro, tomó el poder en Macedonia y en la mayor parte de las ciudades-estado griegas. Desde el siglo II a. C. la participación de la república romana en los asuntos internos de los helenos desembocó en las guerras macedónicas. La derrota de Macedonia en la batalla de Pidna (168 a. C.) puso fin al poder Antigónido en Grecia. En 146 a. C. Roma se anexionó Macedonia como una provincia, y el resto de su territorio se convirtió en un protectorado romano.
El proceso terminó en el 27 a. C. cuando el emperador romano César Augusto se hizo con el resto de Grecia para convertirla en la provincia senatorial de Acaya. Pese a su supremacía militar, los romanos admiraron y estuvieron fuertemente influidos por los logros de la cultura griega, de ahí la famosa frase de Horacio: Graecia capta ferum victorem cepit («la Grecia conquistada, conquistó al bárbaro conquistador»). Generalmente se considera que las matemáticas, la ciencia y tecnología griegas alcanzaron su apogeo durante el periodo helenístico.
Las comunidades greco-parlantes del Oriente helenizado tuvieron un papel clave en la expansión del cristianismo durante los siglos II y III, pues varios de los primeros líderes y autores de la cristiandad, como Pablo de Tarso, hablaban griego. Sin embargo, la población griega como tal tuvo una tendencia a apegarse al paganismo y el país no fue uno de los pilares principales del cristianismo primitivo: de hecho, algunas de las prácticas de la religión griega antigua continuaron vigentes hasta finales del siglo IV, y algunas áreas del sureste del Peloponeso no se convirtieron al cristianismo hasta el siglo X.

### Periodo medieval

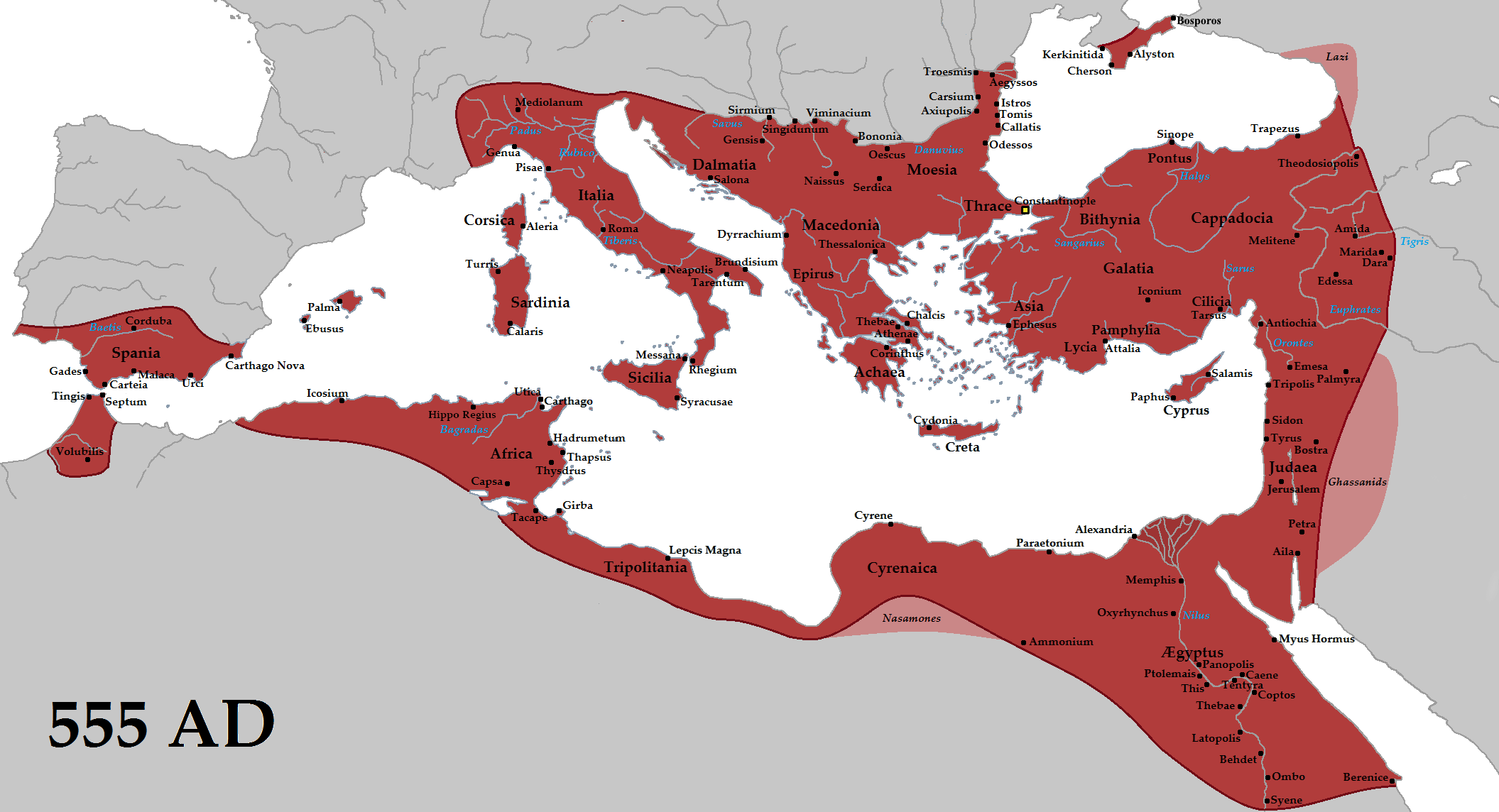
El Imperio bizantino en su máxima extensión bajo el mando de Justiniano I, en 555 d. C.

Tras la división y caída del Imperio romano, Grecia pasó a formar parte del Imperio bizantino, el Imperio romano de Oriente, que perduró desde el siglo V hasta 1453. Su capital se ubicó en Constantinopla, su idioma y literatura se basaron en la lengua griega y la religión predominante fue el cristianismo ortodoxo.
Desde el siglo IV, los territorios balcánicos del imperio, incluida Grecia, sufrieron del constante embate de las invasiones bárbaras. Los asaltos y la devastación de los godos y hunos durante los siglos IV y V, y la invasión eslava del siglo VII, provocaron un colapso dramático de la autoridad imperial en la península. Luego de la invasión eslava, el gobierno imperial mantuvo el control únicamente en las islas y algunas zonas costeras, particularmente las ciudades como Atenas, Corinto y Tesalónica, mientras que algunas de las zonas montañosas del interior mostraron cierta resistencia a la ocupación y siguieron reconociendo la autoridad imperial. Se cree que existió cierto número de asentamientos eslavos fuera de estas regiones, aunque a una escala mucho menor de lo que se pensaba anteriormente.

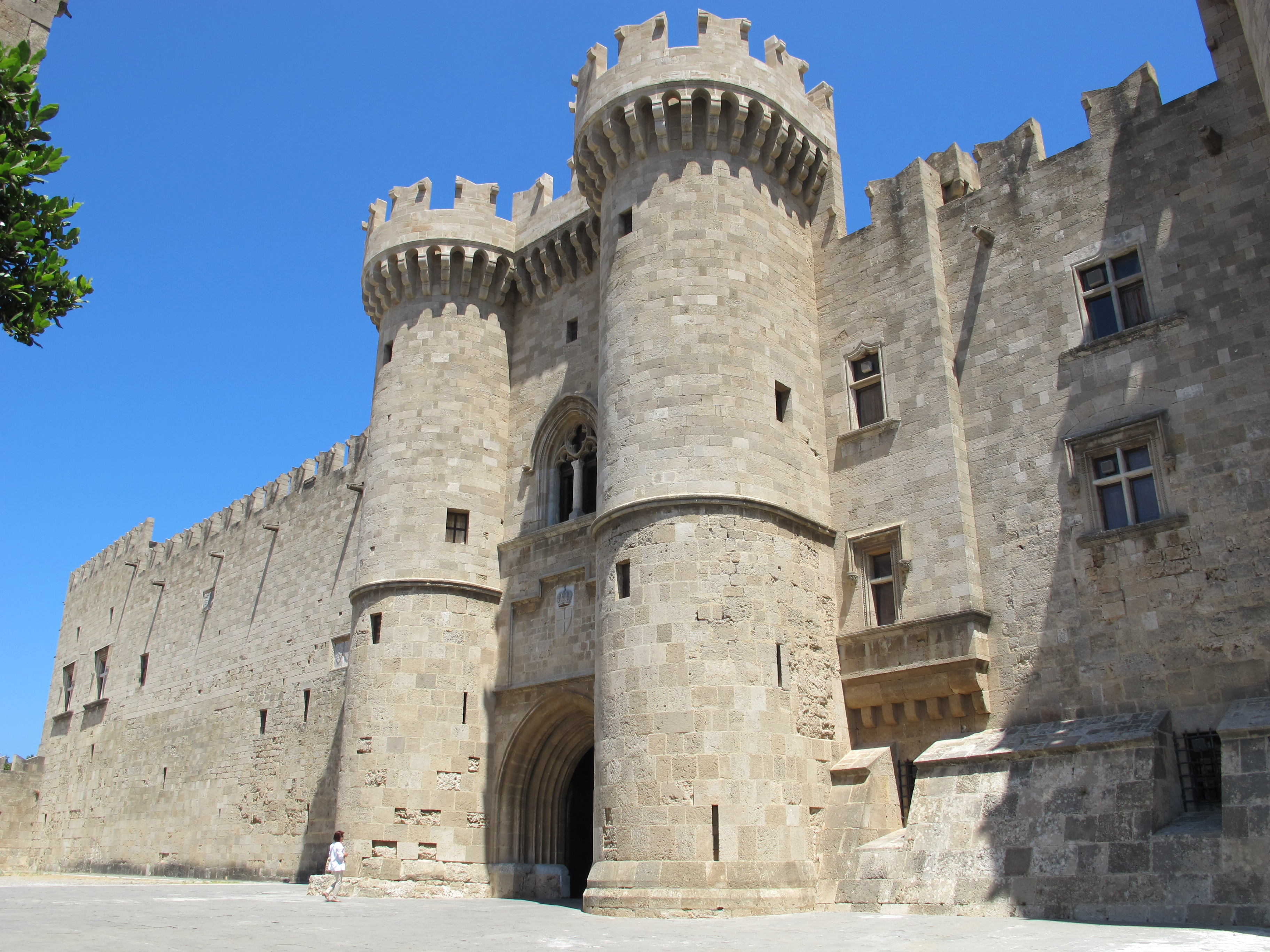
Entrada al Palacio del Gran Maestro de los Caballeros de Rodas, levantado durante las Cruzadas en la isla.

A finales del siglo VIII, el Imperio bizantino comenzó a recuperar gradualmente sus territorios perdidos, y para el siglo IX la mayor parte de la Grecia actual se encontraba nuevamente bajo el control bizantino. Las grandes migraciones de griegos desde Sicilia y Asia Menor hacia la península balcánica facilitaron este proceso, al mismo tiempo que muchos de los eslavos fueron capturados y reubicados en Asia Menor y aquellos que permanecieron en Grecia fueron asimilados. Durante los siglos XI y XII el regreso de la paz y estabilidad al territorio griego fueron las bases para un fuerte crecimiento económico, mucho más grande que el de la región de Anatolia.

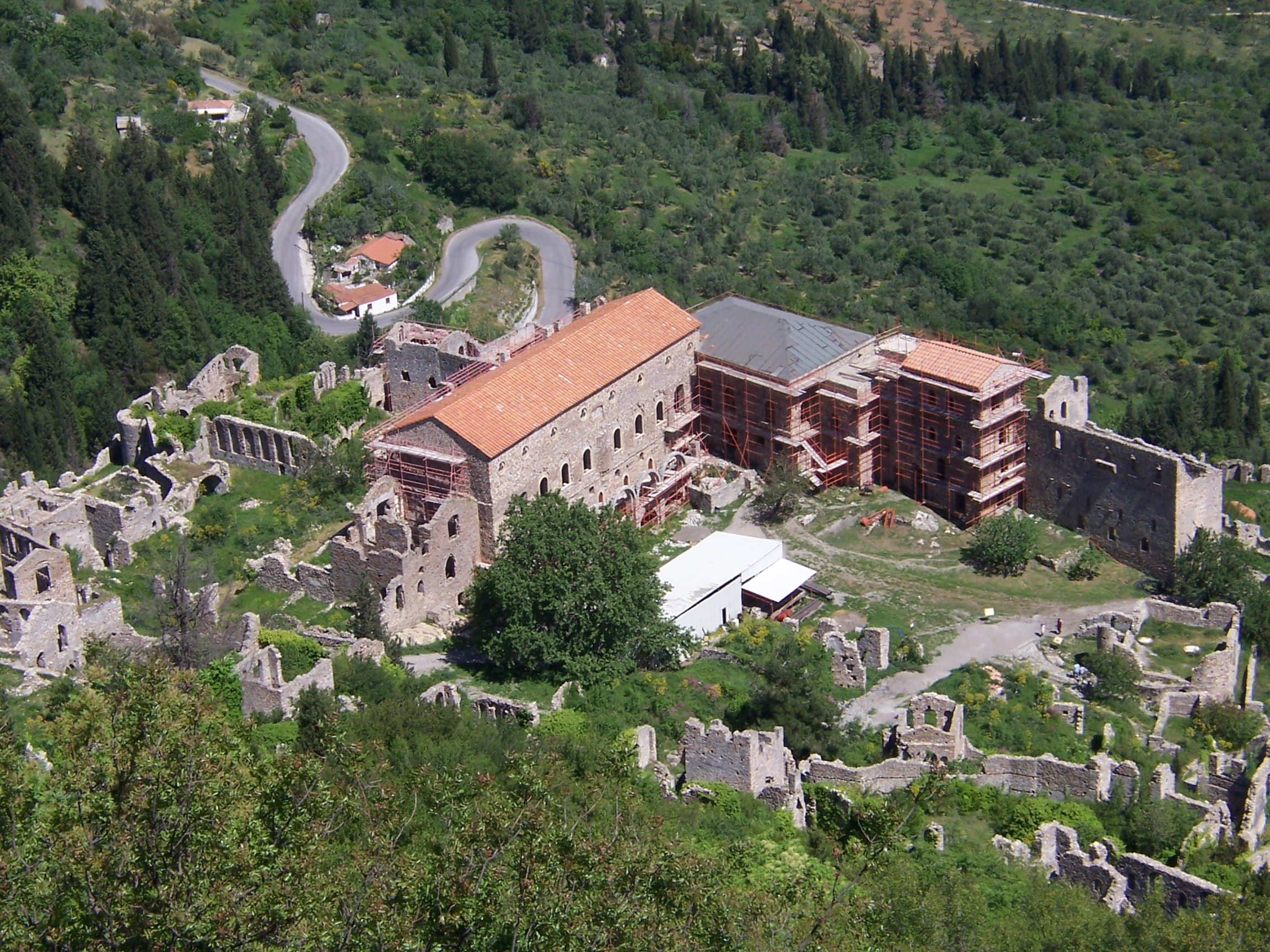
Palacio de Mistras, vestigio del Despotado de Morea.

Luego de la Cuarta Cruzada y la caída de Constantinopla ante los latinos en 1204, la mayor parte del territorio griego pasó a manos de los francos —un periodo conocido como «Francocracia»—, y algunas islas fueron tomadas por Venecia. En 1261 el restablecimiento del Imperio bizantino en Constantinopla hizo posible la recuperación de casi todas estas regiones. Sin embargo, el principado franco de Acaya en el Peloponeso siguió siendo una potencia regional importante hasta el siglo XIV, mientras que varios archipiélagos permanecieron bajo el control de Génova y Venecia.
En el siglo XIV el Imperio bizantino perdió varias zonas de la actual Grecia ante los ataques de los serbios y los otomanos. A principios del siglo XV, el avance otomano significó que el control bizantino sobre Grecia se redujo al Despotado de Morea en el Peloponeso. Luego de la caída de Constantinopla ante los otomanos en 1453, Morea fue el último remanente del Imperio bizantino que se opuso a la invasión turca, pues se mantuvo en pie hasta 1460. Con la conquista otomana, muchos académicos greco-bizantinos —responsables de preservar gran parte del conocimiento de la Grecia Clásica— emigraron a Occidente llevando consigo un gran número de obras literarias, y contribuyeron con ellas al desarrollo del Renacimiento.

### Periodo otomano

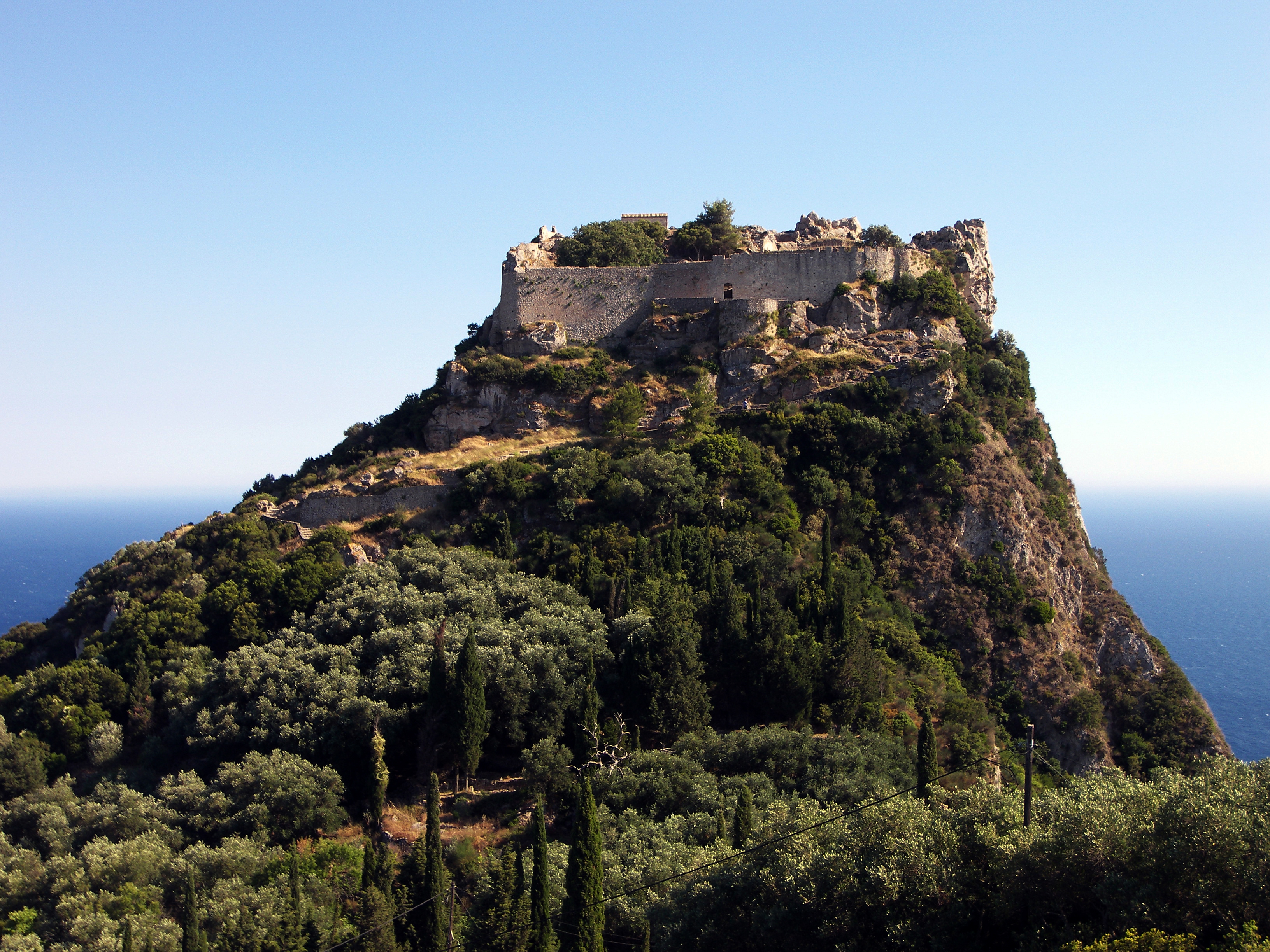
El castillo bizantino de Angelokastro resistió el ataque otomano durante los asedios de Corfú en 1537, 1571 y 1716.

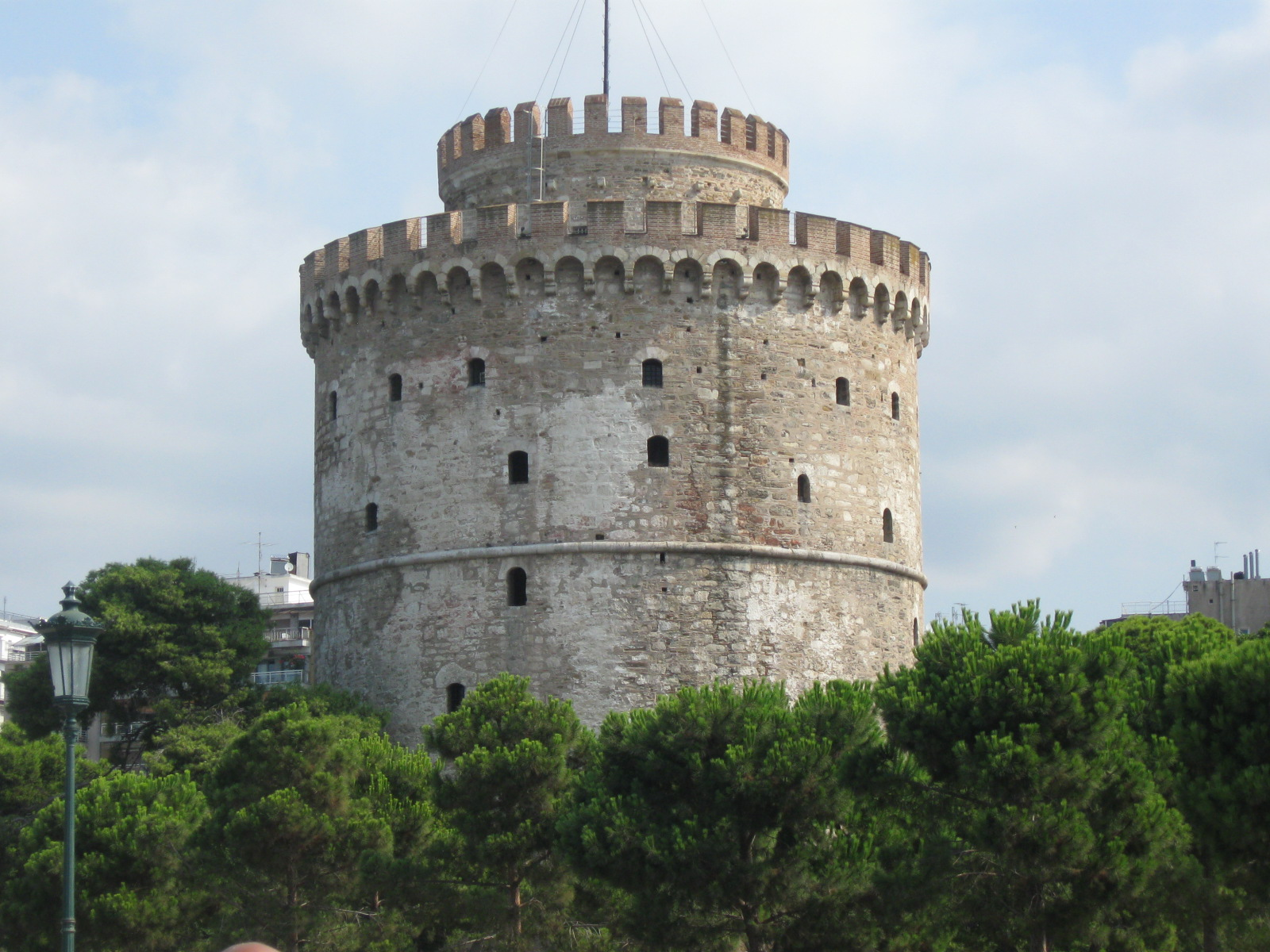
La Torre Blanca de Tesalónica, una de las estructuras otomanas más conocidas de Grecia.

Hacia finales del siglo XV, la mayor parte de Grecia y las islas del mar Egeo estaban bajo control otomano, mientras que Chipre y Creta permanecieron bajo el dominio veneciano y no formaron parte del Imperio otomano hasta 1571 y 1670, respectivamente. La única parte del mundo grecoparlante que no fue conquistada por los turcos fueron las islas Jónicas, que se mantuvieron bajo el control de Venecia hasta su conquista por la Primera República Francesa en 1797 y luego pasaron al Reino Unido en 1809 hasta su unificación con Grecia en 1864.
Los griegos de las Islas Jónicas y Constantinopla vivieron en prosperidad, incluso los que habitaban dicha ciudad alcanzaron puestos importantes dentro de la administración otomana. Por el contrario, la mayor parte del pueblo griego sufrió las consecuencias económicas de la conquista turca. Los turcos fijaron impuestos elevados, y en años posteriores promulgaron una política para la creación de títulos hereditarios, prácticamente convirtiendo a los habitantes rurales en siervos.
El gobierno otomano consideró a la Iglesia ortodoxa de Grecia y al Patriarcado Ecuménico de Constantinopla como las principales autoridades de toda la población cristiana ortodoxa del Imperio, sin importar su origen étnico. Aunque el Estado otomano no obligó a la población a convertirse al islam, los cristianos enfrentaron varias formas de discriminación, encaminadas a señalar su estatus inferior dentro del Imperio. Esta discriminación hacia los cristianos, sumada al maltrato de las autoridades otomanas locales, fueron la causa de muchas conversiones al islam, al menos superficialmente. En el siglo XIX, muchos «cripto-cristianos» regresaron a sus antiguas prácticas religiosas.
La naturaleza de la administración otomana en Grecia variaba de un lugar a otro, pero siempre se caracterizó por su negligencia y arbitrariedad. Algunas ciudades tenían gobernadores nombrados por el sultán, mientras que otras, como Atenas, eran municipalidades autogobernadas. Las regiones montañosas en el interior permanecieron prácticamente autónomas del gobierno central otomano durante varios siglos.
Cuando los conflictos militares estallaban entre el Imperio otomano y otros países, los griegos usualmente se levantaban en contra de los turcos, con algunas excepciones. Antes de la independencia, los griegos lucharon contra los otomanos en varios enfrentamientos. Cabe destacar la participación griega en la batalla de Lepanto en 1571, las revueltas de campesinos en Epiro de 1600-1601, la guerra de Morea de 1684-1699 y la rebelión de Orlov en 1770, esta última instigada por el Imperio ruso. Estos levantamientos fueron reprimidos con gran dureza por el ejército otomano.
Los siglos XVI y XVII son considerados por algunos autores como una especie de «edad oscura» en la historia griega, pues la esperanza de expulsar a los otomanos parecía remota. Incluso el ejército turco intentó ocupar las islas Jónicas en varias ocasiones; Corfú resistió tres grandes asedios en 1537, 1571 y 1716. Durante el siglo XVIII, en esta isla, surgió una clase mercantil griega rica y dispersa. Estos comerciantes dominaron el comercio dentro del Imperio otomano, y establecieron comunidades a lo largo del Mediterráneo, los Balcanes y Europa Occidental. Aunque el dominio turco había dejado a Grecia fuera de los grandes movimientos intelectuales europeos como la Reforma protestante y la Ilustración, estas ideas, junto a los ideales de la Revolución francesa y el nacionalismo romántico, comenzaron a penetrar en el mundo griego gracias a esta diáspora mercantil. A finales del siglo XVIII, Rigas Feraios, el primer revolucionario en buscar la creación de un estado griego independiente, publicó en Viena una serie de documentos relativos a la independencia de Grecia, incluidos un himno nacional y el primer mapa detallado del país; fue asesinado en 1798 por agentes del Imperio otomano.

### Guerra de independencia

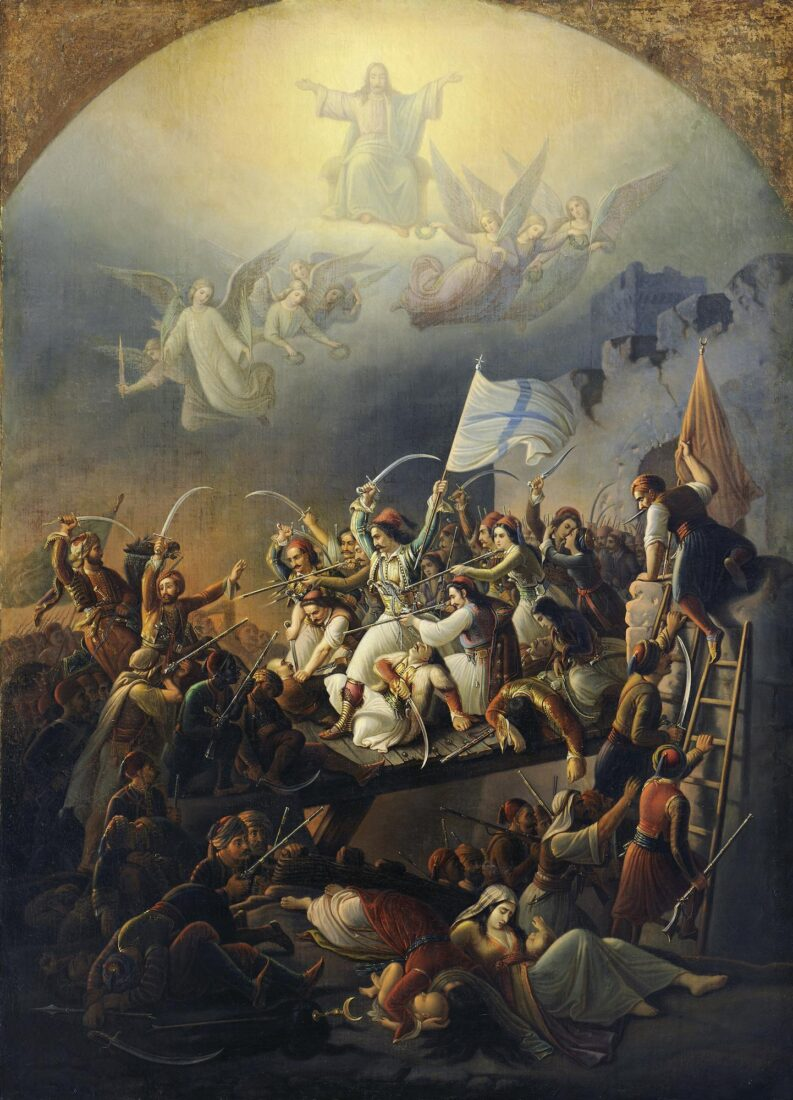
La salida de Mesolongi, durante la Guerra de independencia de Grecia (1821-1830), de Theodoros Vryzakis.

En 1814, se fundó una organización secreta llamada Filikí Etería —en griego: Sociedad de Amigos—, cuya finalidad era la independencia de Grecia. Filikí Etería planeaba lanzar una revolución en el Peloponeso, los principados del Danubio y Constantinopla. La primera de estas revueltas comenzó el 6 de marzo de 1821 en los principados del Danubio bajo el liderazgo de Alexandros Ypsilantis, pero los otomanos rápidamente la sofocaron. Los eventos en el norte alentaron a los griegos del Peloponeso a levantarse en armas y el 17 de marzo de 1821 declararon la guerra a los otomanos.
Para finales del mes, el Peloponeso se hallaba envuelto en una rebelión contra los otomanos y para octubre de 1821, los griegos, al mando de Theodoros Kolokotronis, tomaron Tripolitsa. La rebelión del Peloponeso inmediatamente fue seguida por otros movimientos en Creta, Macedonia y Grecia Central pero todos ellos fueron rápidamente sofocados. Mientras tanto, una Armada griega improvisada derrotó a la Armada otomana en el mar Egeo, con esto evitó que llegaran por mar refuerzos turcos. En 1822 y 1824 los turcos y los egipcios invadieron las islas, incluyendo Quíos y Psará, donde cometieron una masacre entre la población civil. Por esta causa, la opinión pública de Europa occidental se puso en favor de los rebeldes griegos.
Sin embargo, comenzaron a surgir problemas entre las distintas facciones griegas, lo que llevó a dos guerras civiles consecutivas. Por su parte, el sultán negoció con el gobernador egipcio Mehmet Alí, quien accedió a enviar a su hijo Ibrahim bajá a Grecia con un ejército para sofocar la rebelión a cambio de ciertos territorios. Ibrahim llegó al Peloponeso en febrero de 1825 y obtuvo una victoria inmediata: para finales de ese año, la mayor parte de la región se hallaba bajo control egipcio, y la ciudad de Mesolongi —sitiada por los turcos desde abril de 1825— cayó un año después. Aunque Ibrahim fue derrotado en Mani, consiguió expulsar a los rebeldes de gran parte del Peloponeso y retomó el control sobre Atenas.
Después de años de negociaciones, tres de las Grandes Potencias —Rusia, el Reino Unido y Francia— decidieron intervenir en el conflicto, y cada nación envió una flota a Grecia. Tras conocer que una flota otomano-egipcia se dirigía a la isla de Hidra, la flota aliada los interceptó en Pilos. Después de una semana de tensión, comenzó la batalla que acabó con la destrucción de la flota otomano-egipcia. Una fuerza expedicionaria francesa supervisó la evacuación del ejército egipcio del Peloponeso, mientras que los griegos prosiguieron con la toma de Grecia Central en 1828. Tras dos años de negociaciones, la Primera República Helénica recibió el reconocimiento internacional en el Protocolo de Londres.

### SigloXIX

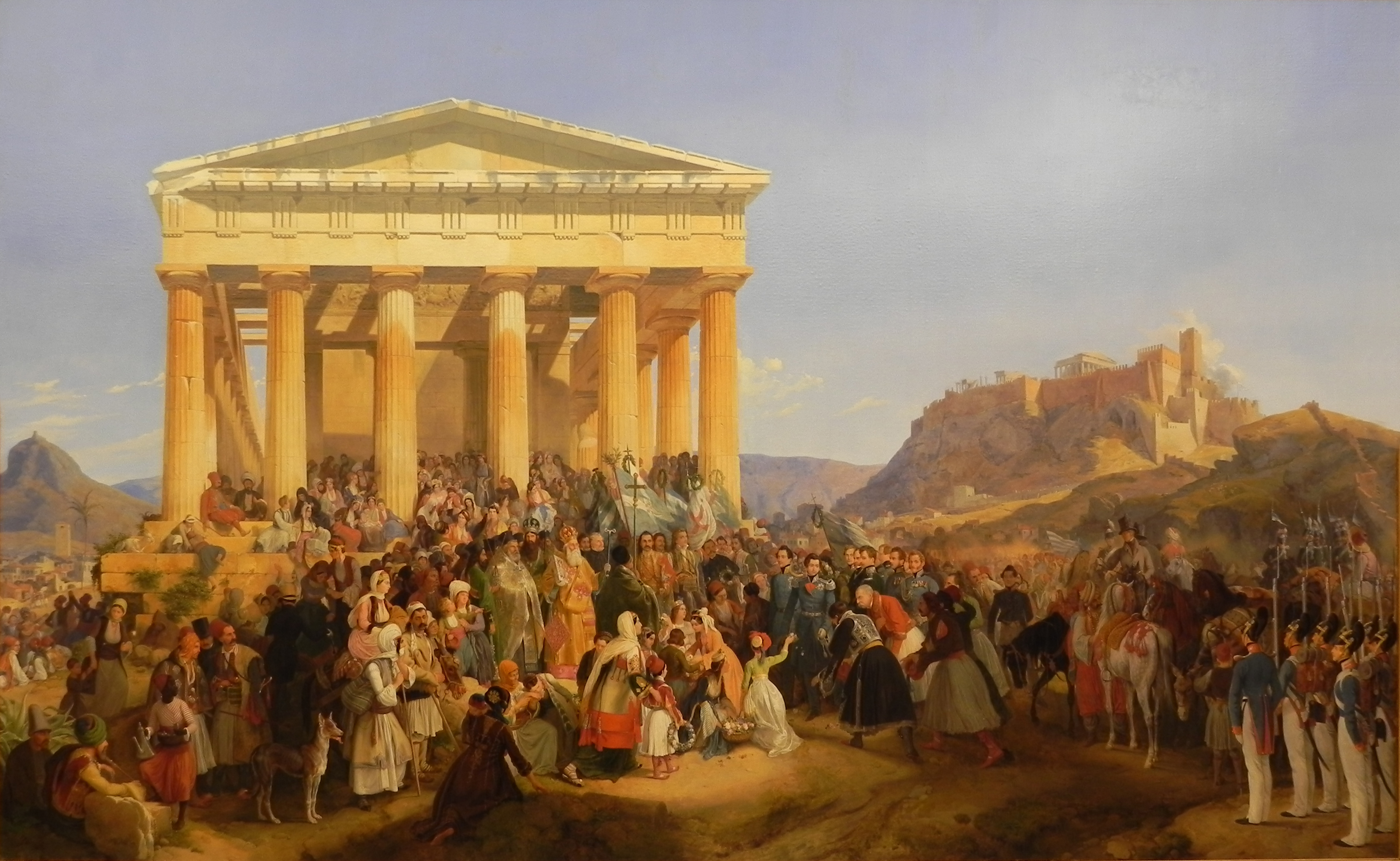
La entrada del rey Otón en Atenas, Peter von Hess, 1839.

En 1827 Ioannis Kapodistrias fue elegido como primer gobernador de la nueva República. Sin embargo, luego de su asesinato en 1831, las Grandes Potencias instauraron una monarquía encabezada por Otón I, de la Casa de Wittelsbach. En 1843, un levantamiento obligó al rey a promulgar una constitución y establecer una asamblea representativa.

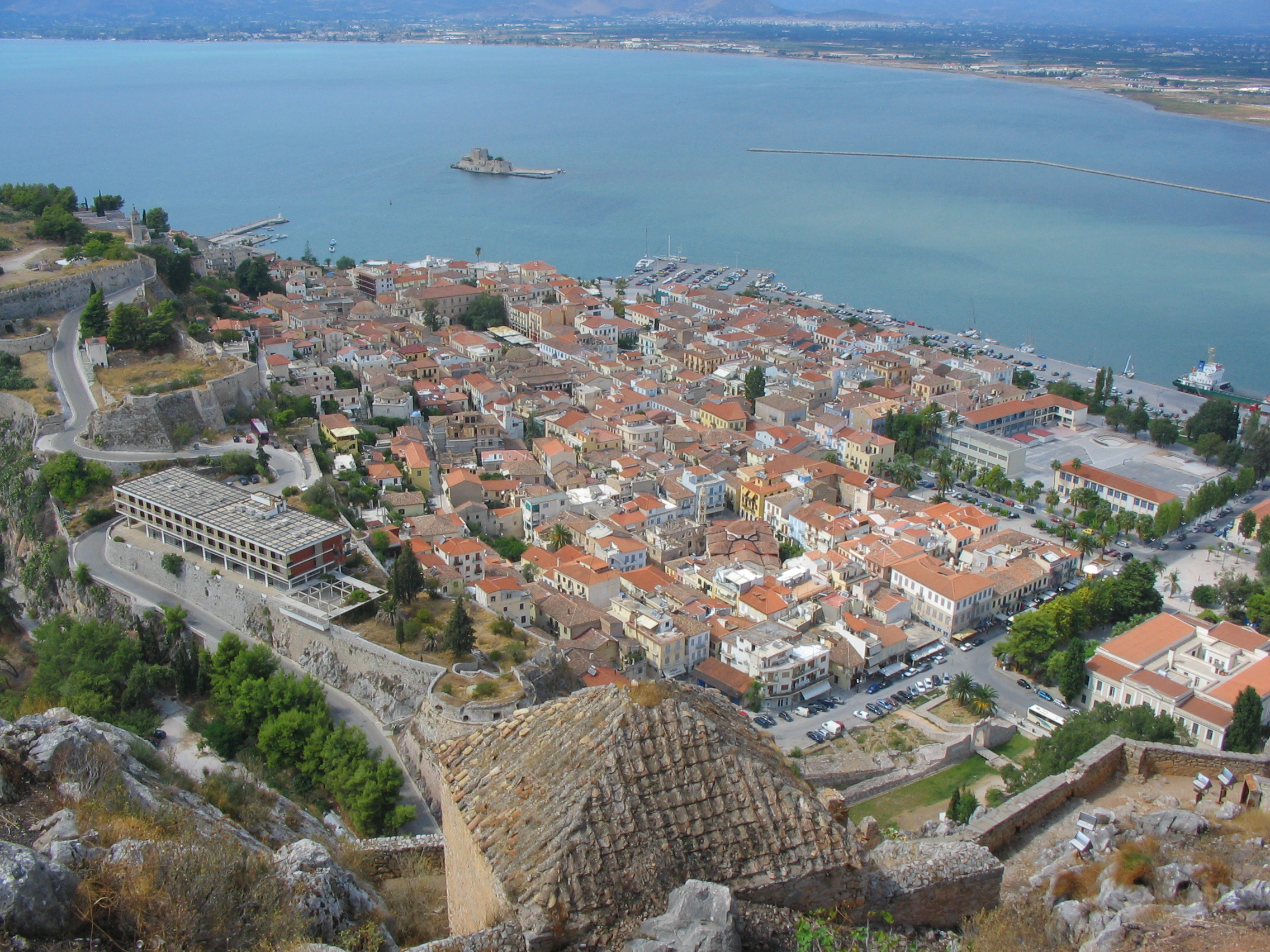
Nauplia fue la capital de Grecia entre los años 1830 y 1833.

Debido a su actitud autoritaria, fue destronado en 1862 y, un año más tarde, reemplazado por el príncipe Guillermo de Dinamarca, quien tomó el nombre de Jorge I y trajo consigo las islas Jónicas por el Tratado de Londres, regalo de coronación por parte del Reino Unido. En 1875 Charilaos Trikoupis, a quien se le atribuye una mejora importante en la infraestructura del país, limitó el poder de la monarquía a interferir en la asamblea y promulgar la norma del voto de confianza para el primer ministro. La corrupción y los incrementos en los gastos de Trikoupis para construir obras de infraestructura necesarias para el país —como el canal de Corinto—, debilitaron la frágil economía griega. En 1893 el gobierno se declaró en bancarrota y aceptó las demandas de una autoridad Internacional de Control Financiero para pagar a sus deudores.

Evolución territorial del Reino de Grecia desde 1832 hasta 1947.

Otro problema político del siglo XIX, único de Grecia, fue la cuestión lingüística. La población general hablaba una forma de griego llamada demótico. Muchos intelectuales de la élite lo veían como un dialecto campesino y estaban determinados a restaurar la gloria del griego antiguo. Los documentos del gobierno y diarios eran publicados en griego katharévousa («purificado»), una variante que poca gente podía leer. Los liberales promovieron el reconocimiento del demótico como el idioma nacional, pero los conservadores y la Iglesia ortodoxa estaban en contra de dicha declaración. La situación llegó al punto en el que, cuando el Nuevo Testamento se tradujo al demótico en 1901, estallaron una serie de manifestaciones en Atenas que terminaron derrocando al gobierno, hecho conocido como Evangeliaka. El problema del idioma perduró en el ambiente político hasta la década de 1970.
No obstante, todos los griegos estaban unidos en su determinación por liberar las provincias grecohablantes del Imperio otomano. En Creta, una prolongada revuelta entre 1866-1869 exacerbó los ánimos nacionalistas. Cuando estalló la guerra ruso-turca de 1877-1878, el pueblo griego se mostró a favor de apoyar a los rusos; pero debido a la precaria situación económica y a la posibilidad de una intervención británica, Grecia nunca entró en la guerra. Cuando los rusos derrotaron a los turcos en 1881, el Tratado de Berlín obligó al Imperio a ceder Tesalia y algunas partes de Epiro a Grecia, pero no así la isla de Creta.
Por su parte, los cretenses continuaron orquestando una serie de rebeliones, y en 1897 el gobierno griego de Theodoros Deligiannis, cediendo a la presión del pueblo, declaró la guerra a los otomanos. Así, en la guerra greco-turca de 1897 los otomanos derrotaron al mal entrenado y equipado ejército griego. Gracias a la intervención de las Grandes Potencias, Grecia solo perdió una pequeña parte de su territorio en la frontera con Turquía, mientras que en Creta se estableció un estado autónomo presidido por el príncipe Jorge de Grecia.

### SiglosXXyXXI
Al final de las guerras de los Balcanes, la superficie y población de Grecia habían aumentado. En los años siguientes, la lucha entre el rey Constantino I y el primer ministro Eleftherios Venizelos por el control de la política exterior, dominó el escenario político y dividió al país. Durante la Primera Guerra Mundial, Grecia llegó a tener dos gobiernos: uno proalemán a favor del rey, ubicado en Atenas; el otro probritánico a favor de Venizelos, con sede en Tesalónica. Los dos gobiernos se unieron en 1917, cuando Grecia ingresó oficialmente a la guerra del lado de la Triple Entente.
Poco después de terminada la Primera Guerra Mundial y con la partición del Imperio otomano, Grecia intentó extender sus territorios hacia Asia Menor, que en ese tiempo era una región con una gran población de origen griego, pero salió derrotada en la guerra greco-turca de 1919-1922. Como consecuencia del conflicto y la firma del Tratado de Lausana, ambos países sufrieron un gran intercambio poblacional: los griegos que vivían en territorio turco emigraron a Grecia, y viceversa. Además, miles de griegos pónticos murieron durante la guerra, en un episodio a menudo referido como genocidio de los griegos pónticos, casi medio millón de griegos pónticos fueron asesinados por lo turcos. Los años siguientes estuvieron caracterizados por la inestabilidad, sumada a la enorme tarea de integrar a más de 1,5 millones de griegos refugiados provenientes de los territorios que se mantuvieron en poder de Turquía dentro de la sociedad de la República Griega. La población reconocida como griega de Estambul (en griego llamada milenariamente Bizancio o Constantinopla), pasó de 300 000 habitantes en 1900 a cerca de 3000 en 2001.

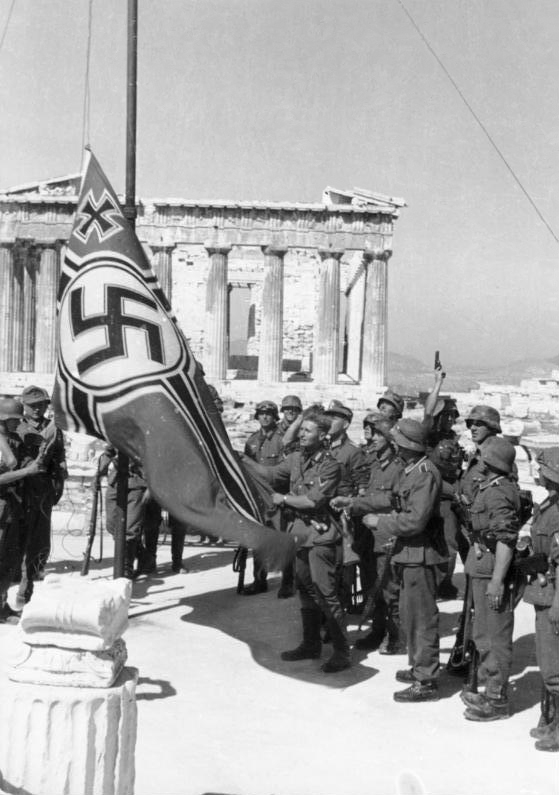
Soldados de la Alemania nazi izando la bandera del Tercer Reich en la Acrópolis de Atenas en mayo de 1941.

Tras los eventos catastróficos en Asia Menor, en 1924 se celebró un referéndum para abolir la monarquía y proclamar la Segunda República Helénica. El primer ministro Georgios Kondilis tomó el poder en 1935 y prácticamente abolió la república al traer de vuelta la monarquía con otro referéndum. Al año siguiente Ioannis Metaxas dio un golpe de Estado e implantó una dictadura conocida como el régimen del 4 de agosto. A pesar de ser una dictadura de corte fascista, Grecia permaneció en buenos términos con el Reino Unido y se mantuvo alejada de los países del Eje.
El 28 de octubre de 1940 Italia exigió la rendición de Grecia, pero el gobierno griego se negó y le declaró la guerra. En la Guerra greco-italiana, Grecia repelió las fuerzas italianas hacia Albania, la primera victoria de los Aliados en una batalla terrestre. Sin embargo, poco después el país cayó derrotado ante las fuerzas alemanas durante la batalla de Grecia. Aunque la ocupación alemana tuvo que lidiar con la resistencia griega, más de 100 000 civiles murieron de inanición durante el invierno de 1941-1942, y la gran mayoría de los judíos griegos fue deportada y asesinada en los campos de concentración nazis.
Luego de su liberación, Grecia entró en una guerra civil entre las fuerzas comunistas y anticomunistas, lo que trajo consigo un debilitamiento económico y tensiones políticas entre los partidos de derecha y de izquierda. Tras la victoria de los anticomunistas, las siguientes dos décadas se caracterizaron por una gran marginalización de los izquierdistas en las esferas políticas y sociales, pero también por un rápido crecimiento económico impulsado en gran parte por el Plan Marshall.
En julio de 1965, la dimisión ante el rey Constantino II del gobierno centrista de Yorgos Papandréu creó una agitación política que culminó en el golpe de Estado del 21 de abril de 1967 por un grupo de coroneles que estableció una dictadura militar. El 17 de noviembre de 1973, la brutal supresión de la revuelta de la Politécnica de Atenas debilitó el régimen, por lo que un consejo nombró al brigadier Dimitrios Ioannidis como dictador. El 20 de julio de 1974, mientras Turquía invadía Chipre, el régimen colapsó.
El antiguo primer ministro Constantinos Karamanlís fue invitado a regresar de su exilio en París y dar comienzo a la era Metapolítefsi. En el primer aniversario de la revuelta de la Politécnica de Atenas se celebraron las primeras elecciones multipartidistas desde 1964. El 11 de junio se promulgó una constitución democrática. Andreas Papandréu fundó el Movimiento Panhelénico Socialista (PASOK) en respuesta al partido conservador de Karamanlis Nueva Democracia. Desde entonces, ambos partidos se alternaron en el gobierno hasta el año 2015.

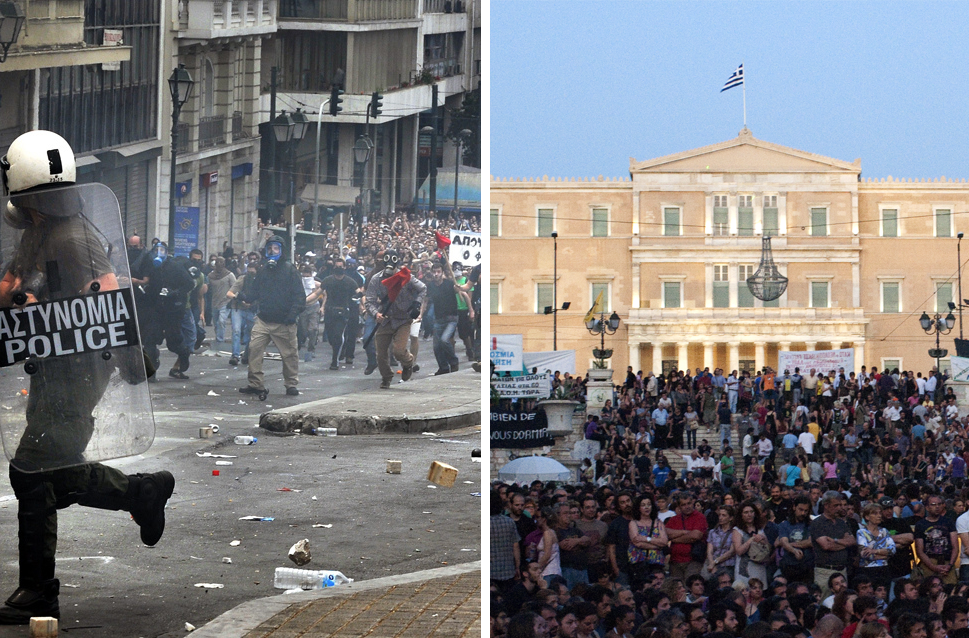
Protestas en Atenas por los recortes hechos durante la crisis de la deuda soberana en Grecia.

Grecia se convirtió en el décimo miembro de la Comunidad Económica Europea —antecesora de la Unión Europea— el 1 de enero de 1981, impulsada por un periodo de crecimiento constante. Las múltiples inversiones en empresas industriales e infraestructura, así como los fondos de la Unión Europea y los ingresos crecientes del turismo, el transporte y el sector servicios, elevaron los niveles de vida del país a una altura sin precedentes. Aunque tradicionalmente las relaciones con Turquía habían sido bastante tensas, estas mejoraron luego de que dos terremotos azotaran a ambos países en 1999. Grecia adoptó el euro como moneda en 2001 y albergó los Juegos Olímpicos de Atenas 2004 y el Festival de la Canción de Eurovisión 2006.
La economía griega se vio muy afectada por la Gran Recesión de 2008 y fue el protagonista principal en la crisis del euro en 2010. La situación se agravó al descubrir que el gobierno derechista de Nueva Democracia presidido por Kostas Karamanlís ocultó durante años, con la ayuda del banco de inversión Goldman Sachs, algunos datos macroeconómicos, entre ellos el verdadero monto de su deuda externa y el déficit público. El enorme déficit real provocó importantes recortes en el sector público. Esto, unido a la grave crisis económica que durante más de un lustro redujo el PIB del país en más de un cuarto del de 2008, situó el paro en un pico del 27 %, la población en la pobreza o en riesgo de padecerla superó el 35 % y tres millones de personas se quedaron sin asistencia sanitaria, entre otros indicadores. Como respuesta, se produjeron manifestaciones y disturbios en las principales ciudades griegas y más de una treintena de huelgas generales entre 2009 y 2014. (véase Crisis de la deuda soberana en Grecia). En enero de 2015, en el marco de la crisis sin precedentes en el país, el partido SYRIZA ganó las elecciones parlamentarias, siendo la primera vez en la historia de Grecia que un partido a la izquierda de la socialdemocracia alcanzaba el gobierno democráticamente.

## Gobierno y política

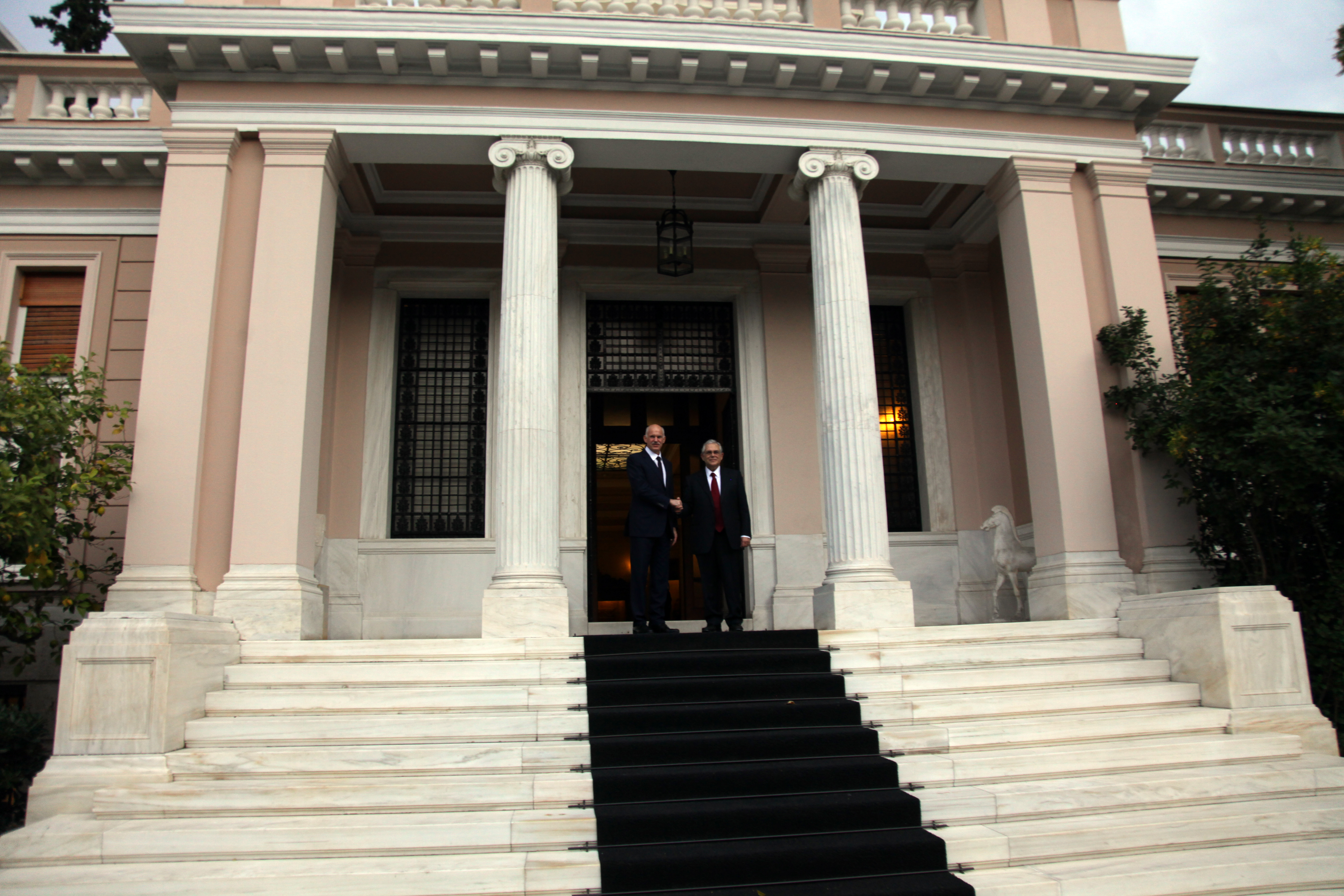
Mansión Máximos, residencia oficial del primer ministro de Grecia.

Grecia es una república parlamentaria donde el jefe de Estado es el presidente de la República, quien es electo por el Parlamento para un periodo de cinco años. La constitución fue redactada y promulgada por el Quinto Parlamento de Revisión de los Helenos y entró en vigor en 1975, luego de la caída de la junta militar que gobernaba al país desde 1967. Desde entonces, se le han hecho tres enmiendas: en 1986, 2001 y 2008. La constitución, que consta de 120 artículos, establece la división de poderes en las ramas ejecutiva, legislativa y judicial, y estipula de manera extensa y específica las garantías de las libertades civiles y los derechos sociales. 

De acuerdo a la constitución, el poder ejecutivo está representado por el presidente de la República y su gabinete. La enmienda constitucional de 1986 limitó muchas de las tareas del presidente, en virtud de la cual, la mayoría de sus funciones pasaron a ser ceremoniales, recayendo gran parte del poder político en el primer ministro. El puesto del primer ministro –el jefe de Gobierno de Grecia– pertenece al líder del partido político que obtenga el voto de confianza del Parlamento. El presidente nombra formalmente al primer ministro y, basado en sus recomendaciones, elige o destituye a los otros miembros del Gobierno. 

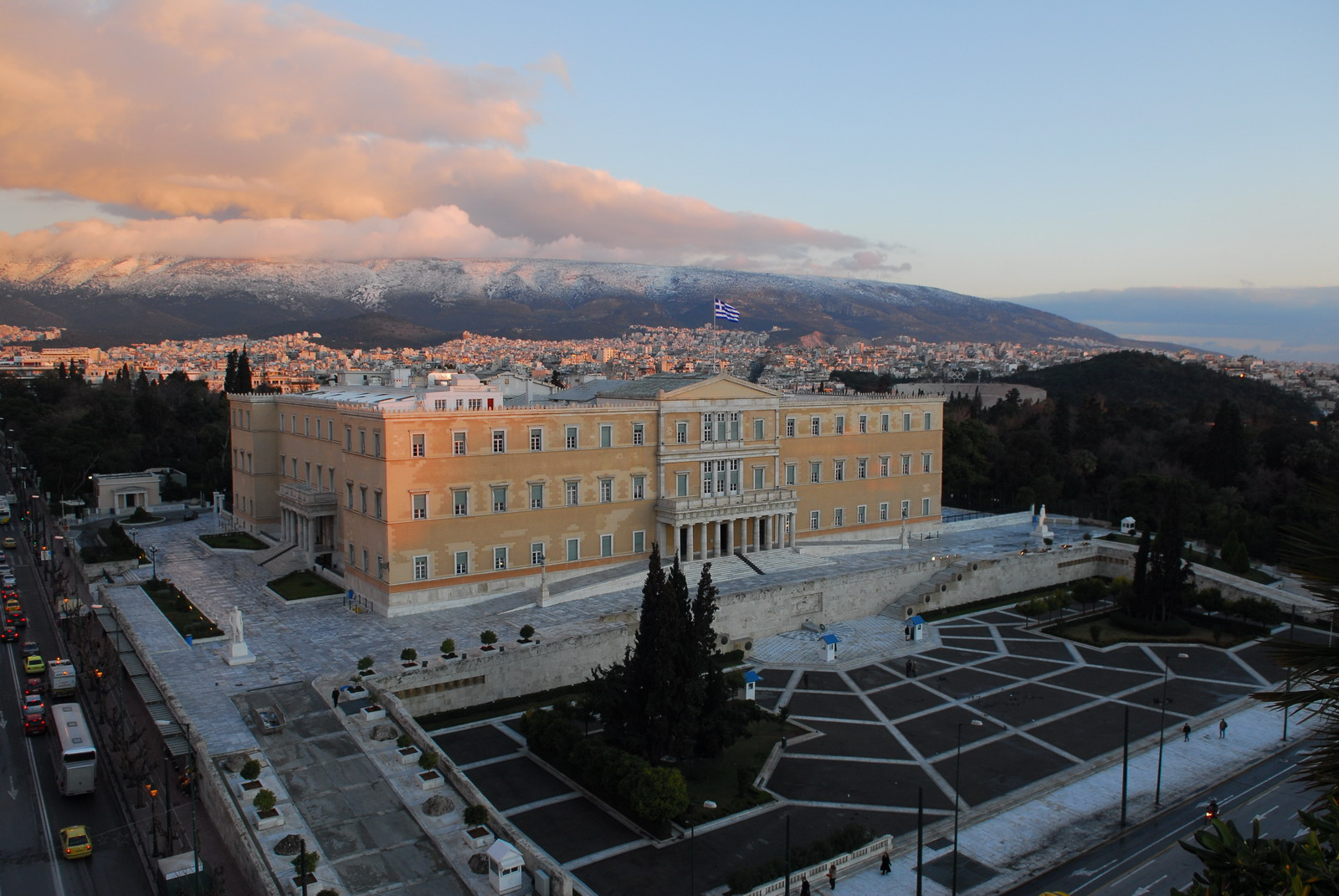
El Parlamento Helénico en Atenas.

El poder legislativo está representado por un parlamento unicameral compuesto por 300 miembros elegidos por el pueblo. Los estatutos aprobados por el Parlamento son promulgados por el presidente de la República. Las elecciones parlamentarias se celebran cada cuatro años, pero el presidente está obligado a disolver el Parlamento un poco antes, durante la elección del gabinete, en vistas de lidiar con un problema nacional de importancia excepcional. El presidente también está obligado a disolver el Parlamento antes si la oposición aprueba una moción de no confianza. Desde que se restauró la democracia, el sistema bipartidista griego ha sido dominado por los liberales-conservadores de Nueva Democracia (Grecia) (ND) y los socialdemócratas del Movimiento Panhelénico Socialista (PASOK).
El poder judicial es independiente del ejecutivo y legislativo, y está encabezado por tres Cortes Supremas: la Corte de casación, el Consejo de Estado y la Corte de Cuentas, los tribunales más altos en el país. El sistema judicial también está integrado por las cortes civiles, que juzgan los casos civiles y penales, y las cortes administrativas, las cuales resuelven las disputas entre los ciudadanos y las autoridades administrativas.
La Policía Helénica es la fuerza policíaca nacional de Grecia. Es una agencia muy grande cuyas responsabilidades abarcan desde el control del tráfico vehicular hasta las acciones contra el terrorismo. Se estableció en 1984 por la Ley 1481/1-10-1984, como resultado de la fusión de las fuerzas de la Gendarmería y la Policía Citadina.

### Relaciones exteriores

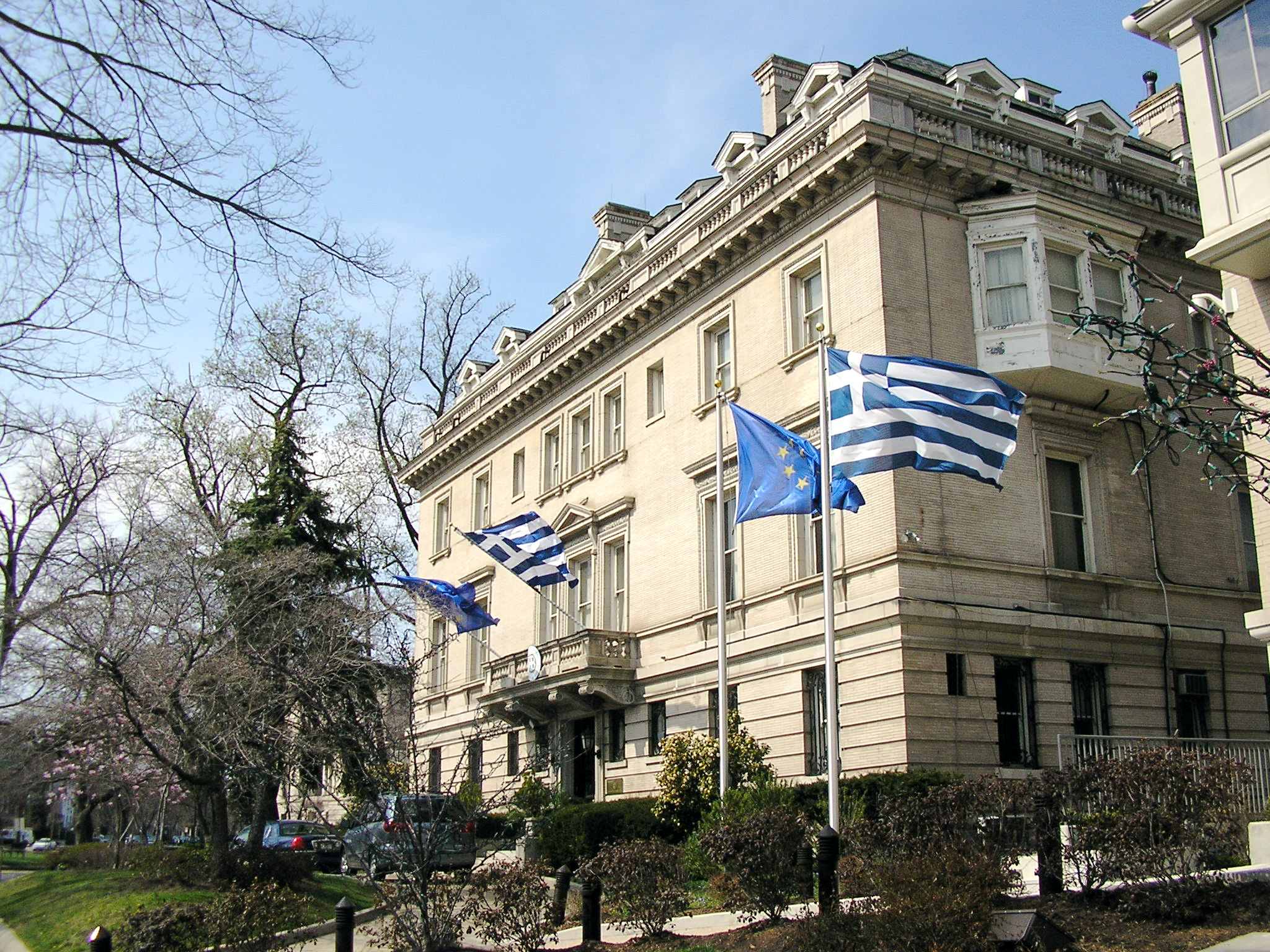
Embajada de Grecia ante los Estados Unidos, Washington D. C.

El Ministerio de Relaciones Exteriores es el encargado de la política exterior de Grecia. El ministro de Relaciones Exteriores afirma que los objetivos principales del ministerio son: representar a Grecia ante otros Estados y organizaciones internacionales; salvaguardar los intereses del Estado griego y de sus ciudadanos en el extranjero; promover la cultura griega; buscar relaciones más estrechas con la diáspora griega; y promover la cooperación internacional. Además, Grecia desarrolló una política exterior regional en la que se compromete a promover la paz y la estabilidad en los Balcanes, el Mediterráneo y el Medio Oriente.
A su vez, el ministerio identifica tres situaciones que son de particular importancia para el gobierno griego: los reclamos de Turquía sobre lo que el ministerio define como «la soberanía griega sobre el mar Egeo y el espacio aéreo correspondiente»; la legitimidad de la República Turca del Norte de Chipre en la isla de Chipre; y la disputa sobre el nombre de Macedonia con el pequeño país balcánico que comparte su nombre con la región más grande y la segunda más poblada de Grecia. Grecia es miembro de numerosas organizaciones internacionales, incluyendo el Consejo de Europa, la Unión del Mediterráneo, la Organización del Tratado del Atlántico Norte y la Organización de las Naciones Unidas, del cual es un miembro fundador.

### Fuerzas armadas

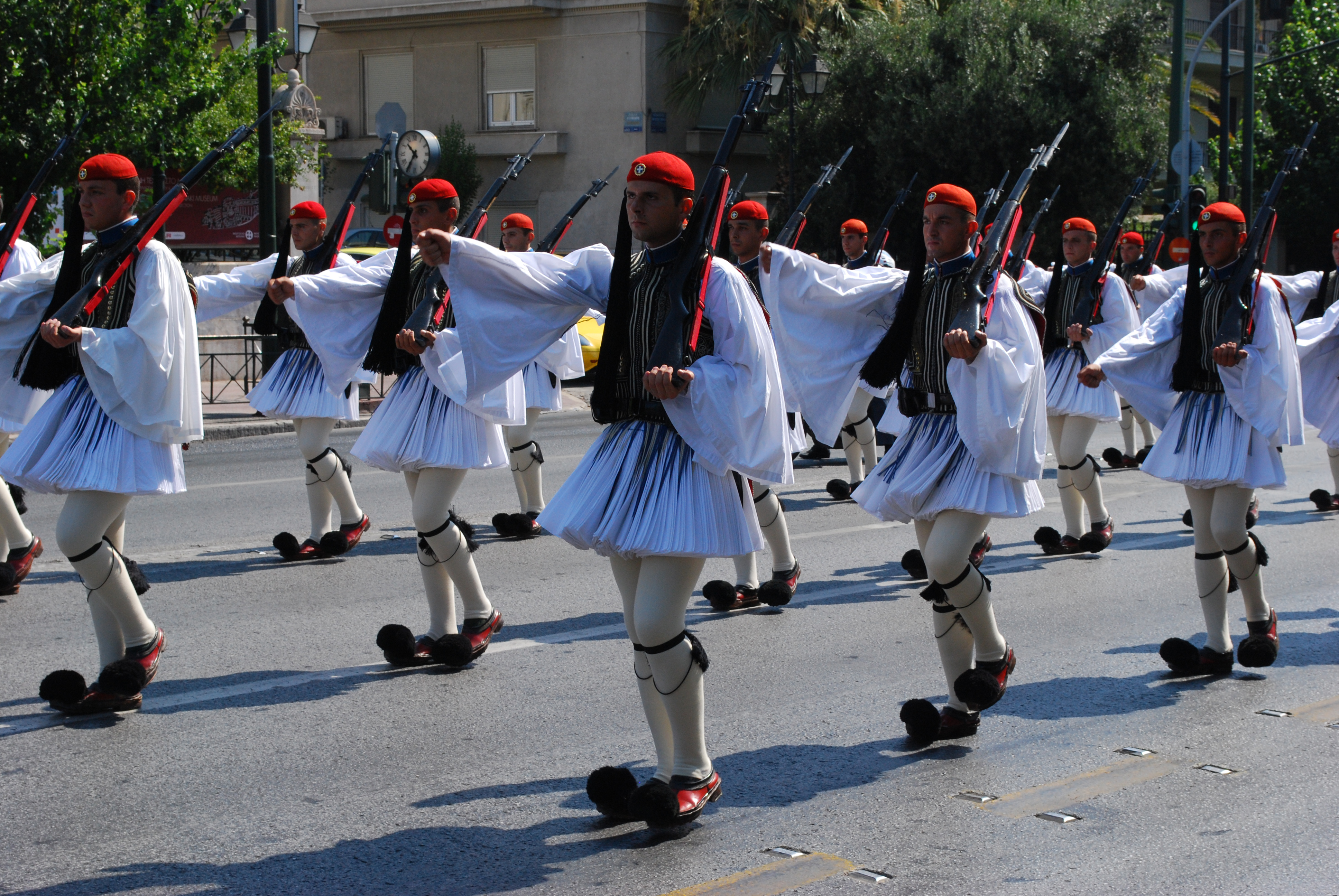
Ceremonia de cambio de guardia en las afueras del parlamento griego.

Las Fuerzas Armadas de Grecia son controladas por el Estado Mayor de la Defensa Nacional de Grecia y por el Ministerio de la Defensa Nacional. Las fuerzas armadas consisten de tres ramas: el Ejército, la Armada y la Fuerza Aérea. Además de las anteriores, Grecia también cuenta con la Guardia Costera Helénica para la aplicación de la ley en el mar y operaciones de búsqueda y rescate.
El servicio militar es obligatorio en Grecia para todos los hombres. Aunque las mujeres están exentas de este, pueden alistarse en el ejército. Todos los hombres entre 19 y 45 años deben servir un total de nueve meses o un año. Sin embargo, a medida que las fuerzas armadas se van convirtiendo cada vez más en un ejército profesional, el gobierno piensa en la posibilidad de reducir o abolir el servicio militar obligatorio.
La Guardia Costera puede requerir el servicio de todos aquellos hombres de entre 18 y 60 años que vivan en zonas estratégicamente sensibles. Este servicio no es de tiempo completo y es pagado. Como miembro de la OTAN, Grecia participa en ejercicios militares bajo el patrocinio de sus aliados. En 2012 Grecia invirtió más de US$ 7000 millones en la milicia, es decir, 1,7 % de su PIB.

### Derechos humanos
Grecia mantiene pleno interés en lo que respecta a derechos humanos y el tema del calentamiento global. En materia de derechos humanos, respecto a la pertenencia a los siete organismos de la Carta Internacional de Derechos Humanos, que incluyen al Comité de Derechos Humanos (HRC), Grecia ha firmado o ratificado:
| Grecia | Tratados internacionales | Tratados internacionales | Tratados internacionales | Tratados internacionales | Tratados internacionales | Tratados internacionales | Tratados internacionales | Tratados internacionales | Tratados internacionales | Tratados internacionales | Tratados internacionales | Tratados internacionales | Tratados internacionales | Tratados internacionales    | Tratados internacionales | Tratados internacionales  | Tratados internacionales    | Tratados internacionales  |
| --- | --- | ------------------------ | --- | --- | --- | ------------------------ | ------------------------ | ------------------------ | ------------------------ | ------------------------ | ------------------------ | ------------------------ | ------------------------ | --------------------------- | ------------------------ | ------------------------- | --------------------------- | ------------------------- |
| Grecia | CESCR | CESCR                    | CCPR | CCPR | CCPR | CERD                     | CED                      | CEDAW                    | CEDAW                    | CAT                      | CAT                      | CRC                      | CRC                      | CRC                         | CRC                      | MWC                       | CRPD                        | CRPD                      |
| Grecia | CESCR | CESCR-OP                 | CCPR | CCPR-OP1 | CCPR-OP2-DP | CERD                     | CED                      | CEDAW                    | CEDAW-OP                 | CAT                      | CAT-OP                   | CRC                      | CRC-OP-AC                | CRC-OP-SC                   | CRC-OP-CP                | MWC                       | CRPD                        | CRPD-OP                   |
| Pertenencia | Grecia ha reconocido la competencia de recibir y procesar comunicaciones individuales por parte de los órganos competentes. | Sin información.         | Grecia ha reconocido la competencia de recibir y procesar comunicaciones individuales por parte de los órganos competentes. | Grecia ha reconocido la competencia de recibir y procesar comunicaciones individuales por parte de los órganos competentes. | Grecia ha reconocido la competencia de recibir y procesar comunicaciones individuales por parte de los órganos competentes. | Firmado y ratificado.    | Sin información.         | Firmado y ratificado.    | Firmado y ratificado.    | Firmado y ratificado.    | Sin información.         | Firmado y ratificado.    | Sin información.         | Firmado pero no ratificado. | Sin información.         | Ni firmado ni ratificado. | Firmado pero no ratificado. | Ni firmado ni ratificado. |
| Firmado y ratificado, firmado, pero no ratificado, ni firmado ni ratificado, sin información, ha accedido a firmar y ratificar el órgano en cuestión, pero también reconoce la competencia de recibir y procesar comunicaciones individuales por parte de los órganos competentes. | |                          | | | |                          |                          |                          |                          |                          |                          |                          |                          |                             |                          |                           |                             |                           |

## Organización territorial
Para su administración, Grecia se divide en siete administraciones descentralizadas (αποκεντρωμένες διοικήσεις), divididas a su vez en catorce periferias (περιφέρειες), estas en setenta y cuatro unidades periféricas (περιφερειακές ενότητες) y estas últimas en 325 municipios (δήμοι). Existe una región aparte, el Monte Athos, que posee una autonomía propia bajo soberanía griega.
| Periferias, unidades periféricas y municipios. | - 1. Macedonia Oriental y Tracia - 2. Macedonia Central - 3. Macedonia Occidental - 4. Tesalia - 5. Epiro - 6. Islas Jónicas - 7. Grecia Occidental - 8. Grecia Central - 9. Peloponeso - 10. Ática - 11. Creta - 12. Egeo Meridional - 13. Egeo Septentrional - 14. Monte Athos |

## Geografía

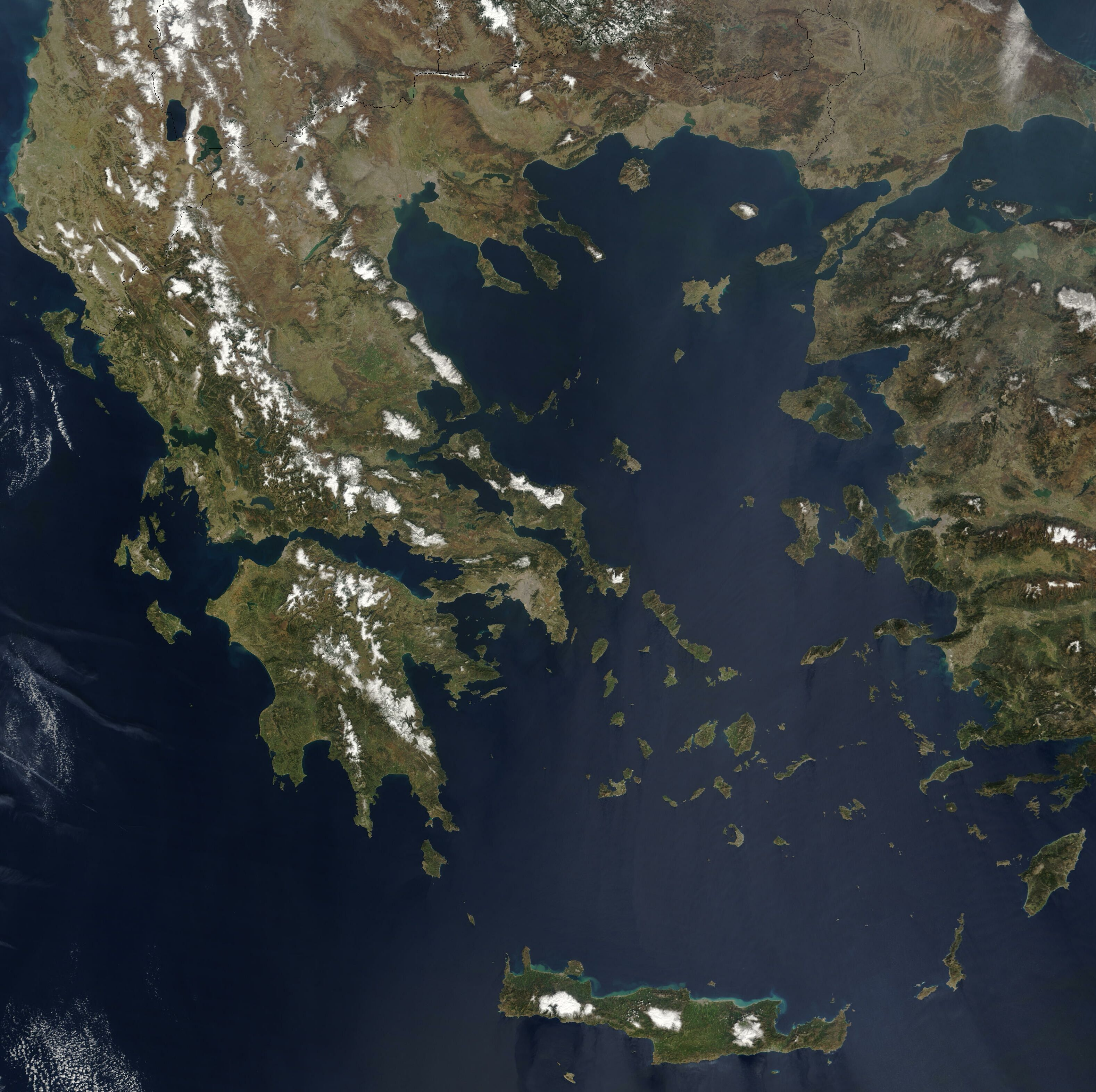
Vista de Grecia en marzo de 2003 por el equipo MODIS de la NASA.

Mapa topográfico de Grecia.

El territorio griego es principalmente montañoso y conforma una península que sobresale del extremo sur de los Balcanes y termina en la península del Peloponeso, la cual está separada del resto del continente por el canal de Corinto, que atraviesa el istmo de Corinto. Debido a su litoral tan accidentado y a las numerosas islas, Grecia cuenta con la décima línea costera más extensa del mundo, con 13 676 km. Al norte, comparte frontera con Albania, Macedonia del Norte y Bulgaria, y al noreste con Turquía; sus fronteras terrestres abarcan más de 1160 km. El país yace aproximadamente entre las latitudes 34° y 41°45′ N y las longitudes 19° y 30° E.
El territorio griego también comprende entre 1200 y 6000 islas —el número depende de la definición de isla—, 227 de las cuales se encuentran habitadas. De estas, Creta es la isla más grande y más poblada; Euboea, separada del continente por los 60 m del estrecho de Euripo, es la segunda más extensa, seguida de Rodas y Lesbos.
Comúnmente las islas griegas se agrupan en seis conjuntos: las islas Sarónicas, ubicadas en el golfo Sarónico, cerca de Atenas; las Cícladas, una colección grande y densa que ocupa la parte central del mar Egeo; las islas del Egeo Norte, un grupo disperso frente a la costa occidental de Turquía; el Dodecaneso, otra colección dispersa en el sureste entre Creta y Turquía; las Espóradas, un pequeño grupo en la costa nororiental de Euboea; y las islas Jónicas, localizadas al oeste del continente en el mar Jónico.
Entre el 70 % y el 80 % del territorio griego está cubierto por montañas y colinas, por lo que es uno de los países más montañosos de Europa. El monte Olimpo, la mítica morada de los dioses griegos, es el punto más alto del país, pues la cima Mytikas alcanza los 2917 m s. n. m. En el oeste de Grecia hay varios lagos y pantanos, pero el terreno está dominado por la cordillera del Pindo. El Pindo, una continuación de los Alpes Dináricos, alcanza los 2637 m s. n. m. en el monte Smolikas —el segundo punto más alto en Grecia— e históricamente ha sido una barrera importante para los viajes que cruzan de este a oeste entre Tesalia y Epiro.

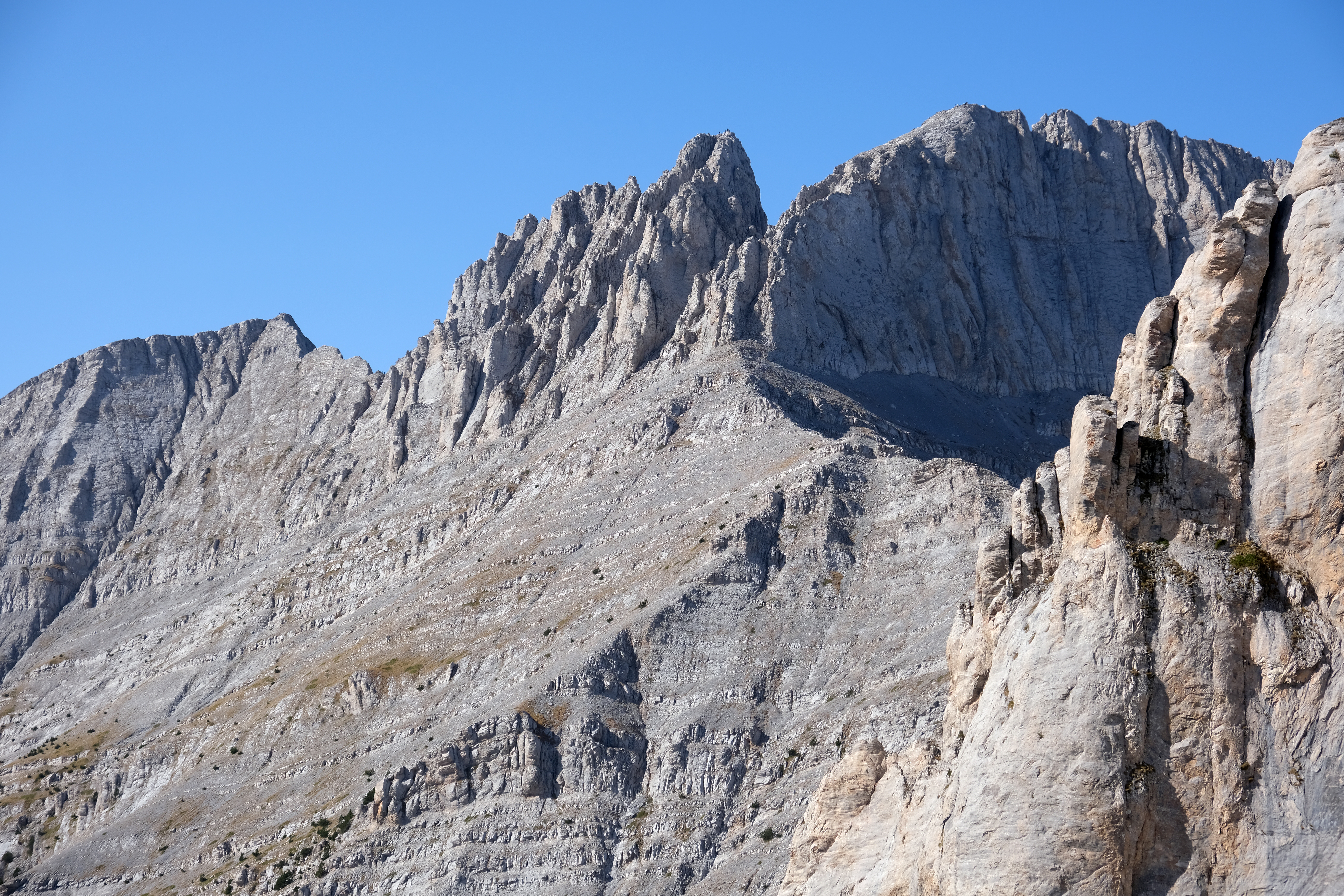
Vista del monte Olimpo.

La cordillera del Pindo continúa su trayecto hacia el centro del Peloponeso, cruza las islas de Citera y Anticitera hacia el suroeste del Egeo, hasta llegar a la isla de Creta, donde termina. Las islas del mar Egeo son las cimas de montañas submarinas, que alguna vez fueron la continuación de las cordilleras continentales. El Pindo se caracteriza por su cumbres altas y escarpadas, a menudo interrumpidas por numerosos cañones y una gran variedad de paisajes kársticos. El Libro Guinness de los récords reconoce a la barranca de Vikos, parte del parque nacional del Vikos-Aoos, como el cañón más profundo del mundo.
En el noreste de Grecia se encuentra otra cadena montañosa de gran altitud, los montes Ródope, que atraviesa la región de Macedonia Oriental y Tracia. Esta zona está cubierta por varios bosques extensos y frondosos, incluyendo el famoso bosque de Dadia. Las grandes llanuras generalmente se encuentran en las regiones de Tesalia, Macedonia Central y Tracia. Como son uno de los pocos terrenos cultivables en el país, estas regiones constituyen una parte importante de la economía.

### Clima

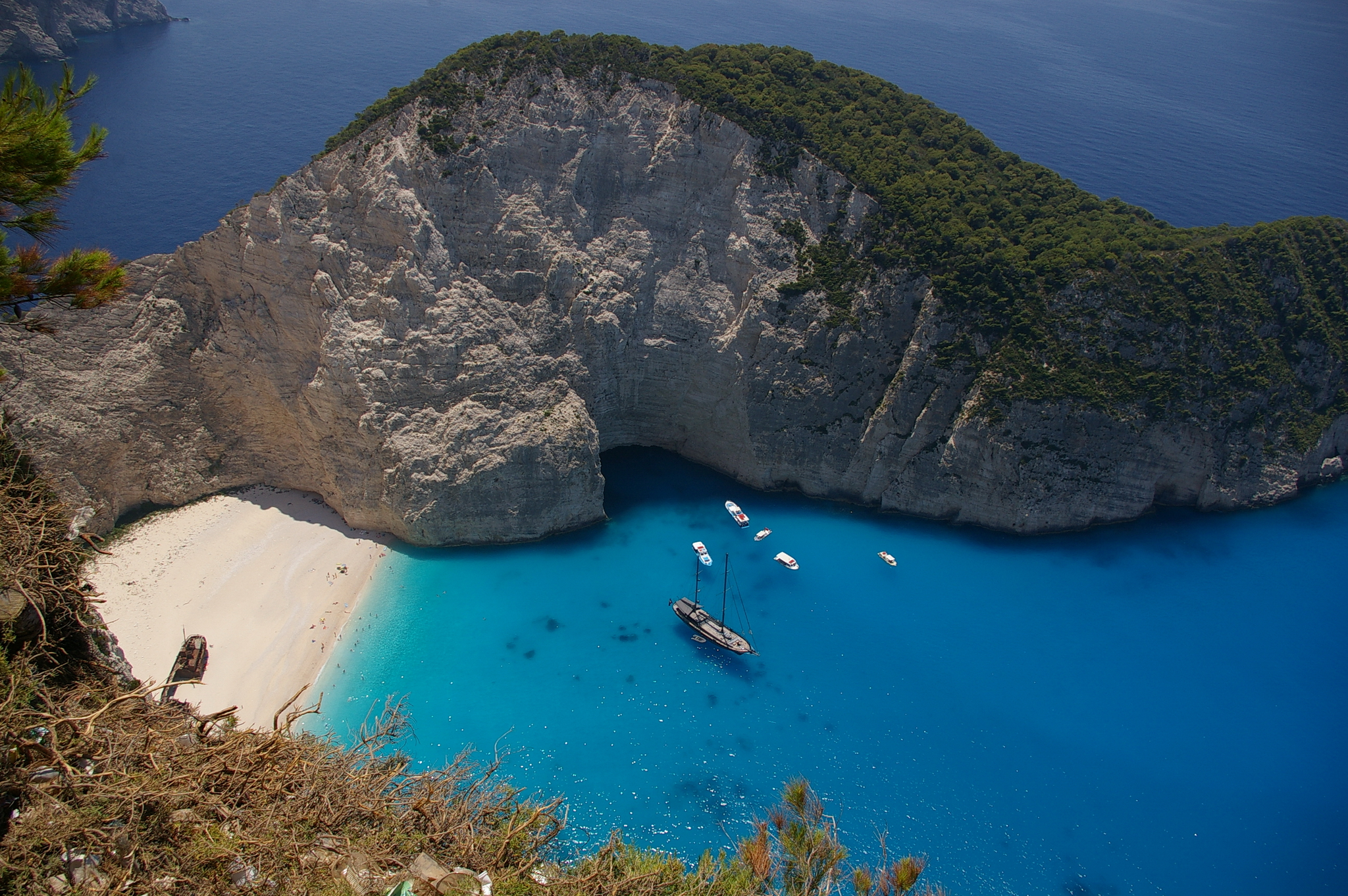
Caleta de la isla de Zante.

El clima de Grecia es en su mayor parte mediterráneo con inviernos templados y húmedos y veranos cálidos y secos. Este clima predomina en todas las regiones costeras, incluyendo Atenas, las Cícladas, el Dodecaneso, Creta, el Peloponeso, las islas Jónicas y partes de la región de Grecia Central. La cordillera del Pindo afecta enormemente el clima del país, pues las zonas al oeste de las montañas son considerablemente más húmedas que el resto, debido a la mayor exposición a los sistemas suroccidentales que traen consigo más humedad, mientras que las zonas orientales sufren del efecto de la sombra orográfica.
Las zonas montañosas del noroeste griego —partes de Epiro, Grecia Central, Tesalia, Macedonia Occidental— así como los montes de las partes centrales del Peloponeso —incluidas algunas áreas de Acaya, Arcadia y Laconia— tienen un clima alpino con nevadas intensas. El interior de las regiones del norte, como Macedonia Occidental y Macedonia Oriental y Tracia, tienen un clima templado con veranos cálidos y secos e inviernos fríos y húmedos con tormentas eléctricas frecuentes. Las nevadas ocurren todos los años en el norte y en las zonas montañosas, incluso las nevadas pequeñas se pueden presentar en regiones más al sur y con menos altitud, como Atenas.

### Flora y fauna

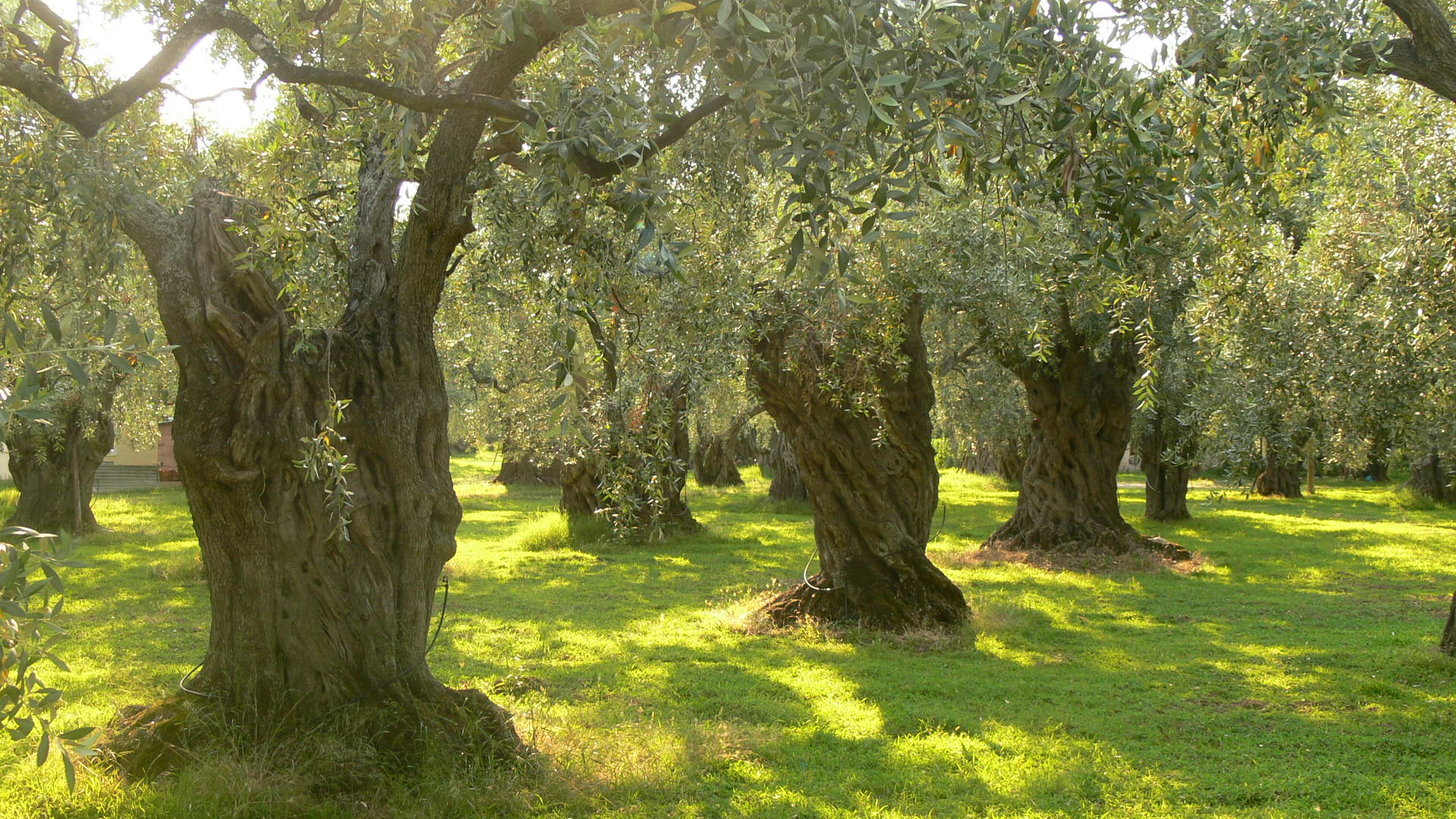
Olivos en Tasos.

El 30 % de Grecia está cubierta por bosques con vegetación, que varía desde coníferas alpinas a la vegetación mediterránea. Según el WWF, el territorio de Grecia se reparte entre ocho ecorregiones diferentes. El bosque templado de frondosas se divide en el bosque mixto balcánico de las tierras bajas del norte y en el bosque mixto de los montes Ródope. El bosque mediterráneo se puede clasificar en cuatro tipos: bosque caducifolio de Iliria en el extremo noroeste, bosque mixto de los montes Pindo, bosque mediterráneo de Creta y el bosque esclerófilo y mixto del Egeo y Turquía occidental.
Gracias a la variedad de climas y paisajes, en Grecia se encuentran más de 5500 especies de plantas. En las tierras bajas es común encontrar árboles frutales como naranjos, olivos, dátiles, almendros, granadas, higueras y la vid. En terrenos más altos abundan los pinos, robles y castaños. En las zonas montañosas por encima de los 1070 m s. n. m. crecen árboles como la haya y el abeto.
A principios de los años 2000, había 116 especies de mamíferos, 422 de aves, 126 de peces, 60 de reptiles y 20 de anfibios, aunque se espera que estas cifras vayan en descenso. En los mares que rodean a la Grecia continental habitan algunas especies marinas únicas como las focas pinípedas y la tortuga boba. Por su parte, en los bosques densos habitan algunas especies de mamíferos amenazadas como el oso pardo, el lince y el corzo. La cabra salvaje, extinta en el resto de Europa, aún vive en algunas montañas e islas del país.

### Ríos
Los ríos de Grecia son pequeños y suelen desembocar en el mar Jónico y Adriático. Los griegos antiguos trataban a sus ríos como dioses por su belleza excepcional. Los ríos más largos de Grecia son el Evros, el Axiós y el Haliacmón.

## Economía

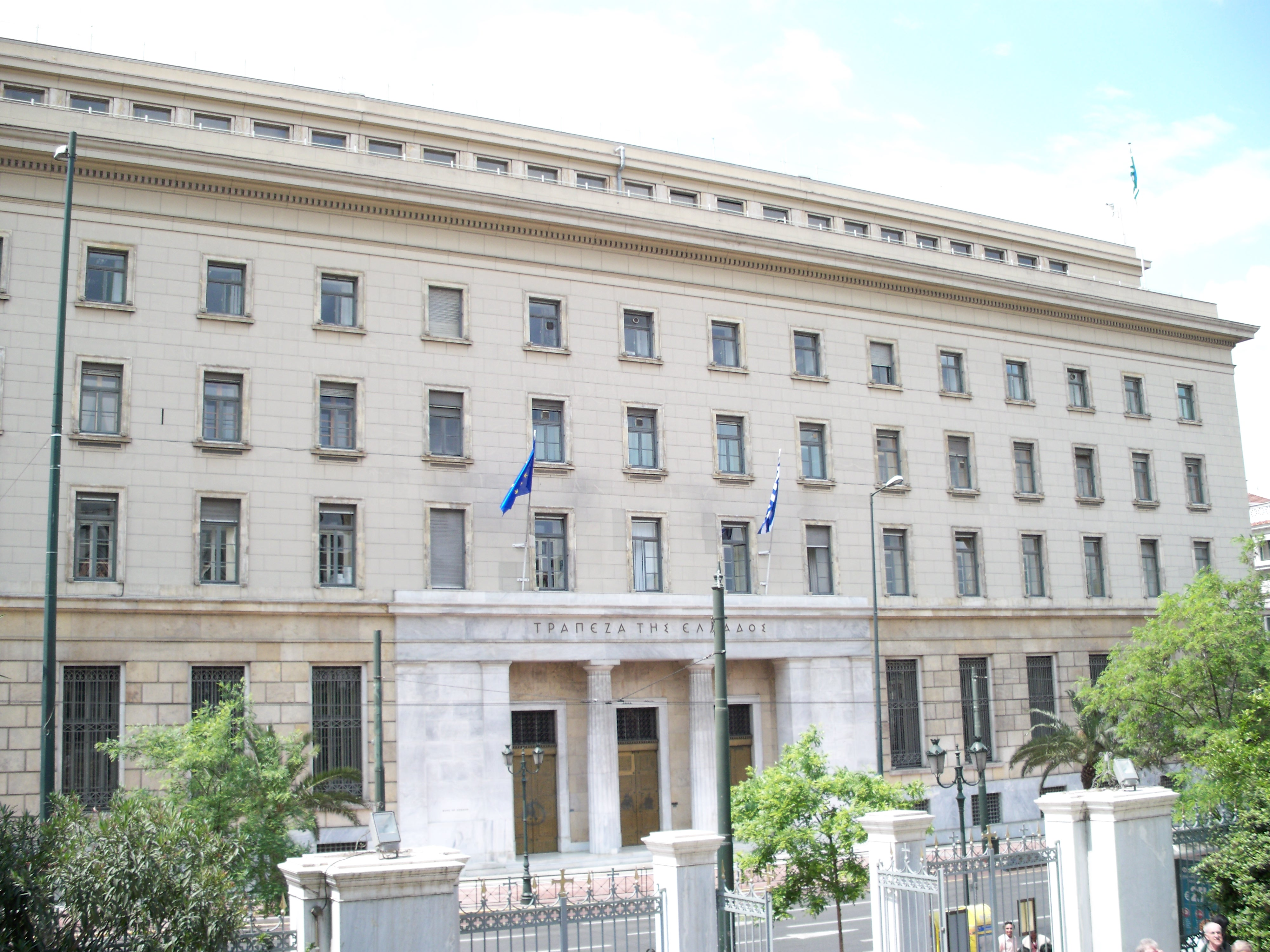
Edificio principal del Banco de Grecia en Atenas.

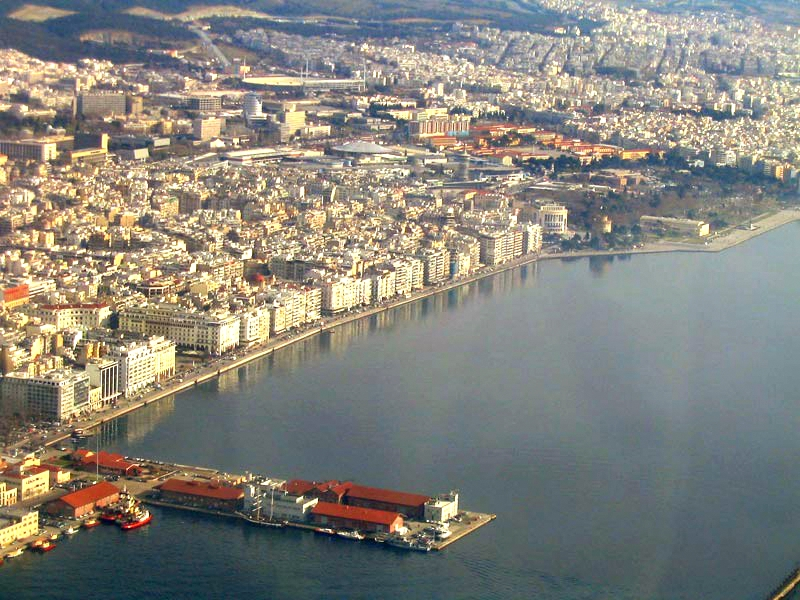
Tesalónica, la capital de Macedonia Central y segunda ciudad más poblada de Grecia, es un importante centro financiero e industrial del norte del país.

Según datos del Fondo Monetario Internacional (FMI), la economía de Grecia es la 50.ª más grande del mundo, con US$ 226 774 millones por su PIB nominal o paridad de poder adquisitivo, respectivamente. Además, Grecia es la 15.ª economía más grande entre los 27 miembros de la Unión Europea.
Grecia es considerado un país desarrollado con altos estándares de vida. Su economía se compone por el sector servicios (85 %), la industria (12 %) y el sector primario (3 %). Las industrias griegas más importantes incluyen el turismo —con 15,5 millones de turistas internacionales en 2012, el séptimo país más visitado en la Unión Europea y el 16° a nivel internacional— y la industria marítima —con 16,2 % de la capacidad mundial total, la marina mercante griega es la más grande del mundo—. Grecia también es un productor de materias primas importante dentro de la Unión Europea, especialmente en relación con la pesca.
Con una economía más grande que la de todos los países balcánicos combinados, también es la economía más grande de la región, y un importante inversor regional. Grecia es el segundo inversor más importante en Albania, el tercero en Bulgaria, Rumania y Serbia y el socio comercial más importante de Macedonia del Norte. Se estima que cada semana un banco griego abre una nueva sucursal en algún lugar de los Balcanes.
El FMI clasifica a Grecia como una economía avanzada de ingresos altos. Es un miembro fundador de la Organización para la Cooperación y el Desarrollo Económico (OCDE) y de la Cooperación Económica del Mar Negro (CEMN). En 1979 accedió a la Comunidad Económica Europea y a su mercado común, un proceso que terminó en 1982. En enero de 2001 adoptó el euro para reemplazar su antigua moneda, la dracma, a una tasa de cambio de 340,75 dracmas por euro.
Entre 2008 y 2016, el PIB de Grecia cayó casi un 25%. La deuda pública pasó del 103,1% del PIB en 2007 al 181,2% en 2018. Las proyecciones del FMI estiman que alcanzará el 293,6% del PIB en 2060. El país recortó el gasto público en un 32,4% durante la crisis. Estas medidas de austeridad fiscal han ido acompañadas de reformas estructurales, como el debilitamiento de la legislación laboral, la suspensión de los derechos de negociación colectiva y la reducción del salario mínimo. Los pensionistas también han visto recortadas sus pensiones entre un 14 y un 40%. El número de personas sin hogar ha aumentado un 20-25%.
El primer ministro conservador, Kyriákos Mitsotákis, lanza una oleada de privatizaciones en 2019, que incluye infraestructuras turísticas, terrenos costeros y acciones estatales en empresas de gas y electricidad y el aeropuerto de Atenas. Se suprimió la brigada antifraude de la Agencia Tributaria y sus empleados se integraron en el Ministerio de Hacienda. El gobierno también aprobó una reforma de la legislación laboral que permite al empresario despedir a sus empleados sin tener que motivar su decisión ni informar a los despedidos. Por último, se está aplicando una reforma fiscal destinada a convertir el país en "un paraíso para los multimillonarios y los ciudadanos más ricos", señala el Financial Times. El objetivo es atraer la inversión ofreciendo tipos impositivos bajos. Además, una cláusula protegerá a los beneficiarios de esta política fiscal de posibles cambios de política por parte de futuros gobiernos. En 2019, uno de cada tres asalariados griegos trabaja a tiempo parcial con un salario neto de 317 euros y el 34,8% de la población está en riesgo de pobreza o exclusión social. La desigualdad también ha aumentado. La evasión fiscal le costará al Estado griego 30.000 millones de euros anuales.

### Crisis financiera

Deuda pública griega entre 1999 y 2010, comparada con el promedio de la eurozona.

Para finales de 2009, como resultado de una combinación de factores locales e internacionales, la economía griega enfrentó su crisis más severa desde la restauración de la democracia en 1974, pues el gobierno corrigió la cifra de su déficit, que pasó de un estimado de 6 % del PIB a un 12,7 %.
A principios de 2010, se descubrió que los gobiernos de Grecia, Italia y otros países europeos, mediante la asistencia de Goldman Sachs, JPMorgan Chase y otros bancos, desarrollaron varios instrumentos financieros que les permitieron esconder todos sus préstamos. De este modo, cada país fue capaz de gastar más de su presupuesto y al mismo tiempo seguir respetando el déficit límite impuesto por la Unión Europea. En mayo de 2010, el déficit del gobierno griego fue revisado nuevamente y se estimó que alcanzó el 13,6 % del PIB, el segundo déficit más alto del mundo, solo después del de Islandia. De acuerdo a una serie de estimaciones, se predijo que la deuda pública se elevaría hasta un 120 % del PIB durante 2010.
Como consecuencia, hubo una crisis de confianza internacional sobre la capacidad de Grecia para pagar su deuda pública. Para prevenir dicha situación, en mayo de 2010 otros países de la eurozona, junto al FMI, acordaron un paquete de rescate en el que le entregarían a Grecia alrededor de €45 000 millones en bonos de manera inmediata, para posteriormente seguir otorgando más préstamos hasta totalizar €110 000 millones. Para asegurar estos fondos, Grecia tuvo que adoptar una serie de medidas de austeridad extremas para mantener su déficit bajo control.
En 2011 se volvió aparente que el rescate financiero sería insuficiente, por lo que se aprobó un segundo paquete de €130 000 millones para 2012, sujeto a condiciones estrictas, incluyendo reformas financieras y más medidas de austeridad. En 2013, Grecia alcanzó un superávit en el presupuesto gubernamental primario. En abril del siguiente año, el país regresó al mercado de bonos global y según el FMI, tras cinco años de declives, se espera que el PIB crezca un 0,6 % para 2014.

### Agricultura

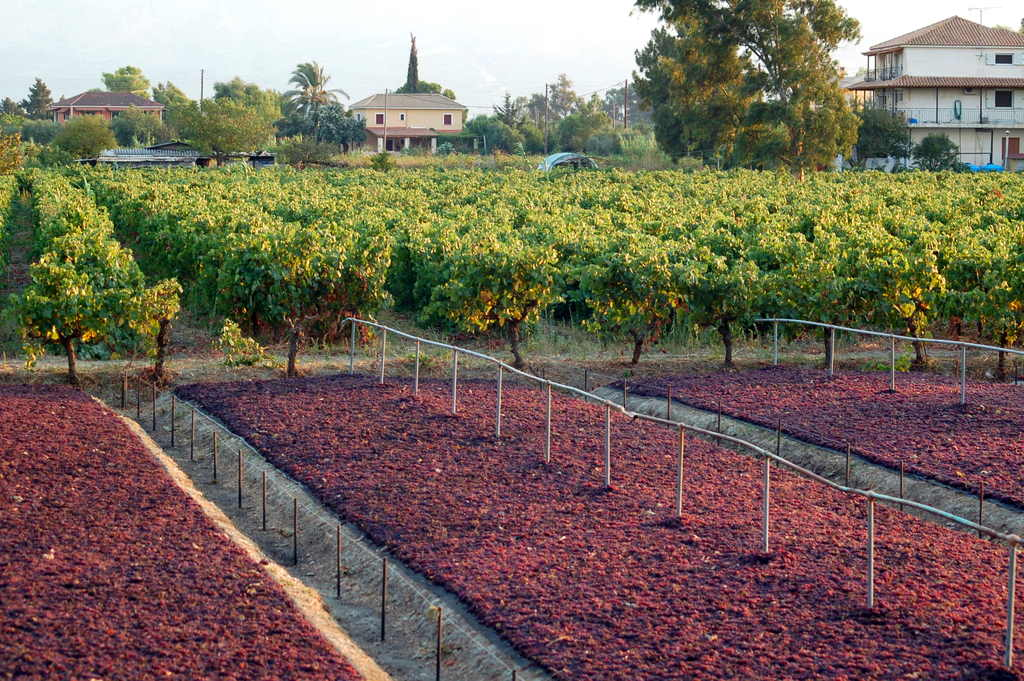
Secado al sol de la pasa de Corinto en Zante.

En 2010, Grecia fue el principal productor de algodón (183 800 t) y pistaches (8000 t) en la Unión Europea; fue el segundo mayor productor de arroz (229 500 t) y aceitunas (147 500 t); el tercero en higos (11 000 t), almendras (44 000 t), tomates (1 400 000 t) y sandías (578 400 t); y el cuarto en tabaco (22 000 t). La agricultura contribuye con el 3,8 % del PIB y emplea a 12,4 % de la fuerza laboral.
Grecia es uno de los principales beneficiarios de la Política Agrícola Común de la Unión Europea. Como resultado de su acceso a la Comunidad Europea, gran parte de su infraestructura agrícola se actualizó para aumentar su producción. Entre 2000 y 2007 el número de granjas orgánicas aumentó un 885 %, el incremento más alto dentro de la Unión Europea.

### Industria marítima

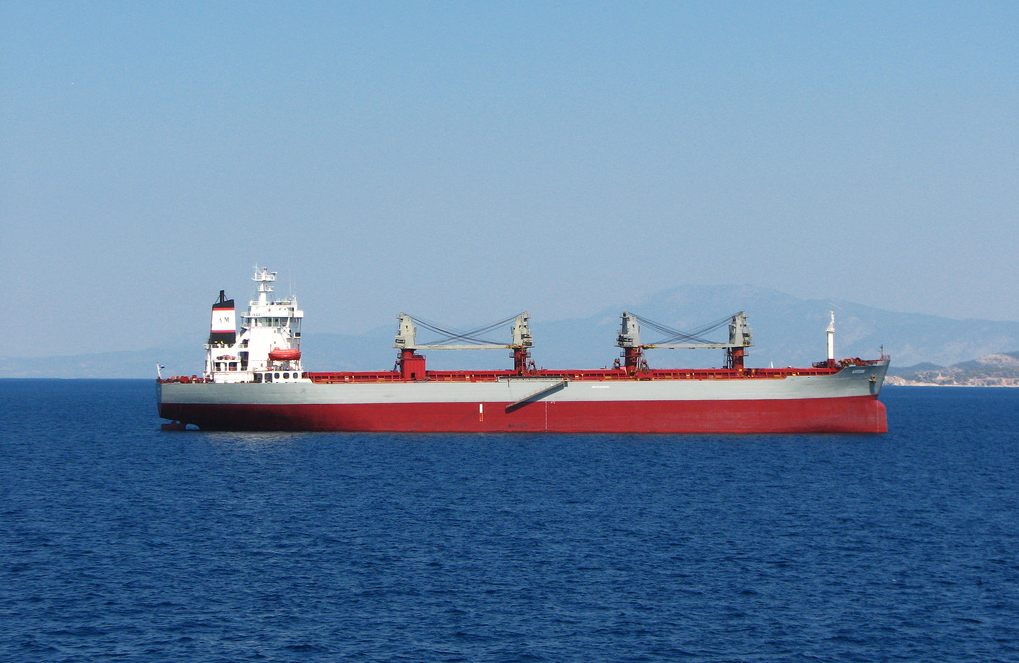
Grecia controla el 15,1 % de la capacidad de la flota mercante mundial, la más grande del mundo.

La industria marítima es un elemento clave de la economía griega que data desde tiempos antiguos. Conforma el 4,5 % del PIB, da empleo a cerca de 160 000 personas (4 % de la fuerza de trabajo) y representa un tercio del déficit comercial del país.
Durante los años 1960, el tamaño de la flota mercantil griega casi se duplicó, principalmente debido a las inversiones hechas por los magnates de la navegación Aristóteles Onassis y Stavros Niarchos. La base de la industria marítima griega moderna se estableció después de la Segunda Guerra Mundial, cuando los empresarios griegos fueron capaces de obtener ganancias de los botes vendidos por el gobierno de los Estados Unidos, gracias a la Ley de Venta de Botes de los años 1940.
De acuerdo a la Conferencia de las Naciones Unidas sobre Comercio y Desarrollo, en 2013 la marina mercante griega era la más grande del mundo, con 15,1 % de la capacidad mundial total, una disminución del 16,2 % de 2011. También posee el mayor tonelaje total en su flota mercantil, con 244 millones de TPM.
En términos de número de navíos, la marina mercante griega es la cuarta más grande a nivel internacional, con 3695 buques —825 de ellos están registrados en Grecia y los restantes 2870 en otros puertos—. En términos de categorías, Grecia tiene el mayor número de cargueros y graneleros, y ocupa el cuarto lugar por número de portacontenedores. No obstante, la flota actual es mucho más pequeña en comparación a los años 1970, cuando llegó a tener más de 5000 navíos. Además, el número total de buques que portan la bandera griega es de 885, es decir, 5,3 % del TPM mundial.

### Turismo

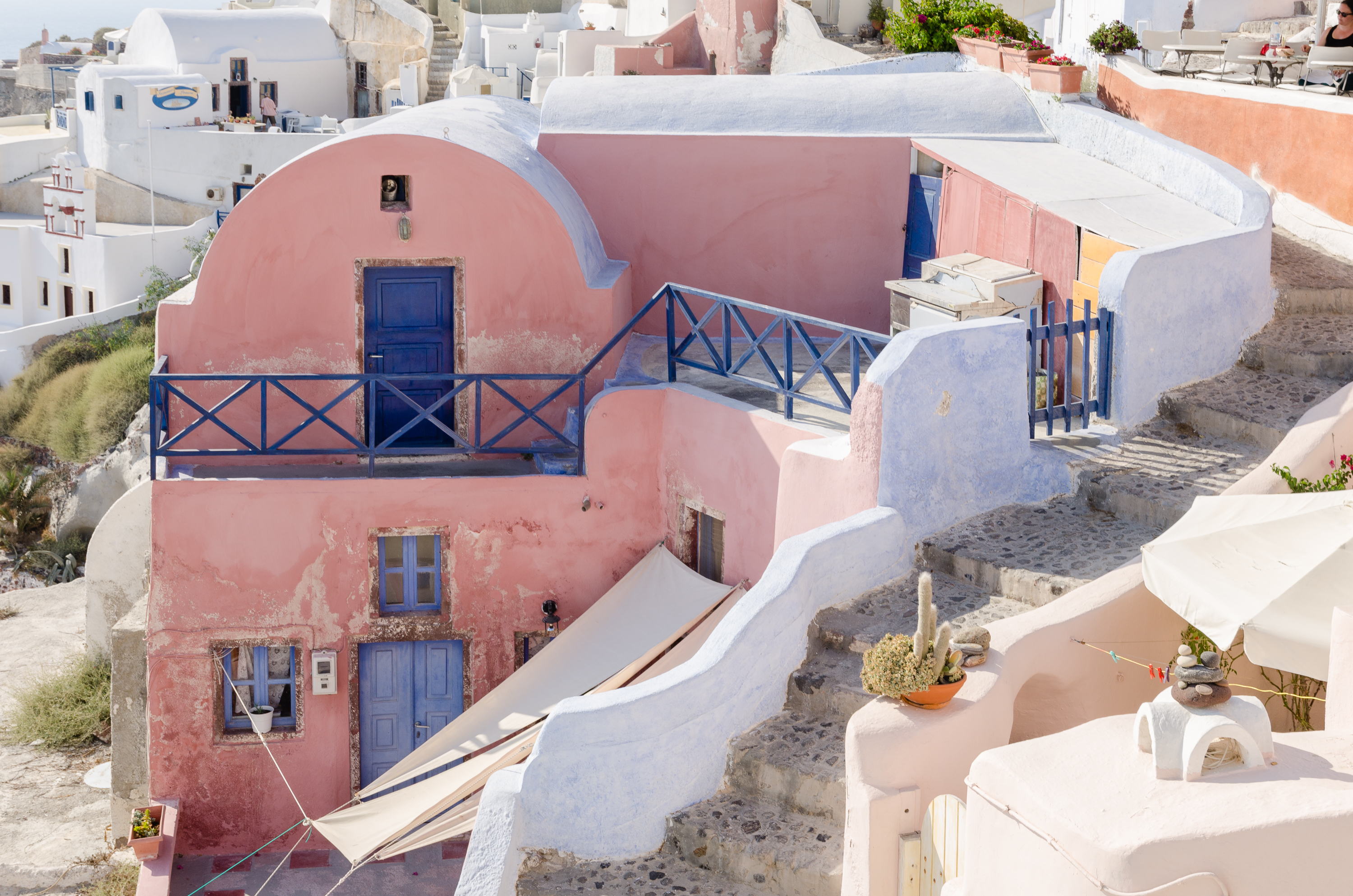
Casas en Santorini

Un porcentaje importante de los ingresos nacionales provienen del turismo, que aporta el 16 % del PIB. De acuerdo a estadísticas de Eurostat, Grecia recibió a más de 17,1 millones de turistas en 2011, lo cual representa un decremento de los 17,7 millones reportados en 2007.
En 2007, la gran mayoría de los turistas provenían del continente europeo, unos 15,7 millones. De estos, los visitantes del Alemania —2,2 millones— y el Reino Unido —1,8 millones— fueron los más numerosos. En 2010, la región más visitada de Grecia fue Macedonia Central, que acaparó el 18 % del flujo turístico total —3,6 millones de turistas—, seguida por Ática —2,6 millones— y el Peloponeso —1,8 millones—. 
En 2012, Lonely Planet colocó a Tesalónica como la quinta mejor ciudad para festejar en el mundo, comparable a otras ciudades como Dubái y Montreal. En 2014, los lectores de Travel + Leisure votaron a Santorini como «La mejor isla del mundo». La isla vecina de Miconos quedó en el quinto puesto en la categoría europea.

## Infraestructura

### Energía

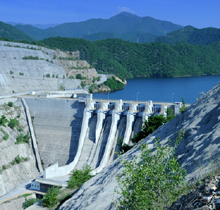
Presa de Platanovrisi, Macedonia Oriental y Tracia.

La producción de energía en Grecia está dominada por la Compañía Pública de Energía —conocida por su acrónimo griego ΔΕΗ, o DEI—. En 2009 DEI suministró el 85,6 % de toda la demanda energética del país, cifra que cayó el 77,3 % en 2010.
Un 90 % de la electricidad de Grecia se genera en instalaciones termoeléctricas de lignito, carbón o derivados del petróleo. En 2010, la capacidad generadora de energía de Grecia era de unos 15,1 millones de kW, y su producción anual de 56 200 millones kWh. El 12 % de la electricidad proviene de la energía hidroeléctrica y otro 20 % del gas natural. Entre 2009 y 2010, la producción de energía de las compañías independientes se incrementó en un 56 %, pues pasó de 2709 kWh en 2009 a 4232 GWh en 2010.
En 2012 la energía renovable representó el 13,8 % del consumo total de energía nacional. La cifra aumentó del 10,6 % en 2011, y casi igualó el promedio de la Unión Europea del 14,1 %. Un 10 % de la energía renovable del país proviene de la energía solar, mientras que la mayor parte proviene de la biomasa y otros desechos reciclables. De acuerdo a la Dirección de Energía Renovable de la Comisión Europea, Grecia intenta obtener el 18 % de su energía en 2020 de fuentes renovables. Grecia no cuenta con ninguna central nuclear en operación, aunque en 2009 la Academia de Atenas sugirió iniciar el proceso de construcción de la primera planta nuclear del país.

### Transporte
Desde los años 1980, la red de carreteras y ferrocarriles de Grecia se ha ido modernizando. Las obras más sobresalientes incluyen la autopista Egnatía Odós, que conecta el noroeste de Grecia (Igoumenitsa) con el noreste (Kipoi); y el puente de Río-Antírio, el puente suspendido por cable más largo de Europa (2250 m), que conecta el Peloponeso desde Río con Antírio en Grecia Central.
Además, hay varios proyectos importantes que se encuentran en desarrollo como: la conversión de la carretera GR-8A —que conecta Atenas con Patras y Pirgos en el oeste del Peloponeso— en una autopista moderna en toda su extensión; la modernización de algunas secciones de la autopista A1 —que comunica a Atenas con Tesalónica—; y la construcción del metro de Tesalónica.
El sistema de transporte del área metropolitana de Atenas se transformó para mejorar los problemas de tráfico y contaminación que afectaban a la región, gracias a la construcción y modernización de obras como la red de carreteras de Attiki Odos, el metro y el Aeropuerto Internacional de Atenas.
Las dos aerolíneas más grandes del país, Olympic Air y Aegean Airlines, conectan por aire a la mayoría de las islas griegas y las ciudades principales del continente. Se han mejorado las conexiones marítimas con naves modernas de alta velocidad, tales como el hidroala y el catamarán.
En comparación con otros países europeos, el ferrocarril juega un papel menor en Grecia, pero también se ha expandido gracias a los nuevos trenes suburbanos que recorren los alrededores de Atenas, Tesalónica y Patras. En 2014 se volvieron a abrir las líneas internacionales que conectan a Grecia con el resto de Europa, los Balcanes y Turquía, que anteriormente habían sido suspendidas debido a la crisis financiera.

### Telecomunicaciones

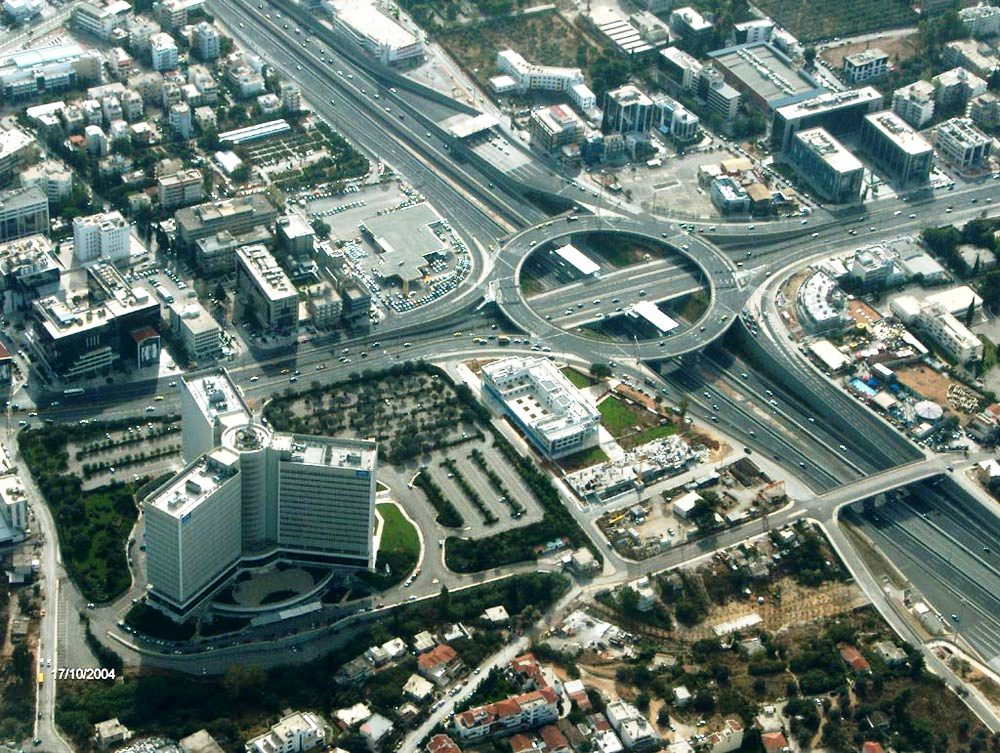
Sede de la OTE (Organización Helénica de la Telecomunicación) en Atenas.

Grecia cuenta con servicios de radio y televisión tanto privados como estatales. A pesar de contar con más de 150 estaciones privadas de televisión, solo diez de ellas tienen alcance nacional; el gobierno solo opera una transmisora, NERIT. De manera similar, hay más de 1500 estaciones de radio, solo dos de ellas pertenecen al gobierno. La mayoría de la prensa diaria griega se publica en Atenas y Tesalónica. Entre los diarios de mayor circulación están el Kathimeriní, el Eleftherotypia y el Ta Nea, todos ellos impresos en Atenas. La Organización Helénica de la Telecomunicación OTE es el operador histórico de telecomunicaciones en Grecia.
En todo el país existen más de 35 000 km de cable de fibra óptica y una gran sistema de red abierta. También existen más de 2 252 653 conexiones a Internet de banda ancha, lo que representa una penetración del 20 %. En 2012, 53,6 % de los trabajadores utilizaban el Internet de manera regular, 94,8 % de ellos tenía una conexión de banda ancha.
Los cibercafés que ofrecen acceso a Internet, servicios de oficina y videojuegos también son comunes por todo el país, mientras que las conexiones móviles por 3G y Wi-Fi pueden encontrarse prácticamente en cualquier punto del territorio griego. El uso del Internet móvil de 3G ha tenido un aumento vertiginoso en años recientes, pues entre 2011 y 2012 su uso se incrementó un 340 %. La Unión Internacional de Telecomunicaciones colocó a Grecia entre los primeros treinta países con la mejor infraestructura de información y telecomunicaciones.

### Ciencia y tecnología
La Secretaría General de Investigación y Tecnología del Ministerio de Desarrollo es la responsable a nivel nacional del diseño, implementación y supervisión de las políticas de investigación y tecnología. En 2012, el gasto público en investigación y desarrollo (I+D) fue de US$ 1600 millones, es decir, un 0,5 % del PIB. El gasto total en I+D como porcentaje del PIB se incrementó considerablemente desde inicios de los años 1990, pues pasó de 0,38 % en 1989 a 0,65 % en 2001. Aunque el gasto en I+D permaneció por debajo del promedio de la Unión Europea (1,93 %), el crecimiento que tuvo la inversión griega en esta zona fue uno de los más importantes en el continente, solo por detrás de Finlandia e Irlanda. Según el Índice mundial de innovación, a cargo de la Organización Mundial de la Propiedad Intelectual, en 2024, Grecia se ubicó en lugar 45 en innovación entre 133 países del mundo; mientras que en 2023, ocupó el lugar 42 y en 2022, el lugar 44.Gracias a su localización estratégica y a su mano de obra calificada, muchas compañías multinacionales como Microsoft, Nokia y Telekom cuentan con cuarteles regionales de investigación y desarrollo en Grecia.
Los parques tecnológicos de Grecia con facilidades para incubadoras incluyen: el Parque de Ciencia y Tecnología de Creta, el Parque Tecnológico de Tesalónica, el Parque Tecnológico de Lavrio, el Parque de Ciencias de Patras y el Parque de Ciencia y Tecnología de Epiro. Grecia es miembro de la Agencia Espacial Europea (ESA) desde 2005. La cooperación entre la ESA y el Comité Nacional Espacial de Grecia comenzó en 1994, cuando Grecia y la agencia firmaron su primer acuerdo de colaboración. Como miembro de ESA, Grecia participa en las actividades de telecomunicaciones y tecnología de la agencia, y de la iniciativa Global Monitoring for Environment and Security.
En 2011, 26 % de la población de Grecia acudió a una institución de educación superior, una cifra debajo del promedio de la OCDE (32 %). Sin embargo, también se debe considerar que miles de estudiantes griegos asisten a las universidades de Europa Occidental cada año. Algunos de los científicos griegos más notables de los tiempos modernos incluyen a Dimitrios Galanos, Georgios Papanikolaou, Nicholas Negroponte, Constantin Carathéodory, Manolis Andronikos, Michael Dertouzos, John Argyris, Panagiotis Kondylis, John Iliopoulos, Joseph Sifakis, Christos Papadimitriou, Mihalis Yannakakis y Dimitri Nanopoulos.

## Demografía

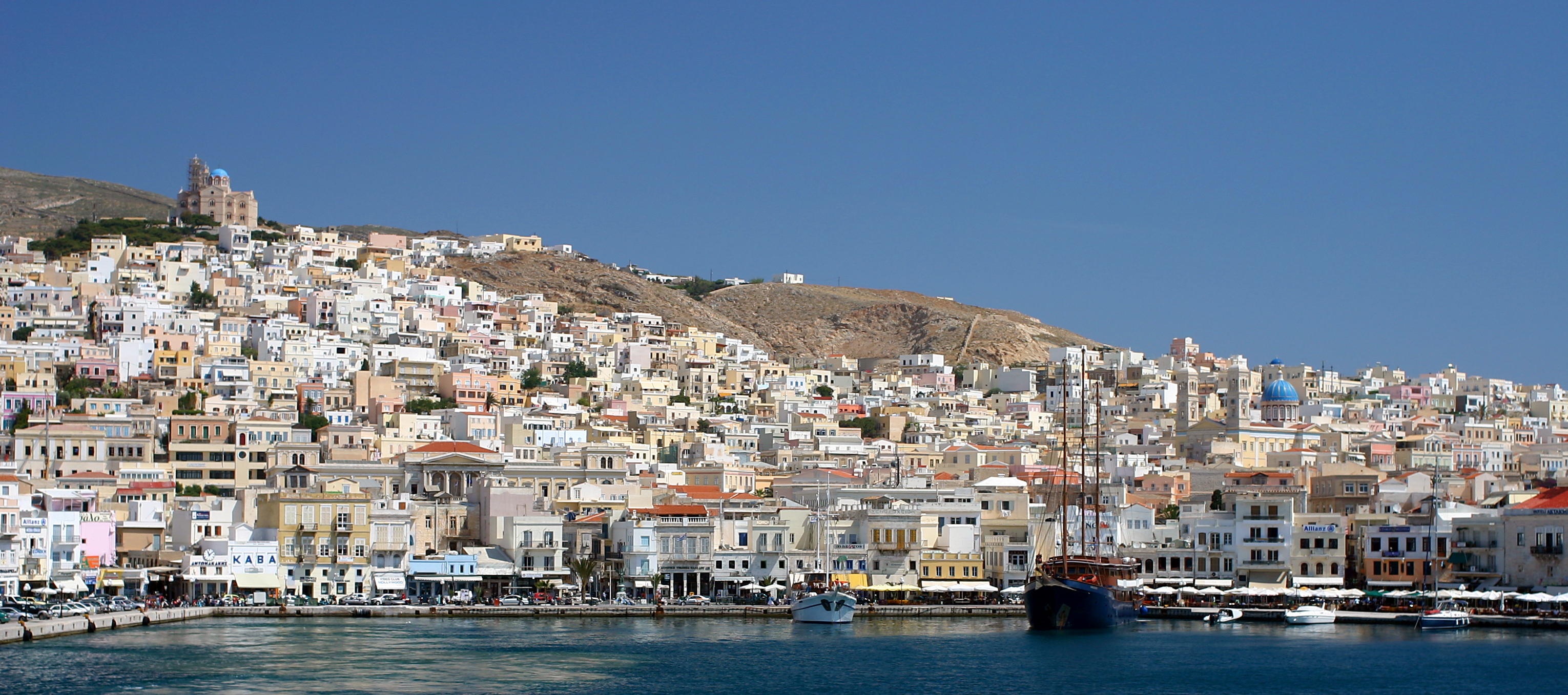
Ermúpoli, en la isla de Siros, es la capital de las Cícladas.

De acuerdo al censo realizado por la Autoridad Estadística Helénica en 2011, la población total del país sumaba los 10 815 197 habitantes. El censo arrojó que había 9 903 268 ciudadanos griegos (91,56 %), 480 824 albaneses (4,44 %), 75 915 búlgaros (0,7 %), 46 523 rumanos (0,43 %), 34 177 pakistaníes (0,32 %), 27 400 georgianos (0,25 %) y 247 090 personas de origen desconocido (2,3 %). 189 000 personas del total de la población albanesa eran étnicamente griegos del norte de Epiro. La tasa de nacimiento en 2014 fue de 8,8 por cada 1000 habitantes, significativamente menor a la tasa de 14,5 por cada 1000 reportada en 1981. Al mismo tiempo, la tasa de mortalidad se incrementó de 8,9 por cada 1000 habitantes en 1981 a 11 en 2014.
La sociedad griega ha cambiado rápidamente en las últimas décadas. La caída de su índice de fertilidad llevó a un incremento en la edad promedio, que coincide con el envejecimiento de Europa. En 2001, el 16,71 % de la población era mayor de 65 años, el 68,12 % tenía entre 15 y 64 años y el 15,18 % era menor de 14 años. El número de matrimonios descendió de casi 71 por cada 1000 habitantes en 1981 hasta 51 en 2004. Además, el número de divorcios aumentó de 191,2 por cada 1000 matrimonios en 1991 a 239,5 en 2004. 

### Inmigración

Mapa de los cincuenta países con las comunidades griegas más numerosas.

Durante el siglo XX, millones de griegos emigraron a Estados Unidos, Reino Unido, Australia, Canadá y Alemania, fenómeno conocido como diáspora griega. La migración neta empezó a mostrar números positivos desde la década de 1970, pero hasta inicios de los años 1990, el principal movimiento migratorio era el de los griegos que regresaban a su país.
Un estudio del Observatorio Mediterráneo de Migración mantiene que el censo de 2001 registró a 762 191 personas que residían en Grecia sin tener la ciudadanía, es decir, el 7 % de la población. De estos, 48 560 provenían de la UE o de la Asociación Europea de Libre Comercio y 17 426 eran chipriotas con estatus privilegiado. El resto provenía principalmente de países de Europa oriental: Albania (56 %), Bulgaria (5 %) y Rumania (3 %), mientras que los inmigrantes de la antigua Unión Soviética —Georgia, Rusia, Ucrania, Moldavia, etc.— comprendían 10 % del total.
Los grandes centros urbanos contienen las principales concentraciones de los inmigrantes que no provienen de la UE, especialmente en el municipio de Atenas, donde los 27 000 inmigrantes representan el 7 % de la población. También hay un número considerable de co-étnicos que provienen de comunidades griegas en Albania o la antigua Unión Soviética.
Grecia, junto con Italia y España, se enfrenta a un gran número de inmigrantes que intentan entrar a la UE. Muchos de los inmigrantes ilegales que entran a Grecia lo hacen por el río Maritsa, en la frontera con Turquía. En 2012, la mayoría de ellos provenían de Afganistán, Pakistán y Bangladés. Desde ese año, diariamente se llevan a cabo varias operaciones policíacas —llamadas «Xenios Zeus»— en Atenas y otras ciudades griegas con el fin de detener a los inmigrantes ilegales. Como resultado, más de 15 000 personas han sido detenidas y varios miles han tenido que verificar su estatus de residencia. De esta forma, se estima que los inmigrantes solo constituyen el 4 % de la población.

### Religión

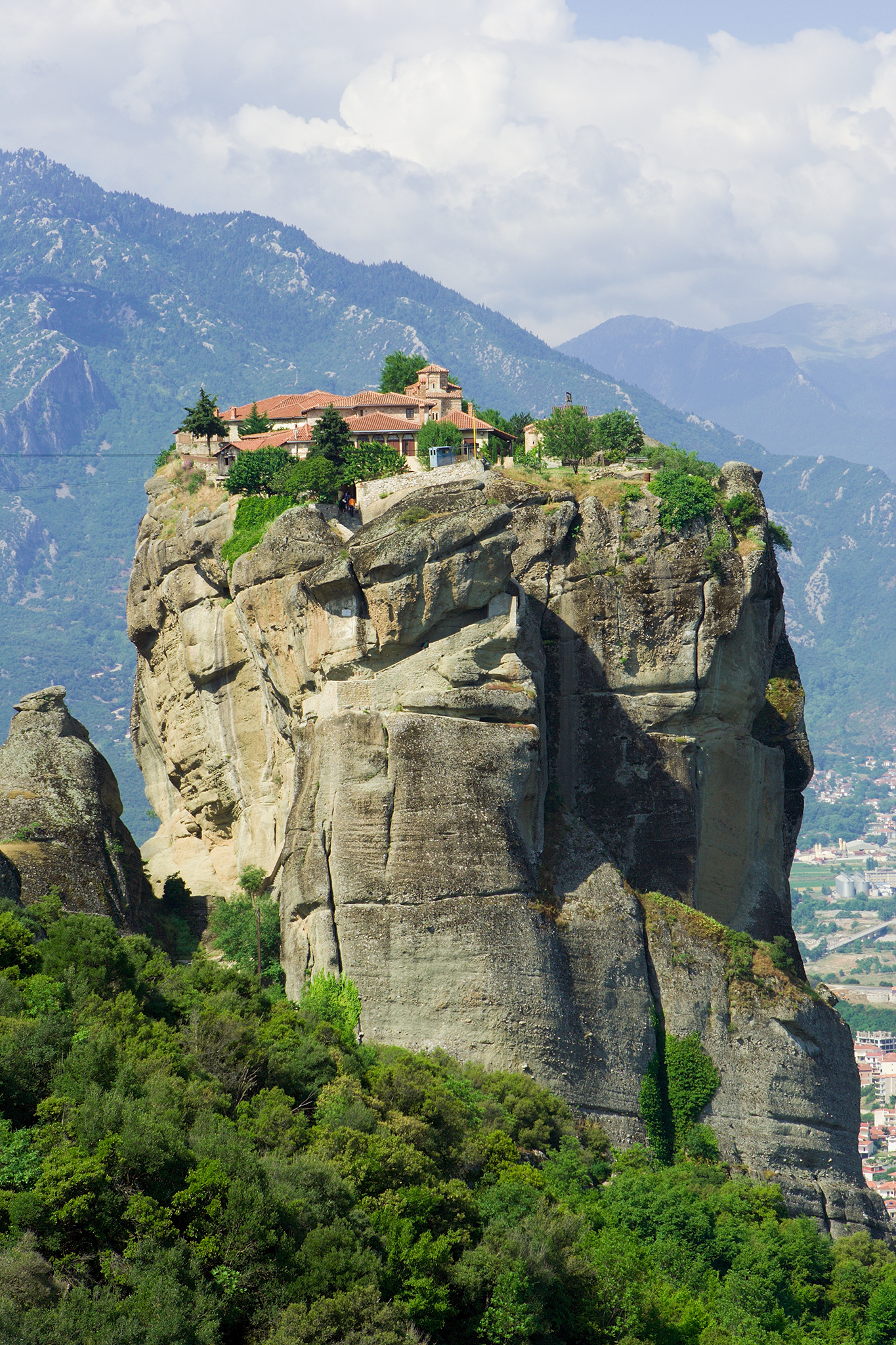
Monasterio de la Santísima Trinidad, en Meteora, Tesalia.

La constitución reconoce a la fe cristiana ortodoxa como la religión «predominante» en el país, al mismo tiempo que garantiza la libertad de culto a sus ciudadanos. El gobierno griego no mantiene estadísticas sobre grupos religiosos y en los censos no interroga sobre la afiliación religiosa. De acuerdo al Departamento de Estado de los Estados Unidos, se estima que el 98 % de los griegos se identifica como cristiano ortodoxo, perteneciente a la Iglesia ortodoxa de Grecia.
El Eurobarómetro de 2010 mostró que el 79 % de los griegos respondieron que creían que «existe un Dios». De acuerdo a otras fuentes, el 15,8 % de los griegos se califica de «muy religioso», el porcentaje más alto entre los países europeos. En contraste, solo el 3,5 % no va nunca a la iglesia, comparado con el 4,9 % en Polonia y el 59,1 % en la República Checa.

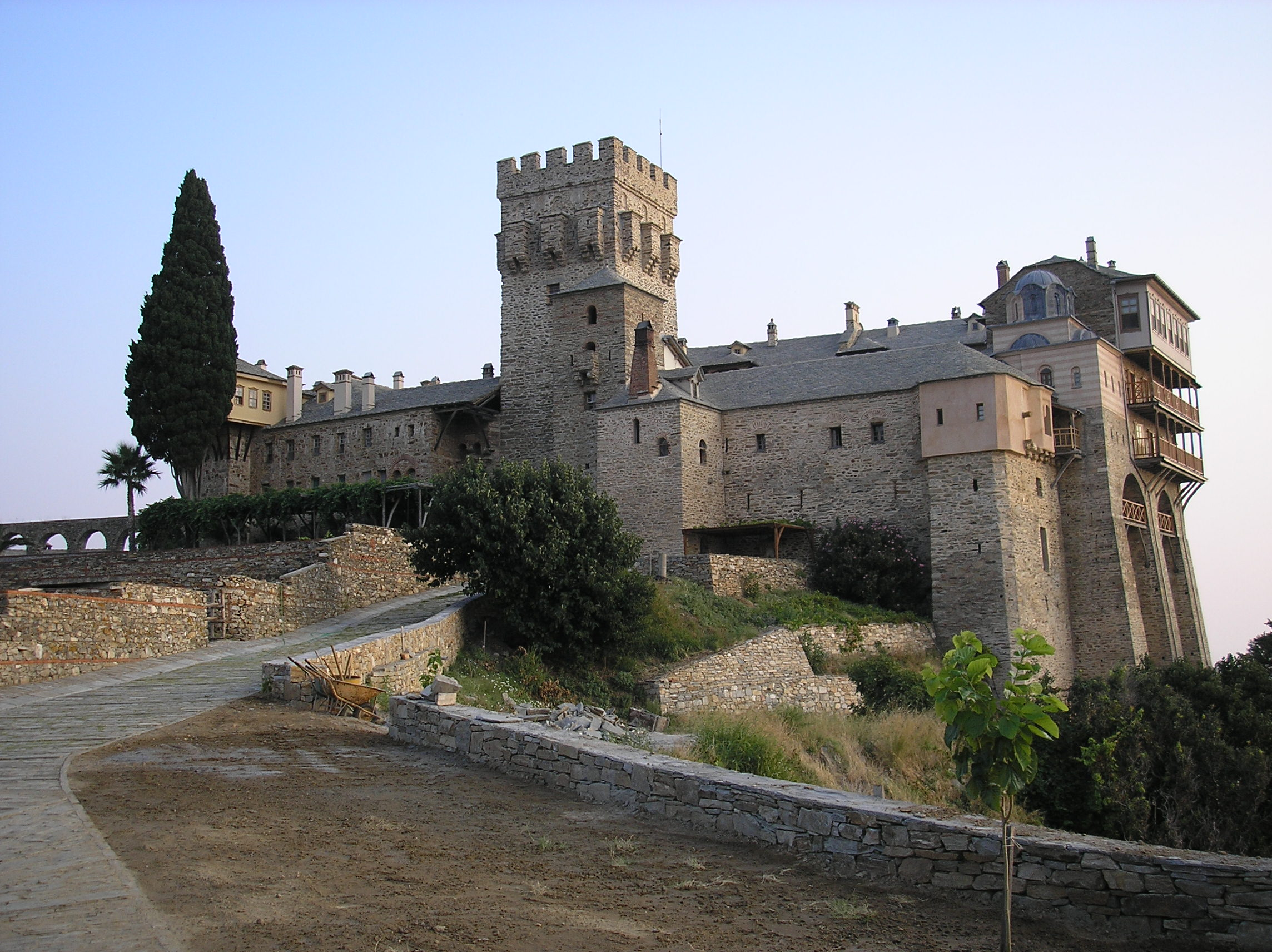
Monasterio de Stavronikita, Monte Athos.

Se estima que cerca de 50 000 ciudadanos griegos son católicos, quienes junto con otros inmigrantes católicos suman más de 200 000 personas. Los veteranocalendaristas griegos tienen más de medio millón de seguidores. Los protestantes, incluida la Iglesia evangélica griega y las Iglesias evangélicas libres, suman más de 30 000 practicantes. Las Asambleas de Dios, la Iglesia Internacional del Evangelio Cuadrangular y otras iglesias pentecostales tienen más de 12 000 miembros. La Iglesia Apostólica Libre de Pentecostés es la denominación protestante más grande del país, con más de 120 templos. No existen estadísticas oficiales sobre esta Iglesia, pero los cristianos ortodoxos estiman que tiene más de 20 000 seguidores. Por su parte, los testigos de Jehová reportan que cuentan con más de 28 859 miembros activos.

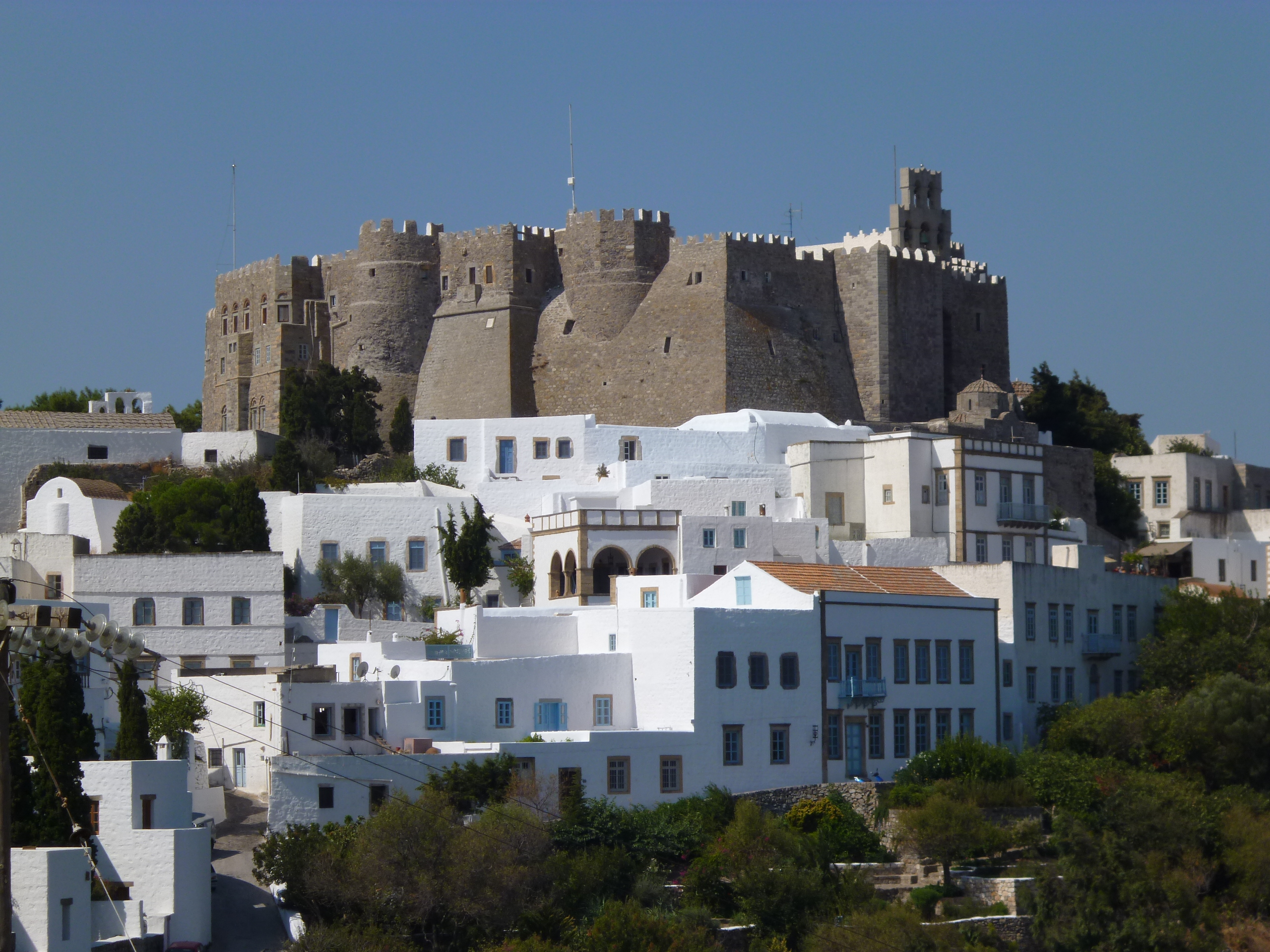
Monasterio de San Juan el Teólogo, Patmos.

Las estimaciones que reconocen a la minoría musulmana en Grecia, en su mayor parte localizada en Tracia, varían de 98 000 a 140 000 personas —cerca del 1 % de la población—, mientras que la comunidad inmigrante musulmana ronda entre los 200 000 y 300 000. Los inmigrantes albaneses se suelen relacionar con el islam, aunque la mayoría tiende a una orientación más secular. Luego de la guerra greco-turca de 1919-1922 y el Tratado de Lausana de 1923, Grecia y Turquía accedieron a intercambiar su población, basados en su identidad cultural y religiosa. Cerca de 500 000 musulmanes de Grecia, en su mayoría turcos, fueron intercambiados por aproximadamente 1,5 millones de griegos de Anatolia.
El judaísmo ha existido en Grecia desde hace más de 2000 años. Los judíos sefardíes solían tener una gran presencia en la ciudad de Tesalónica: en 1900, unas 80 000 personas, la mitad de la población, eran judíos. Sin embargo, actualmente la comunidad greco-judía, que sobrevivió a la ocupación alemana y al Holocausto durante la Segunda Guerra Mundial, no sobrepasa los 5500 personas.
En Grecia también se practica el dodecateísmo o neohelenismo, versión moderna de la religión practicada en la antigua Grecia (creencia en los dioses olímpicos), con unos 100.000 seguidores, según estimaciones de los líderes del movimiento.

### Idiomas

Distribución de los principales dialectos del griego moderno.

Grecia es un país homogéneo en términos lingüísticos, pues la mayor parte de la población utiliza el griego como su primera o única lengua. Entre los grecoparlantes, los que hablan el dialecto póntico llegaron de Grecia asiática luego del genocidio griego, y constituyen un grupo considerable. En la zona oriental de la península del Peloponeso, a relativamente pocos (para los tiempos modernos) kilómetros al suroeste de Atenas, aún se habla el dialecto griego tsacónico.
La primera evidencia textual del idioma griego data del siglo XV a. C., una escritura conocida como Lineal B que se asocia con la civilización micénica. Durante la antigüedad clásica el griego fue una lingua franca muy utilizada en el mundo mediterráneo y más allá, y se convirtió en el idioma oficial del Imperio bizantino.

Regiones con una presencia tradicional de otros idiomas distintos al griego.

Durante los siglos XIX y XX hubo una gran disputa conocida como la cuestión lingüística griega, sobre si el idioma oficial de Grecia debiese ser el katharévousa, creado en el siglo XIX y utilizado como el lenguaje académico y por el gobierno, o el demótico, la forma del griego que evolucionó naturalmente del griego bizantino y era el idioma utilizado por el pueblo. La disputa finalmente se resolvió en 1976, cuando el demótico se declaró la única variación oficial del griego, y el katharévousa cayó en desuso.
La minoría musulmana en Tracia comprende hablantes del turco, búlgaro (pomacos), romaní («gitano»), y en una pequeña región de la Macedonia limítrofe con Macedonia del Norte aún se habla (desde al parecer la Edad Media) la lengua romance llamada meglenítica. Los gitanos cristianos de otras partes del país también hablan el romaní. Así, en el actual relativamente pequeño territorio del Estado griego aún existen otros idiomas minoritarios tradicionalmente hablados por grupos regionales pequeños, aunque uso ha disminuido en el transcurso del último siglo por a la asimilación de la mayoría grecoparlante. Hoy en día solo se mantienen por las generaciones mayores y están en peligro de desaparecer. Entre ellos están los arbanitas, un grupo de habla albanesa ubicado en las zonas rurales alrededor de Atenas, los aromunes y los ya citados meglenorrumanos. Los dos últimos también son conocidos como valacos, sus idiomas están muy ligados al rumano y solían habitar las zonas montañosas del centro de Grecia. Los miembros de estos grupos se identifican étnicamente como griegos y todos pueden hablar griego.
Cerca de la frontera norte también hay algunos hablantes de lenguas eslavas, conocidos localmente como «eslavomacedonios», un grupo donde la mayoría de sus miembros se identifica étnicamente como griego. Sus dialectos pueden ser clasificados lingüísticamente como variantes del macedonio eslavo o del búlgaro. Se cree que tras el intercambio poblacional de 1923, Macedonia tenía entre doscientos y cuatrocientos mil hablantes eslavos. La comunidad judía de Grecia tradicionalmente habló el judeoespañol, que hoy en día se mantiene solo por unos cuantos miles de hablantes.

### Educación

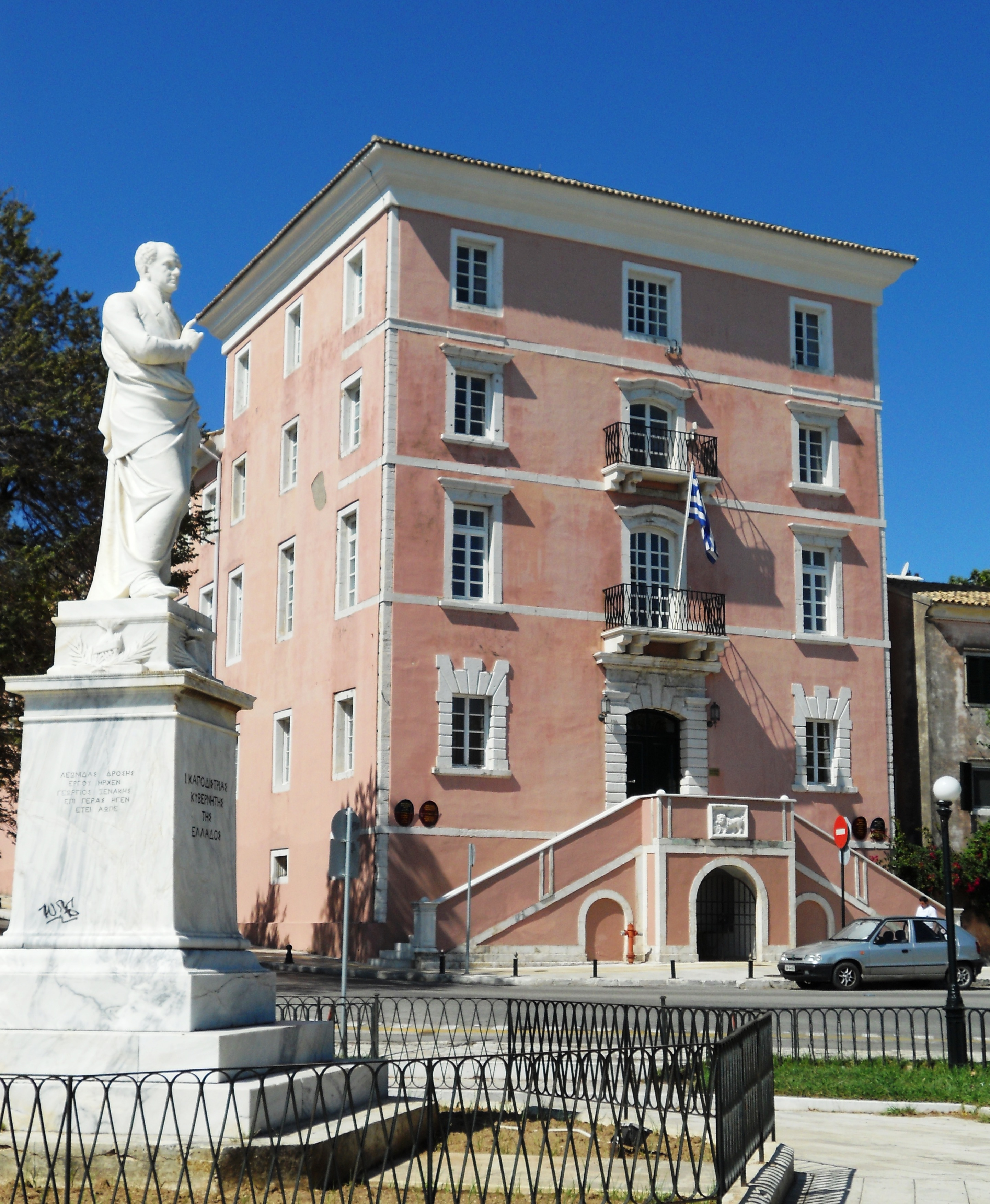
La Academia Jónica de Corfú, la primera institución académica de la Grecia moderna.

Los griegos tienen una tradición muy antigua por la evaluación y el desarrollo educativo (paideia). La educación era uno de los valores sociales más importantes dentro del mundo griego clásico y helenístico, además de que aquí surgieron las primeras universidades en Europa durante el siglo V, las cuales siguieron en operación hasta la caída de Constantinopla en 1453. La Universidad de Constantinopla fue la primera institución de educación superior secular, pues no se impartían cátedras teológicas.
La educación obligatoria en Grecia comprende el preescolar (Νηπιαγωγείο, Nipiagogeío), la primaria (Δημοτικό Σχολείο, Dimotikó Scholeío) y el gimnasio (Γυμνάσιο, Gymnásio).  Las guarderías (Παιδικός σταθμός, Paidikós Stathmós) son populares pero su asistencia no es obligatoria. La educación preescolar es obligatoria para cualquier niño mayor de cuatro años. La escuela primaria comienza para los niños con seis años de edad y comprende seis grados. La asistencia al gimnasio comienza a los doce años y continúa durante tres años. El sistema de educación griego también provee escuelas para estudiantes con capacidades diferentes o dificultades para el aprendizaje. También existen secundarias y gimnasios especializados que ofrecen educación física, musical y tecnológica.

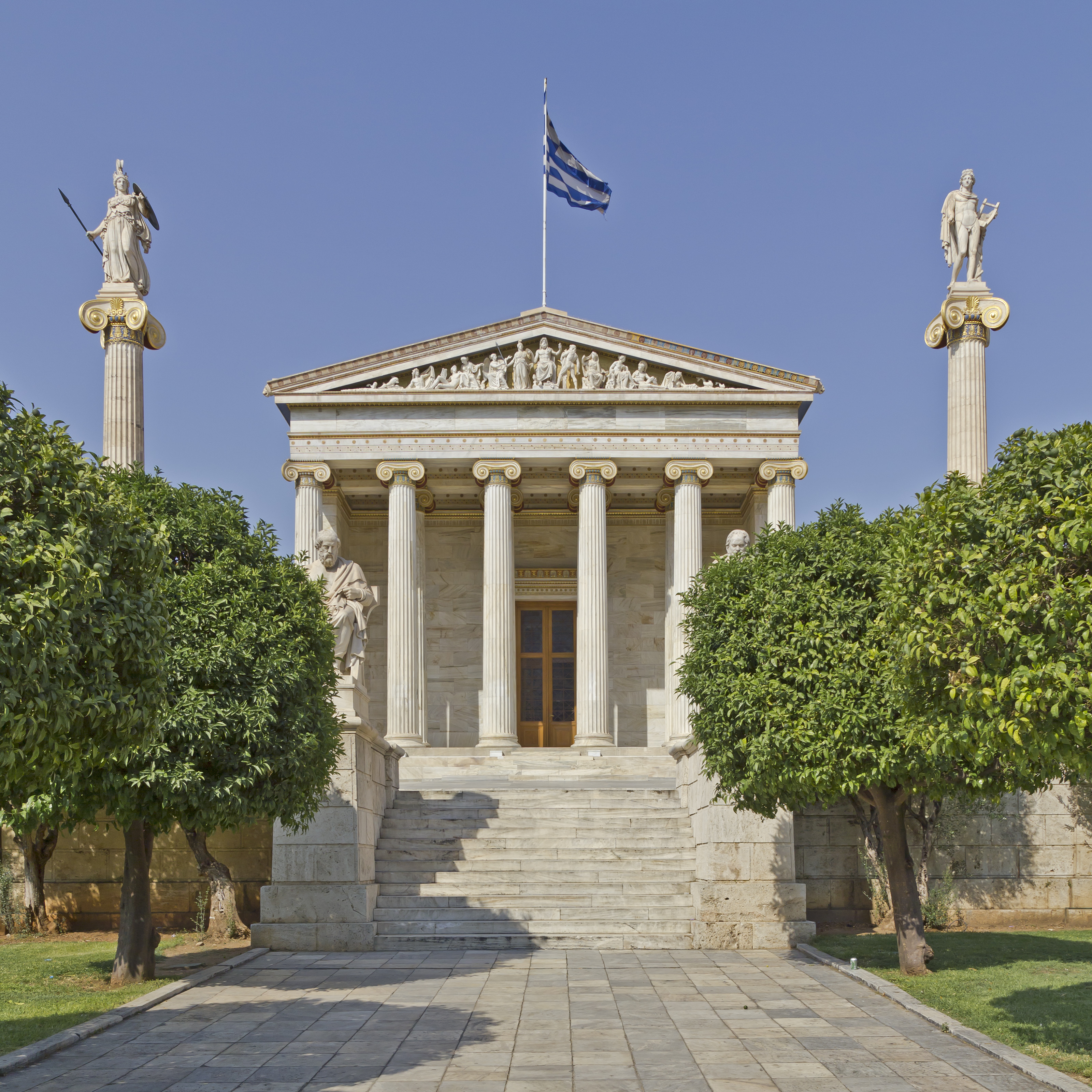
La Academia de Atenas es la academia nacional de Grecia y el centro de investigación más importante del país.

La educación postsecundaria en Grecia no es obligatoria y hay dos tipos: las escuelas secundarias superiores unificadas (Γενικό Λύκειο, Genikό Lýkeio) y las escuelas técnicas-vocacionales (Τεχνικά και Επαγγελματικά Εκπαιδευτήρια, TEE). La educación postsecundaria también incluye institutos de entrenamiento vocacional (Ινστιτούτα Επαγγελματικής Κατάρτισης, IEK) que proveen un nivel de educación formal pero sin clasificar. Como pueden aceptar alumnos de Gymnásio —graduados de la escuela secundaria— y de Lýkeio —graduados de la escuela secundaria superior—, el nivel de educación que brindan estos institutos no puede ser clasificado.
De acuerdo al Marco Legal (3549/2007), la educación superior se imparte en los Institutos de Educación Superior (Ανώτατα Εκπαιδευτικά Ιδρύματα, Anótata Ekpaideftiká Idrýmata, AEI), que consiste de dos sectores paralelos: el sector universitario —universidades, politécnicas, escuelas de Bellas Artes, universidades abiertas— y el sector tecnológico —Institutos de Educación Tecnológica (TEI) y la Escuela de Pedagogía y Educación Tecnológica—. También hay otros Institutos Autónomos no Universitarios que ofrecen cursos vocacionales de corta duración —dos a tres años— que operan bajo la supervisión de otros ministerios. Los estudiantes ingresan a las instituciones de educación superior de acuerdo a su desempeño en los exámenes nacionales aplicados al finalizar el tercer grado de Lýkeio.  Además, los estudiantes mayores de 22 años pueden ser admitidos en la Universidad Abierta de Grecia por medio de una especie de sorteo.

### Salud
Grecia cuenta con asistencia sanitaria universal. El Informe sobre la salud en el mundo 2000 de la Organización Mundial de la Salud colocó a su sistema de salud en la posición 14.ª de 191 países enlistados. En un análisis de 2013 hecho por Save the Children, se coloca a Grecia en el puesto 19.º de 176 países con los mejores cuidados maternos y del recién nacido. En 2010, había 138 hospitales con 31 000 camas, pero el 1 de julio de 2011, el Ministerio de Salud y Seguridad Social anunció sus planes de reducir el número a 77 hospitales con 36 035 camas, una reforma necesaria para reducir gastos y mejorar los estándares de salud. El gasto del gobierno en salud como porcentaje del PIB fue de 9,3 % en 2012, igual al promedio de los países de la OCDE. Además, Grecia tiene el mayor índice de médicos por habitante en la organización.
La esperanza de vida es de 80,3 años, una de las más altas en el mundo. De hecho, la isla de Icaria tiene el mayor porcentaje de personas mayores de 90 años en el mundo, pues cerca de un tercio de los isleños rebasa dicha edad. Como en otros países europeos, dos de los principales problemas de salud pública en Grecia son el tabaquismo y la obesidad; en 2010, 19,6 % de los adultos griegos tenían algún grado de sobrepeso. La tasa de mortalidad infantil es una de las más bajas entre los países desarrollados, de 3,1 muertes por cada 1000 nacidos vivos.

### Ciudades
Casi dos tercios de los griegos viven en zonas urbanas. Los centros urbanos más grandes e influyentes de Grecia son Atenas y Tesalónica, cuya población metropolitana supera los cuatro millones y el millón de habitantes, respectivamente. Otras ciudades importantes cuya población rebasa los 100 000 residentes son Patras, Heraclión, Lárisa, Volos, Rodas, Ioánina, La Canea y Calcis.

## Cultura

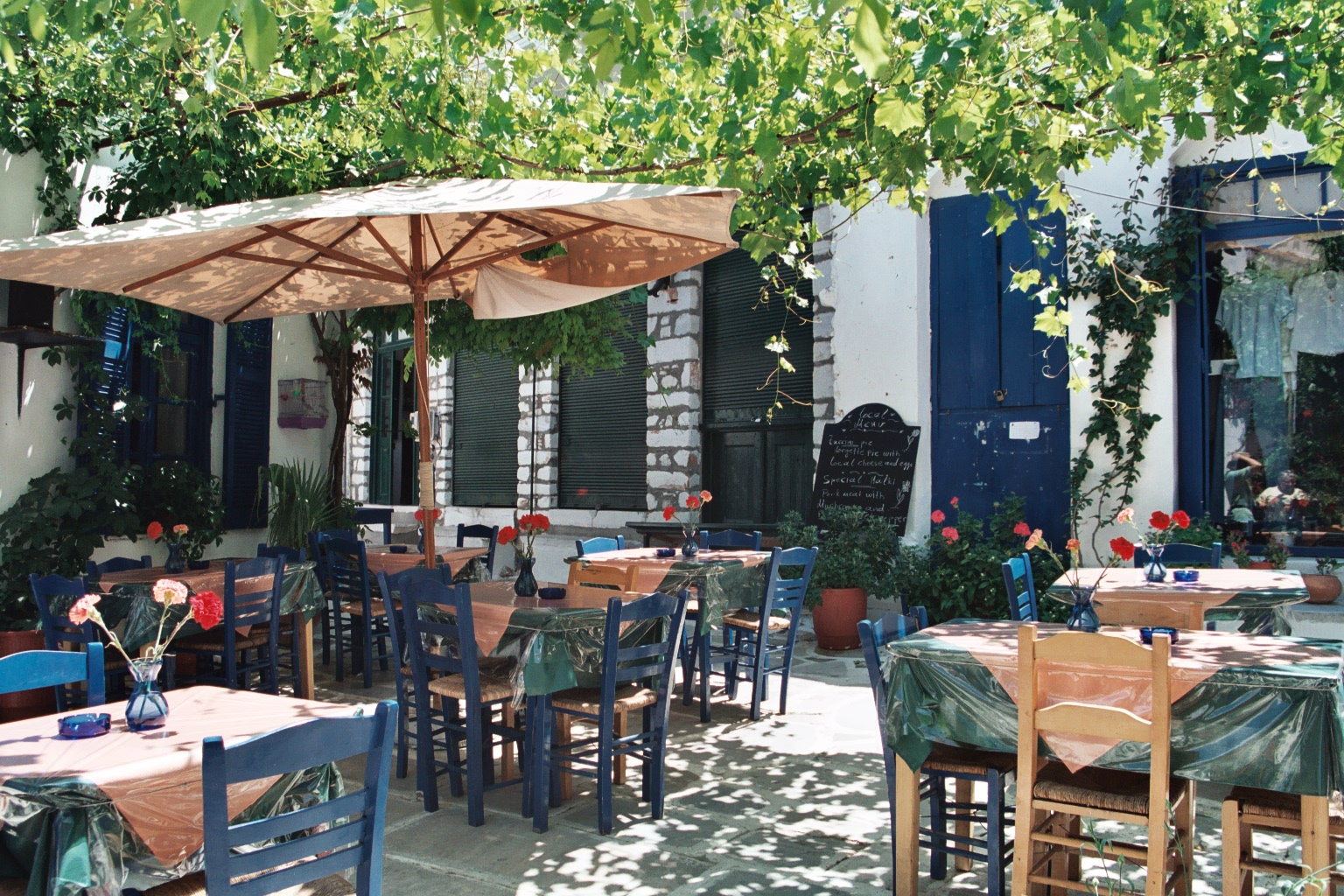
Tradicional taberna griega, parte integral de la cultura y gastronomía griega.

La cultura de Grecia ha evolucionado a través de miles de años, iniciando con la Grecia micénica y pasando más notablemente por la Grecia clásica, a través de la influencia del Imperio romano y su continuación oriental, el Imperio bizantino. Otras culturas y naciones, como los Estados latinos y francos, el Imperio otomano, la República de Venecia, la República de Génova, Francia y el Imperio británico también han dejado su influencia en la cultura griega moderna.
En tiempos antiguos, Grecia fue la cuna de la civilización occidental. Las democracias modernas deben su existencia a las ideas griegas sobre el gobierno del pueblo, el juicio con un jurado y la igualdad ante la ley. Los antiguos griegos fueron pioneros en muchos campos que dependen del pensamiento sistemático, como la biología, geometría, historia, filosofía y física. Introdujeron muchas formas literarias como la poesía épica y lírica, la narrativa histórica, la tragedia y la comedia. En su búsqueda por el orden y la proporción, los griegos crearon un ideal de belleza que influyó fuertemente el arte occidental.

### Teatro

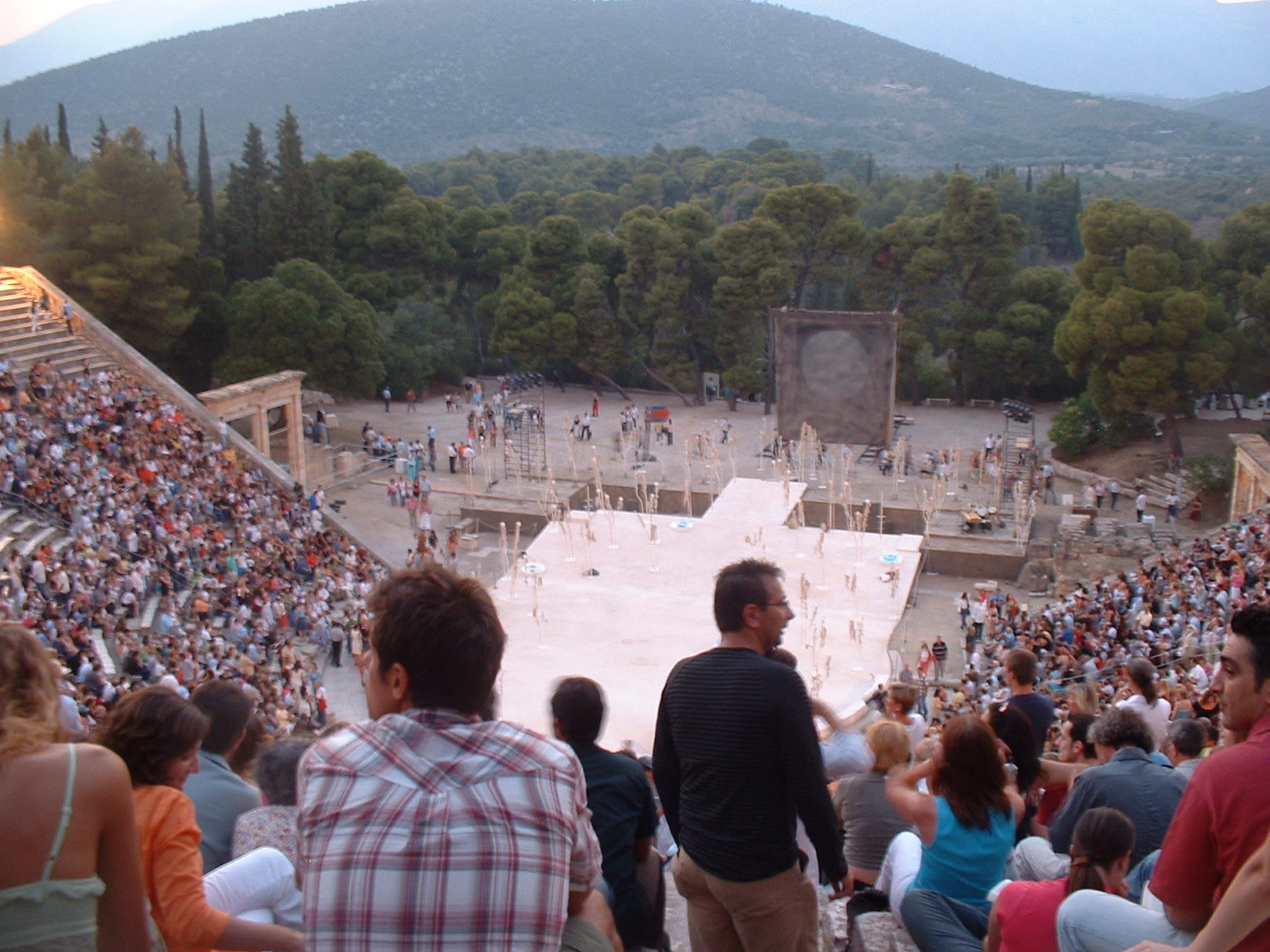
El antiguo teatro de Epidauro sigue siendo utilizado para obras teatrales.

El teatro nació en Grecia. La ciudad-Estado de Atenas, que se convirtió en la potencia cultural, política y militar más importante durante esta época, fue su centro, y fue el lugar donde se institucionalizó como parte de un festival llamado dionisias, una fiesta en honor al dios Dionisio. Los tres géneros dramáticos que surgieron aquí fueron: la sátira, la tragedia (finales del siglo VI a. C.) y la comedia (486 a C.).
Durante el periodo bizantino, el teatro sufrió un declive importante. De acuerdo a Marios Ploritis, la única forma que sobrevivió fue el teatro folclórico —Mimos y Pantomimos— pese a la hostilidad del Estado oficial. Más tarde, durante el periodo otomano, el principal arte dramático folclórico fue el Karagöz. El renacimiento que dio origen al teatro griego moderno tuvo lugar en la Creta veneciana. Algunos de los dramaturgos más importantes incluyen Vitsentzos Kornaros y Georgios Chortatzis.

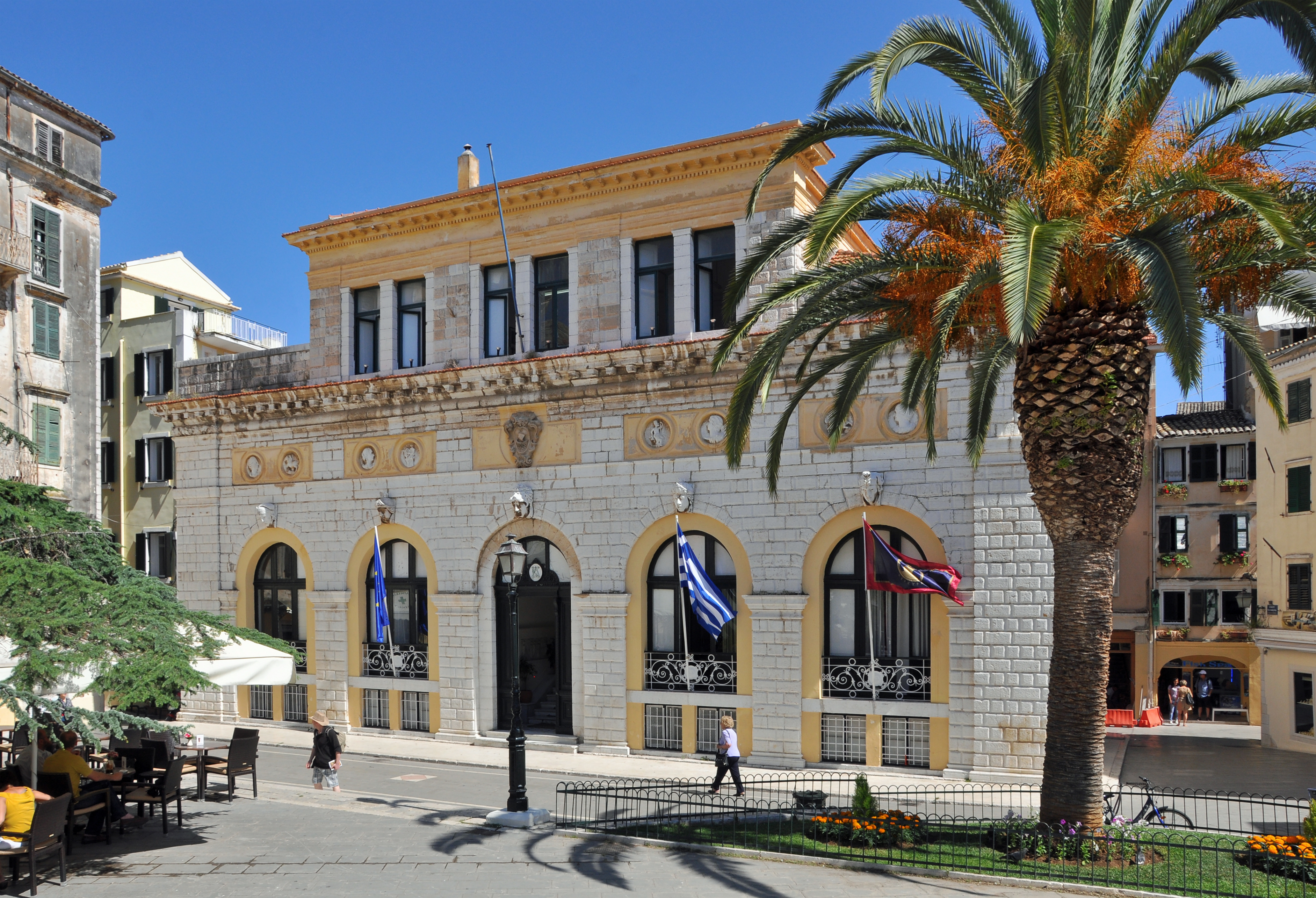
Nobile Teatro di San Giacomo de Corfú, el primer teatro y casa de la ópera en la Grecia moderna. El edificio alberga actualmente el ayuntamiento de la ciudad.

El teatro griego moderno comenzó a desarrollarse luego de la guerra de independencia, a principios del siglo XIX, e inicialmente estuvo influenciado por el teatro heptaneso y los melodramas, como la ópera italiana. El Nobile Teatro di San Giacomo de Corfú fue el primer teatro y casa de la ópera construido en la Grecia moderna, y también fue el lugar donde se estrenó la primera ópera griega, El candidato parlamentario de Spyridon Xyndas. Durante finales del siglo XIX y principios del siglo XX, el teatro ateniense estuvo dominado por revistas, comedias musicales, operetas y nocturnos, escritas por personajes como Spyridon Samaras, Dionysios Lavrangas, Theophrastos Sakellaridis, entre otros.
El Teatro nacional de Grecia se fundó en 1880. Algunos de los escritores y directores de teatro griegos más destacados incluyen a Grigorios Xenópulos, Nikos Kazantzakis, Pantelís Horn, Alekos Sakellarios y Iakovos Kambanelis; mientras que entre los actores más sobresalientes están Cybele Andrianú, Marika Kotopouli, Aimilios Veakis, Orestis Makrís, Katina Paxinou, Manos Katrakis y Dimitris Horn.

### Gastronomía

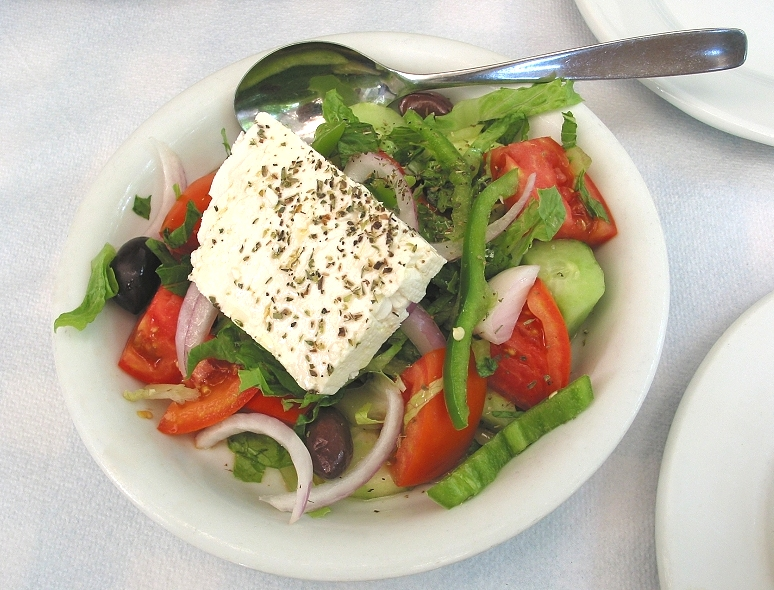
Ensalada griega.

La cocina griega es citada como un ejemplo de dieta mediterránea. Tiene influencias de la italiana, balcánica y turca. Los vegetales están entre los ingredientes más utilizados en la gastronomía griega, principalmente el tomate, la berenjena, la patata, las judías verdes, la cebolla, el pimiento y la espinaca. La carne de cordero es la más utilizada, solo superada por el pescado en las zonas costeras. El aceite de oliva se utiliza para cocinar y aderezar la mayoría de los platillos. A partir de la leche de cabra se preparan distintos tipos de quesos, como el feta, kefalotyri, kasseri y mizithra. También se utiliza para elaborar el yogur griego, que ha ganado popularidad internacional por ser más cremoso y denso que otras variedades de yogur, además de que se utiliza para la elaboración de sopas, ensaladas, platos fuertes y postres.
Algunos de los platos locales más populares son la musaca, un horneado con capas de carne y berenjena bañado en salsa de tomate; el gyros, una especie de sándwich con carne, salsa tzatziki y otros vegetales a elección, el stifado, un guiso de carne de res con cebollitas; la spanakopita, un pastel salado relleno de queso feta y espinacas; y el souvlaki, carne cocinada con vegetales, salsa de yogur, patatas y aderezos. Entre los platillos dulces está el galaktoboureko, el baklava y el kataifi. Las bebidas tradicionales griegas incluyen el ouzo, el metaxá y una variedad de vinos incluyendo el retsina.

### Música y danza

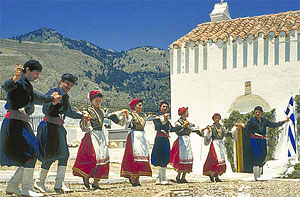
Bailarines cretenses de música tradicional.

Los orígenes de la música griega se extienden hasta la Antigua Grecia, cuando los coros cantaban por razones espirituales, de celebración o por entretenimiento. Los instrumentos musicales de este periodo incluían el aulos, la lira y la cítara. La música jugaba un papel importante en el sistema educativo, pues los varones aprendían sobre música desde los seis años. Posteriormente, los romanos, musulmanes y bizantinos influyeron en el desarrollo de la música griega.
En el Imperio bizantino la música religiosa se caracterizó por ser una monodia vocal sin acompañamiento instrumental. Pese a estas limitaciones, el canto bizantino desarrolló una variedad rítmica y un gran poder expresivo. Por su parte, el pueblo griego creó varias canciones folclóricas que se pueden dividir en dos tipos: las acríticas y las kleftes. Las acríticas nacieron entre los siglos IX y X y expresan la vida y luchas de los akritai, los guardias de las fronteras bizantinas, la más conocida de ellas es la que narra la historia de Digenís Akritas. Las kleftes surgieron entre el final del Imperio bizantino y el inicio de la guerra de independencia. Las kleftes, junto con las canciones históricas o parálogos, las canciones de amor, las mantinadas, las canciones de boda y del exilio, hablan sobre la vida diaria del pueblo griego.

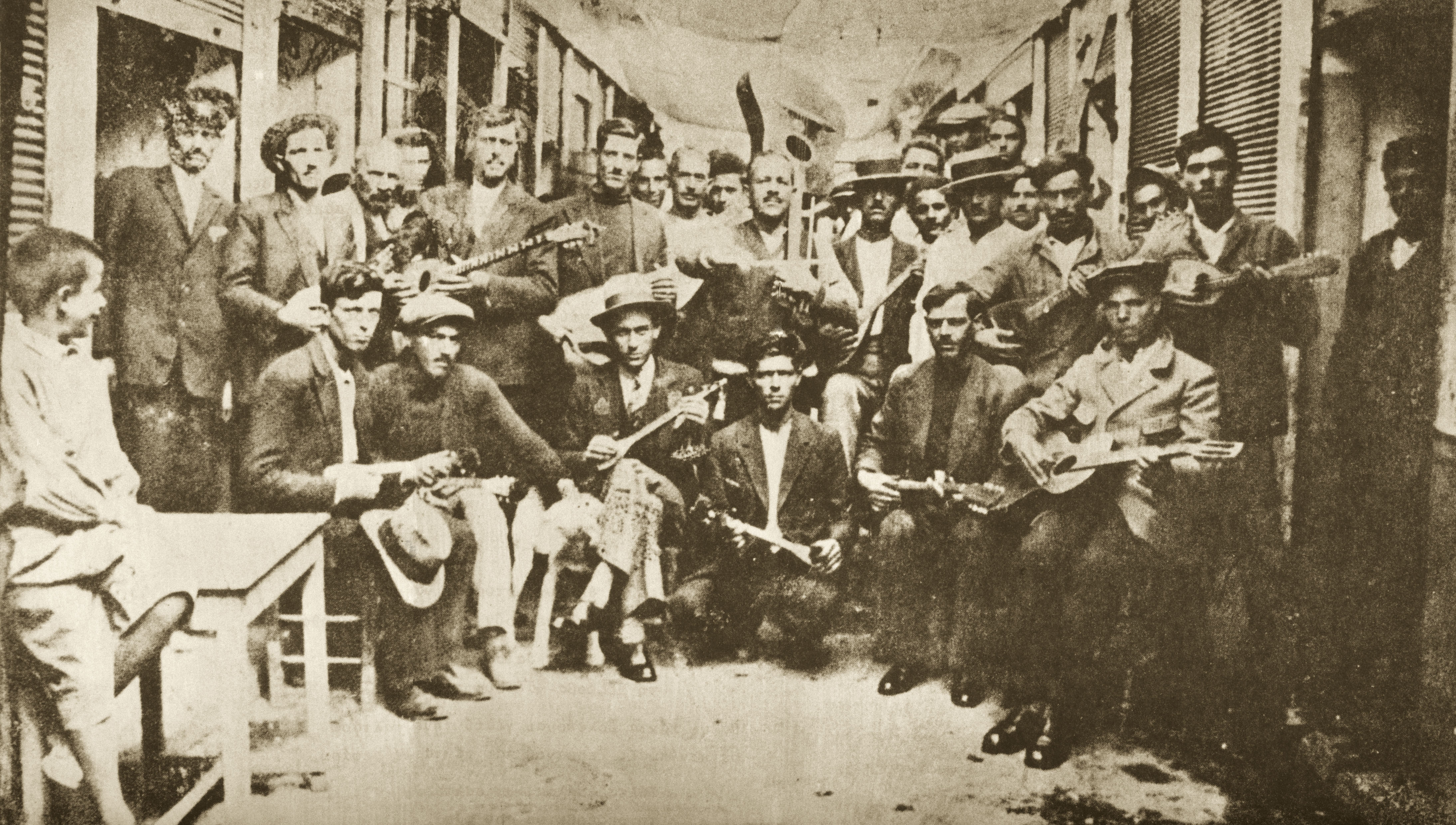
Rebetes en Karaiskaki, Pireo (1933). A la izquierda Markos Vamvakaris con un bouzouki, en medio Giorgos Batis con una guitarra.

Los cánticos de las Islas Jónicas se convirtieron en los antecesores de las canciones griegas modernas, pues influenciaron su desarrollo de manera considerable. Durante la primera mitad del siglo XIX, varios compositores griegos tomaron elementos del estilo heptaneso. Las composiciones más famosas del periodo entre 1870 y 1930 son las llamadas «serenatas atenienses» y las canciones interpretadas en obras de teatro.
El rebético, inicialmente un género relacionado con las clases sociales inferiores, ganó una gran aceptación general luego de que algunos de sus elementos fueron suavizados y adaptados para eliminar su esencia subcultural. De esta forma se convirtió en la base del laïkó («canción del pueblo»). Los principales representantes de este género incluyen a Apostolos Kaldaras, Grigoris Bithikotsis, Stelios Kazantzidis, George Dalaras, Haris Alexiou y Glykería.
En cuanto a la música clásica, fue por medio de las Islas Jónicas —que estuvieron bajo el dominio e influencia occidental— que la mayor parte de los avances en la música clásica de la Europa occidental llegaron a Grecia. El archipiélago es notable por el nacimiento de la primera escuela moderna de música clásica en Grecia, la Escuela Heptantesa (Επτανησιακή Σχολή), establecida en 1815. Algunos de los mejores ejemplos de este género incluyen a Nicolaos Mantzaros, Spyridon Xyndas, Spyridon Samaras y Pavlos Carrer. Manolis Kalomiris es considerado el fundador de la Escuela Nacional de Música de Grecia. Durante el siglo XX, los compositores griegos tuvieron un impacto importante en el desarrollo del avant-garde y la música clásica contemporánea, con figuras como Iannis Xenakis, Nikos Skalkottas y Dimitri Mitrópoulos, que alcanzaron relevancia internacional.

### Arquitectura

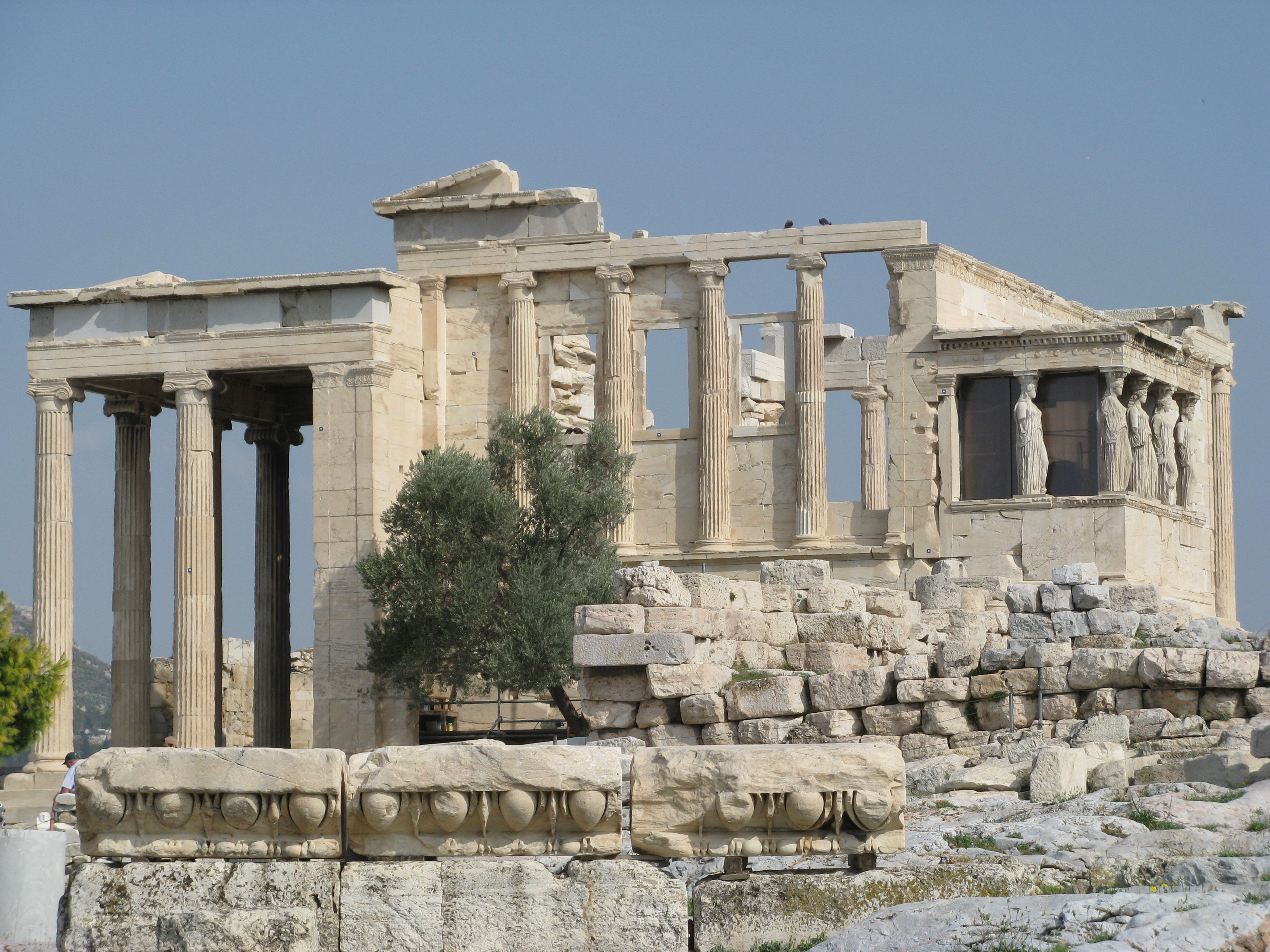
El Erecteón de la Acrópolis de Atenas, un templo de orden jónico.

Los restos de la arquitectura de la Antigua Grecia aún perviven o están bien documentados. Los antiguos griegos desarrollaron tres estilos arquitectónicos primarios, llamados «órdenes clásicos»: el sobrio y sólido dórico, el refinado y decorativo jónico y el elegante y ornamentado corintio.
La forma rectangular de los antiguos templos griegos, rodeados de columnatas que soportan un frontón triangular, construido de piedra caliza o mármol, es un modelo que aún se utiliza. Aunque el arco era familiar a los troyanos, su uso no estaba ampliamente extendido, en contraste con las posteriores edificaciones romanas. Las obras representativas que perviven de la arquitectura griega son el Partenón y el Erecteón de Atenas, y las estructuras romanas basadas en el modelo griego, como el Panteón de Roma, que se atribuye al arquitecto griego Apolodoro de Damasco.

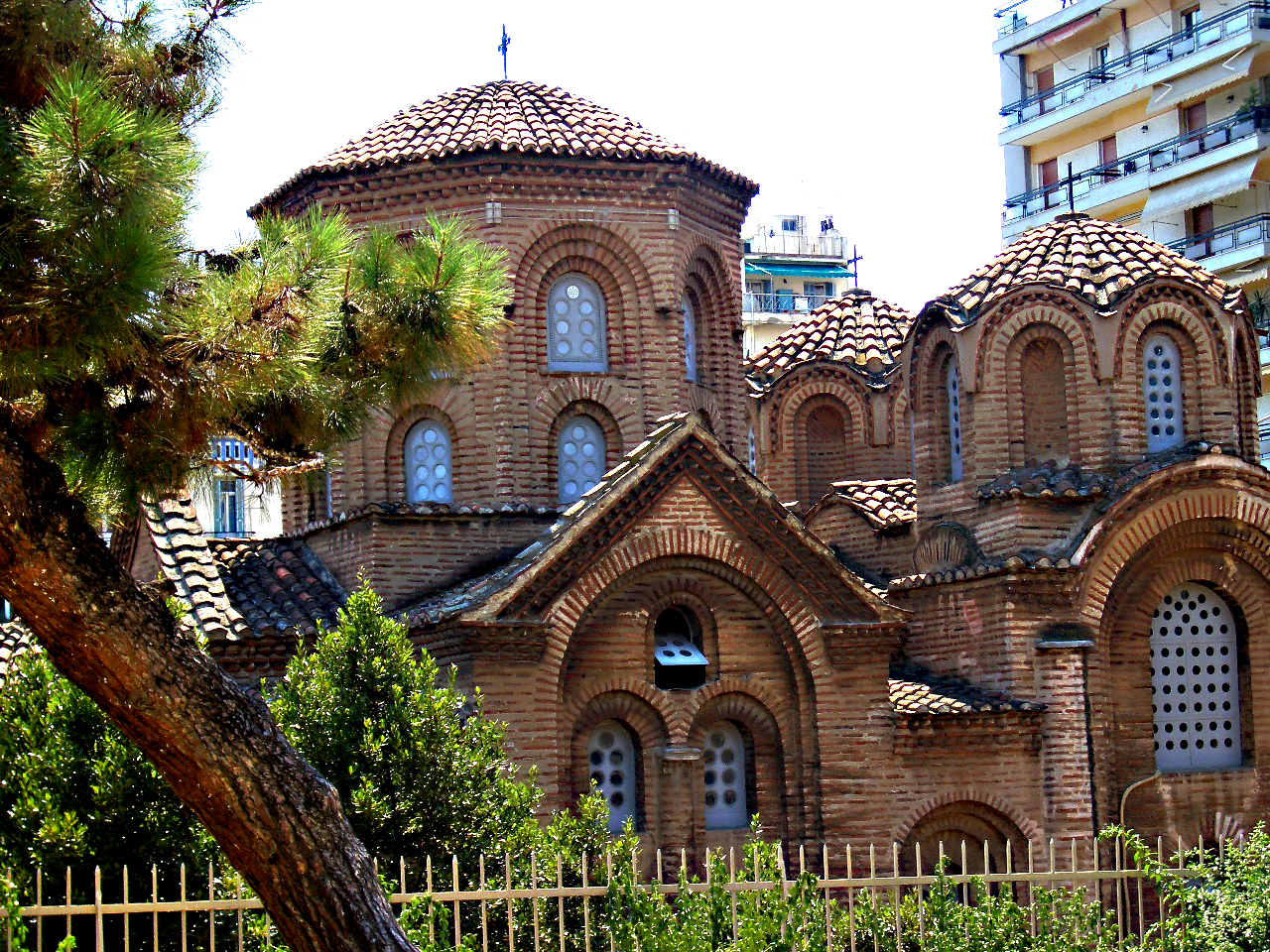
Un ejemplo clásico de arquitectura bizantina en Salónica.

La arquitectura bizantina fue un modo de construcción común hasta la caída de Constantinopla en 1453 a manos de los turcos otomanos. Son característicos la cruz griega, el capitel de estilo bizantino o capitol —una mezcla de capiteles corintios y jónicos— y una cúpula central rodeada por varias cúpulas pequeñas. En los años siguientes a la guerra de independencia, Grecia experimentó también el resurgimiento neobizantino tras la revolución griega y también el auge de la arquitectura neoclásica; esto vino a ponerla en contacto e interacción con la tradicional villa bizantina para producir una forma específica en la Grecia contemporánea.
Como otras capitales contemporáneas, Atenas tiene obras de arquitectura modernistas y postmodernistas. Resultado de un concurso internacional, el nuevo Museo de la Acrópolis, de Bernard Tschumi, es un ejemplo de la internacionalización del mercado arquitectónico mundial. Algunas de las últimas obras fueron para las Olimpiadas de Atenas de 2004, con la participación de arquitectos extranjeros como Santiago Calatrava.

### Pintura y escultura

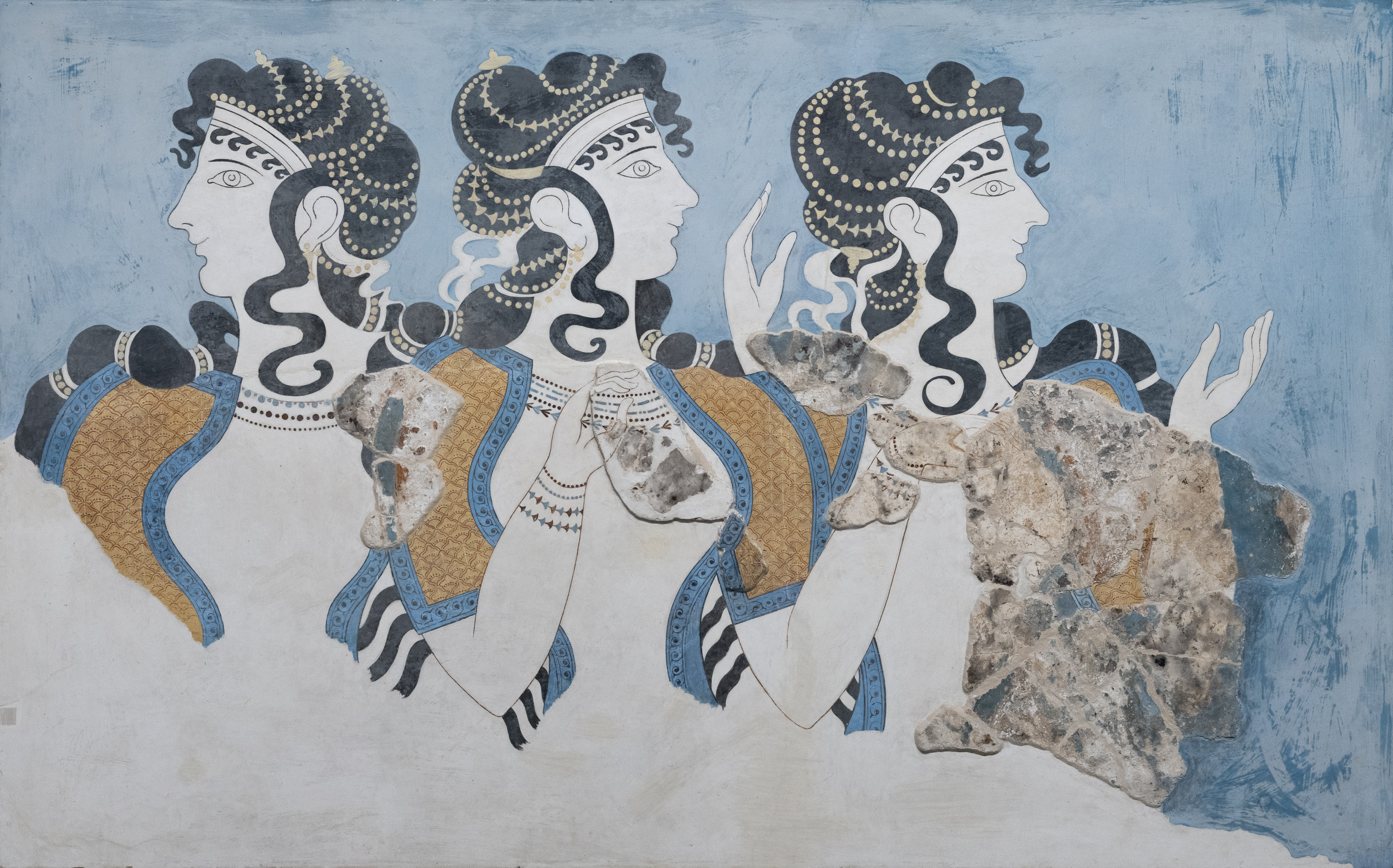
El fresco de las mujeres de azul en Cnosos es uno de los ejemplos más antiguos de la pintura mural en Grecia.

En contraste con otras formas ilustradas, las pinturas conservadas de la antigua Grecia son muy escasas. Los pintores griegos trabajaban principalmente en paneles de madera, y las obras finales fueron admiradas durante cientos de años después de su creación. Sin embargo, estas pinturas desaparecieron después del siglo IV cuando no fueron suficientemente protegidas. Las principales muestras de la pintura griega que aún se preservan incluyen las copias romanas, por ejemplo las de Pompeya, las escasas muestras conservadas halladas en las tumbas de los reyes de Macedonia en Vergina, en Leúcade también en la antigua Macedonia y las de Kazanlak en la antigua Tracia.

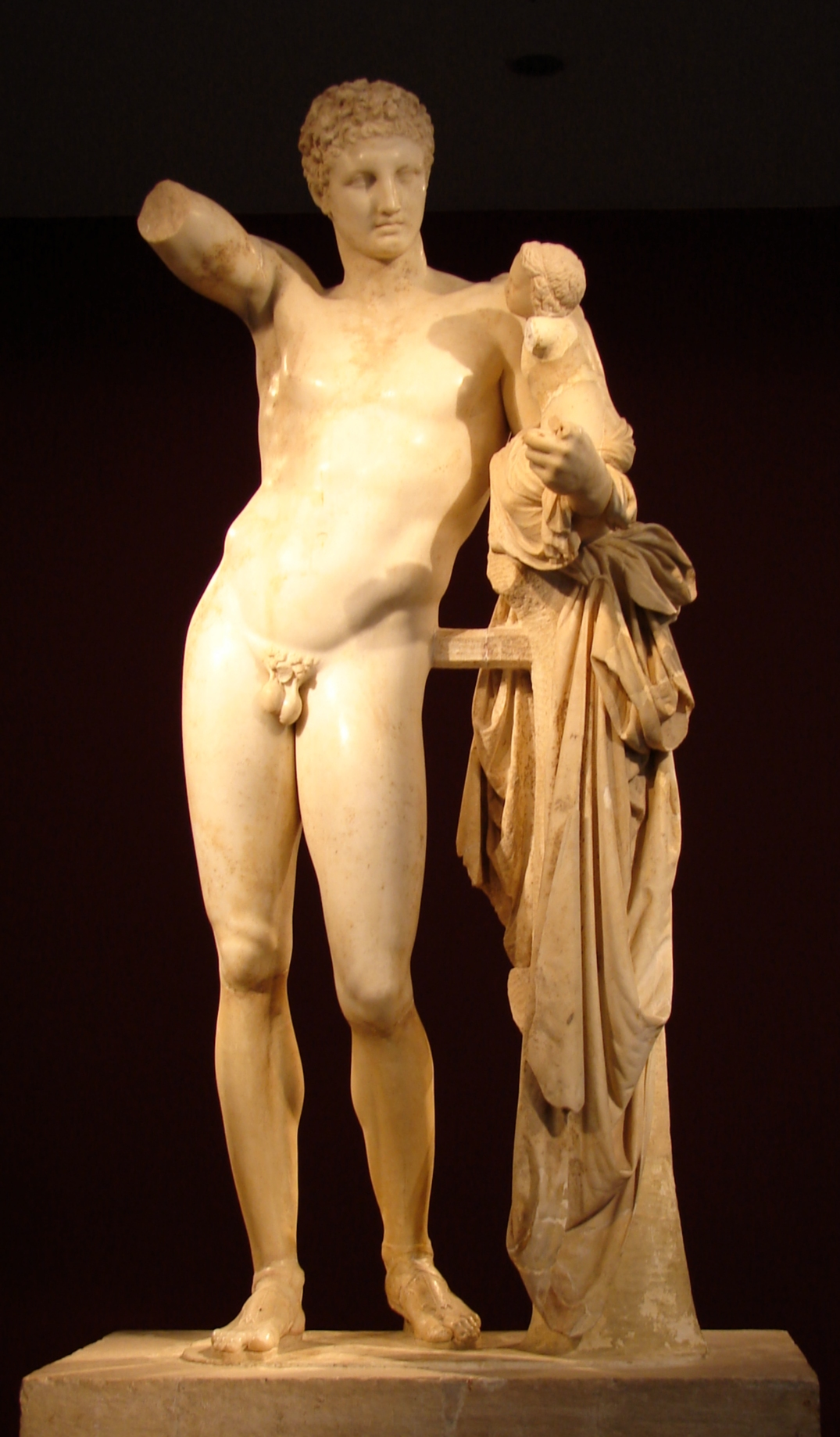
Esta estatua de Hermes llevando al niño Dioniso, atribuida a Praxíteles, fue encontrada en Olimpia en 1877.

Las obras conservadas de la antigua escultura griega son más comunes, en particular las de los maestros escultores, como Fidias y Praxíteles. Estos artistas y sus seguidores fueron frecuentemente emulados por los romanos. Sin embargo, los cristianos de los siglos IV y V vieron la destrucción de los ídolos paganos como un «acto de piedad». Muchas esculturas antiguas de mármol fueron quemadas con cal en la Edad Media, y estatuas de bronce fueron fundidas para obtener el metal. Las estatuas de mármol que escaparon a la destrucción fueron olvidadas, o en el caso de los bronces, perdidos en el mar.
En el periodo bizantino, el arte religioso era el tema dominante, con mosaicos e iconos muy trabajados adornando los edificios religiosos. El artista renacentista, El Greco (Domenikos Theotocopoulos), respondía al bizantino y en el siglo XVI el arte manierista, produciendo escultura y pinturas de forma libre, luz y color que inspiraría a artistas del siglo XX como Pablo Picasso y Jackson Pollock.
Durante los siglos XVIII y XIX, los artistas de las islas Jónicas jugaron un papel importante, y a menudo pionero, que explotaron las conquistas del Renacimiento italiano y de los talleres barrocos. Con persistentes esfuerzos hacia nuevas direcciones y objetivos, los artistas griegos afloraron al mundo durante las primeras décadas del siglo XIX conectando el arte griego con su antigua tradición, así como la búsqueda de talleres europeos, sobre todo los de la Escuela de Múnich, con ejemplos definitorios del arte contemporáneo griego del periodo que incluye la obra de Theodoros Vryzakis y Nikiphoros Lytras.
A comienzos del siglo XX, Dimitrios Galanis, contemporáneo y amigo de Picasso, consiguió un amplio reconocimiento en Francia y fue miembro vitalicio de la Academia Francesa, tras la alabanza del crítico André Malraux como un artista capaz «de provocar fuertes emociones como Giotto». Durante el siglo XX, los artistas griegos siguieron las tendencias occidentales. Uno de los primeros en obtener el reconocimiento internacional fue el poeta y pintor Nikos Engonopoulos, por sus trabajos surrealistas. En los años 1960, otros pintores griegos, como Dimitris Mytaras y Yiannis Psychopedis, se sumaron al movimiento europeo del realismo crítico. Por su parte, en la escultura modernista y postmodernista, cabe destacar la participación de artistas como Costas Axelos y Constantine Andreou.

### Cine

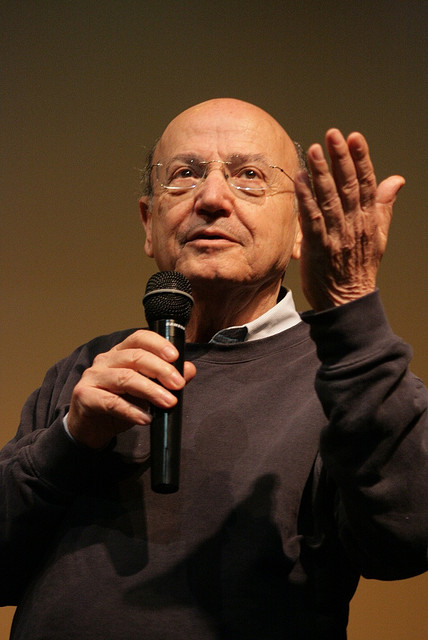
El director de cine griego Theo Angelopoulos.

La primera sala de cine apareció por primera vez en Grecia en 1897. La primera producción data de 1914, cuando la compañía Asty Film fue fundada y comenzó a producir largometrajes. Golfo (Γκόλφω), una tradicional historia de amor, fue la primera película producida totalmente en el país, aunque hubo antes varias producciones menores como los noticiarios.
El cine griego ha tenido una historia agitada, desde momentos de relativo estancamiento hasta muy memorables producciones. Desde la década de 1920 hasta finales de los años 1940 hubo algunas producciones bastante notables, como Έρως και κύματα (Amor y olas), dirigida en 1927 por D. Gaziadis, y Χειροκροτήματα (Aplausos), dirigida en 1944 por G. Tzavelas; También se encuentra Por quién doblan las campanas de 1944, por la que Katina Paxinou fue premiada con el Óscar a la mejor actriz de reparto.
La edad de oro del cine griego fue la década de 1950, en la que se produjeron hasta sesenta películas al año. Notables actores y directores de este periodo fueron Michael Cacoyannis, Alekos Sakelarios, Nikos Tsiforos, Ellie Lambeti, Dinos Iliopoulos e Irene Papas. Cacoyannis, en particular, que dirigió películas como Stella (Στέλλα) en 1955 y Zorba el griego (Αλέξης Ζορμπάς) en 1964, llegó a ganar tres premios Óscar.
Desde esta época el cine griego ha estado relativamente parado, debido a la fuerte competencia extranjera y el aumento de la popularidad de la televisión. En los años 1980, Loafing and Camoflage (Λούφα και Παραλλαγή) logró un éxito moderado con el uso de la comedia egea. En años siguientes otros directores tocaron varios temas políticos, como The Suspended Step of the Stork (Μετέωρο βήμα του πελαργού, Το) dirigida por Theo Angelopoulos en 1991, que se relaciona con la inmigración desde Albania.
En los años 2000, cintas como Un toque de canela (Πολίτικη Κουζίνα) y la comedia sexual tabú Safe Sex señaló la tendencia al alza de la calidad del cine griego. Esto pudo estar relacionado, en gran parte, al periodo de prosperidad económica en Grecia, el cual ha conducido a un incremento de la producción cultural en todas las artes, tanto física como visual. Este crecimiento frenó en la década de 2010, cuando a causa de la crisis financiera, solo se realizaron un promedio de veinte producciones por año.

### Literatura

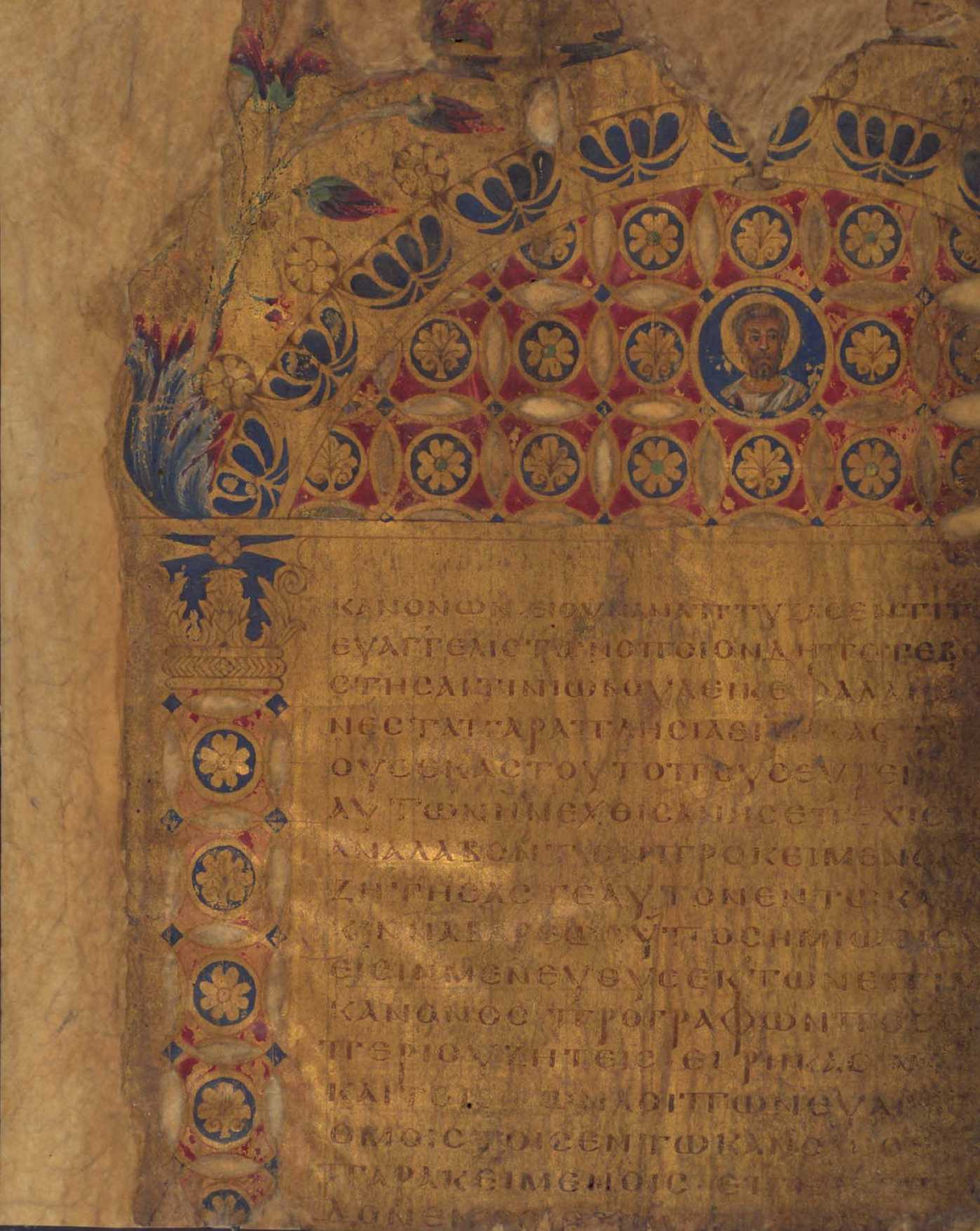
Un evangelio bizantino del que ilustra el estilo decorativo empleado por los amanuenses del medievo.

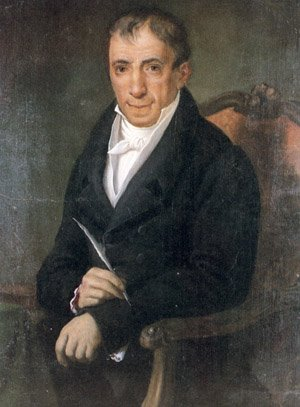
Adamantios Koraís (1748—1833), académico humanista fundador de la literatura moderna griega y figura capital de la Ilustración en Grecia.

Grecia tiene una destacable, rica y fuerte tradición literaria que abarca varias épocas a través de 2800 años. La época clásica es la que más comúnmente se relaciona con la literatura griega, que comienza en el 800 a. C. y mantiene su influencia durante el periodo bizantino, no obstante la influencia del cristianismo comenzó a engendrar un nuevo desarrollo de la palabra escrita. Muchos elementos de la antigua tradición milenaria están reflejados en la moderna literatura griega, incluyendo a las obras de los laureados con el Nobel, Odysseas Elytis y Giorgos Seferis.
Las primeras obras de la tradición literaria occidental son los poemas épicos de Homero y Hesíodo. La primera poesía lírica, la representativa por poetas como Safo y Píndaro, fue la responsable de la definición del género lírico como es entendido en la actualidad en la literatura occidental. Esopo escribió sus Fábulas en el siglo VI a. C. La literatura de este periodo tuvo una profunda influencia no solo en los poetas romanos, sino que se extendió a través de toda Europa.
En la Grecia clásica se establece el nacimiento del teatro tal y como lo entendemos. Esquilo introdujo las ideas de diálogo y dramatizó las relaciones de los personajes, al hacerlo inventó el drama: su trilogía Orestíada es considerada la cima de su carrera. Otros grandes dramaturgos fueron Sófocles y Eurípides. Aristófanes, un escritor de comedias, definió y desarrolló el concepto de comedia como forma teatral. Heródoto y Tucídides son considerados los pioneros del moderno estudio de la historia en el campo de la búsqueda filosófica, literaria, y científica. Polibio fue el primero en introducir en su estudio el concepto de militar.
La filosofía griega produjo literatura con los diálogos de Platón, mientras que su discípulo Aristóteles, en su obra Poética, formuló el primer criterio de la crítica literaria. Ambas figuras literarias, en el contexto de las contribuciones de la filosofía griega en las épocas clásica y helenística, dieron nacimiento al concepto de ciencia política, el estudio de la evolución política y la crítica de los sistemas de gobierno.
La expansión del cristianismo por todo el mundo grecorromano en los siglos IV, V y VI, junto a la Helenización del Imperio bizantino que se produjo en el período, llevó a la creación de una forma literaria única, que combinó influencias cristianas, griegas, romanas y orientales. A su vez, esto permitió que se desarrollase la poesía cretense, la saltaría poética en el Oriente griego, y el género histórico, con varios historiadores prominentes como Procopio de Cesarea.
Se considera de manera convencional que la literatura griega moderna apareció a partir de 1453 (año de la caída de Constantinopla), si bien la producción literaria es muy reducida. Se pueden señalar algunas obras ilustradas, aunque destacan las canciones populares y las novelas acríticas del Imperio bizantino. La producción aumenta grandemente a partir de la guerra de independencia en 1821, por lo que la literatura griega del período está fuertemente influida por temas revolucionarios.
En el siglo XX, la tradición literaria griega moderna abarca la obra de Constantino Cavafis, considerado una figura clave de la poesía del siglo XX. Giorgos Seferis, cuyas obras y poemas aspiraron a unir la literatura de la antigua y moderna Grecia y Odysseas Elytis ganaron el Premio Nobel de Literatura. Nikos Kazantzakis es también una importante figura, que recibió reconocimiento internacional con obras como La última tentación de Cristo y Cristo de nuevo crucificado.

## Deportes

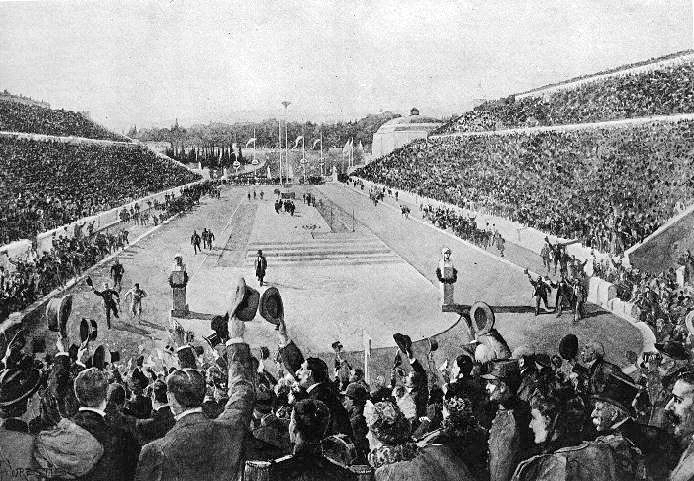
Spiridon Louis entrando al estadio Panathinaikó al final de la prueba de maratón en Atenas 1896.

Grecia es el lugar del nacimiento de los Juegos Olímpicos, celebrados por primera vez en el 776 a. C hasta su prohibición en el 393 d. C. El estadio Panathinaikó en Atenas, que fue esencialmente reconstruido en 1895, fue la sede de los primeros Juegos Olímpicos modernos en 1896. El estadio Panathinaikó también fue la sede de los juegos de 1906 y albergó algunos eventos de los Juegos de 2004.
Los dos deportes más practicados en Grecia son el fútbol y el baloncesto. En 2008, la selección de fútbol de Grecia llegó a ocupar la octava posición en la Clasificación mundial de la FIFA, y fue la sorpresa de la Eurocopa 2004 tras ganar dicho campeonato. La Super Liga de Grecia es la máxima liga de fútbol profesional y comprende dieciocho equipos, de los cuales los más exitosos son Olympiacos, Panathinaikos, Aris de Tesalónica, PAOK de Tesalónica y AEK Atenas.
La selección de baloncesto de Grecia es considerada como una de las mejores en el mundo, pues en 2012 se colocó en el número cuatro de la clasificación internacional de la FIBA y en el segundo lugar de la clasificación europea. Ganaron el campeonato europeo en 1987 y 2005, y han terminado entre los cuatro mejores en dos de los últimos cuatro campeonatos mundiales. La liga nacional de baloncesto, A1 Ethniki, está conformada por catorce equipos. Los más exitosos son los Olympiacos, Panathinaikos, Aris de Tesalónica, PAOK de Tesalónica y AEK Atenas. Los equipos griegos han sido los más exitosos en el baloncesto europeo de los últimos 25 años, pues ganaron nueve Euroligas desde 1988.
Otros deportes populares en el país incluyen el polo acuático, el voleibol, el atletismo, el levantamiento de peso, el boxeo y la gimnasia. El tenis y el golf, que fueron introducidos en el siglo XIX por la clase burguesa, aún atraen a un gran número de jugadores. El críquet y el balonmano son muy practicados en Corfú y Véria, respectivamente.

## Bandera

Bandera utilizada actualmente

La bandera de Grecia está formada por nueve franjas horizontales de idéntica dimensión. Es de color azul y blanco que se alternan, siendo la franja situada en la parte superior de la bandera de color azul. En el ángulo superior más próximo al asta se sitúa un cuadro azul con una cruz blanca que es símbolo de la Iglesia Ortodoxa Griega. La proporción de la bandera es 2:3.[cita requerida]
En 1969, el Régimen de los Coroneles declaró esta bandera como la oficial, la que previamente solo era utilizada por la marina mercante, pues para el resto de los usos se empleaba una bandera de color azul con una cruz blanca desde 1828. En 1975, posterior a la caída de la Junta Militar Griega (1967-1974) fue sustituida por la antigua bandera, siendo restituida en 1978.

Las nueve franjas representan el número de sílabas de la frase Ελευθερία ή Θάνατος (Elevthería i Thánatos; significado, ‘libertad o muerte’), que es el lema nacional.[cita requerida]

Bandera utilizada en gran parte del y entre 1975 y 1978